# Borkum

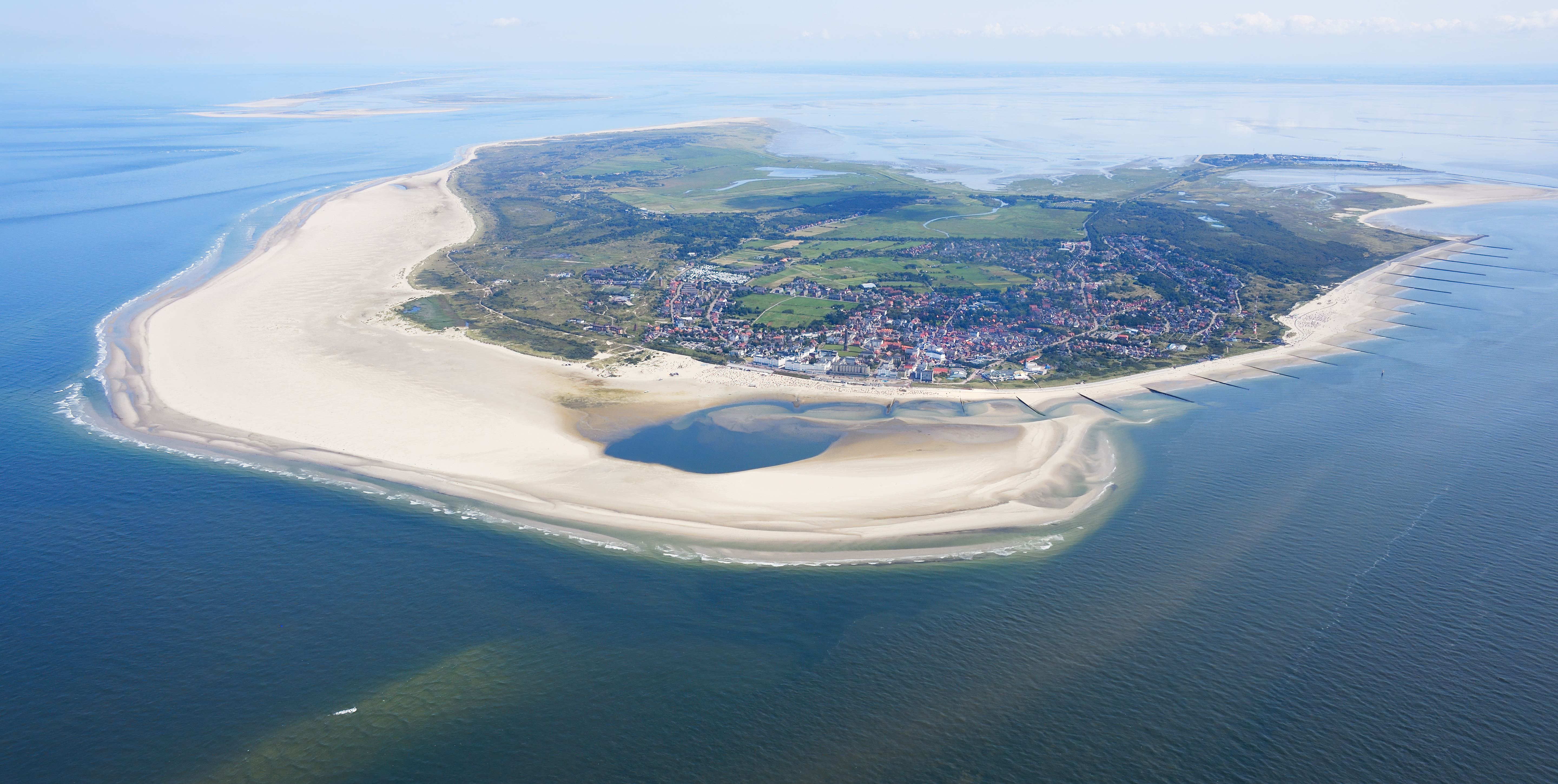
Luftbild von Borkum

Borkum (Ostfriesisches Niederdeutsch: Börkum, friesisch Boarkum) ist die westlichste und mit knapp 31 Quadratkilometern größte der Ostfriesischen Inseln. Teile der Insel und das angrenzende Watt gehören zum Nationalpark Niedersächsisches Wattenmeer. Die Insel ist gleichzeitig die Fläche der Stadt Borkum, die als staatlich anerkanntes Nordseeheilbad über zahlreiche Kureinrichtungen verfügt.
Wie alle anderen ostfriesischen Inseln führte Borkum bis zum Aufkommen des Badewesens im 19. Jahrhundert ein politisches und zumeist auch wirtschaftliches Schattendasein in der Grafschaft Ostfriesland, die ab 1744 zu Preußen gehörte. Eine Ausnahme bildete der Walfang, welcher der Insel im 18. Jahrhundert zu einigem Wohlstand verhalf, aber 1782 eingestellt werden musste. Die darauf folgende wirtschaftliche Depression dauerte mehrere Jahrzehnte. Erst der ab zirka 1830 einsetzende Badetourismus, der ab ungefähr 1870 größere Ausmaße annahm, hat diese Situation ins Gegenteil verkehrt. Die Insel ist seitdem nahezu vollständig vom Tourismus abhängig. Dieser ermöglicht den Einwohnern ein beständiges Auskommen, führt durch den Saisonbetrieb allerdings zu einer im Jahresverlauf stärker schwankenden Erwerbslosigkeit. Im Jahr 2018 kamen 311.786 Urlauber, es wurden 2.565.570 Übernachtungen gezählt. Durchschnittlich verbrachten die Gäste 8,23 Tage auf der Insel.
Von 1902 bis 1996 war Borkum mit kurzen Unterbrechungen nach dem Ersten und Zweiten Weltkrieg Standort von Marineeinheiten, die zeitweise eine größere wirtschaftliche Bedeutung für die Düneninsel hatten.
In der ersten Hälfte des 20. Jahrhunderts war Borkum Hochburg des Bäder-Antisemitismus.

## Geografie

### Geografische Lage
| Stadtfläche Salzwiesen | Dünen Strand |

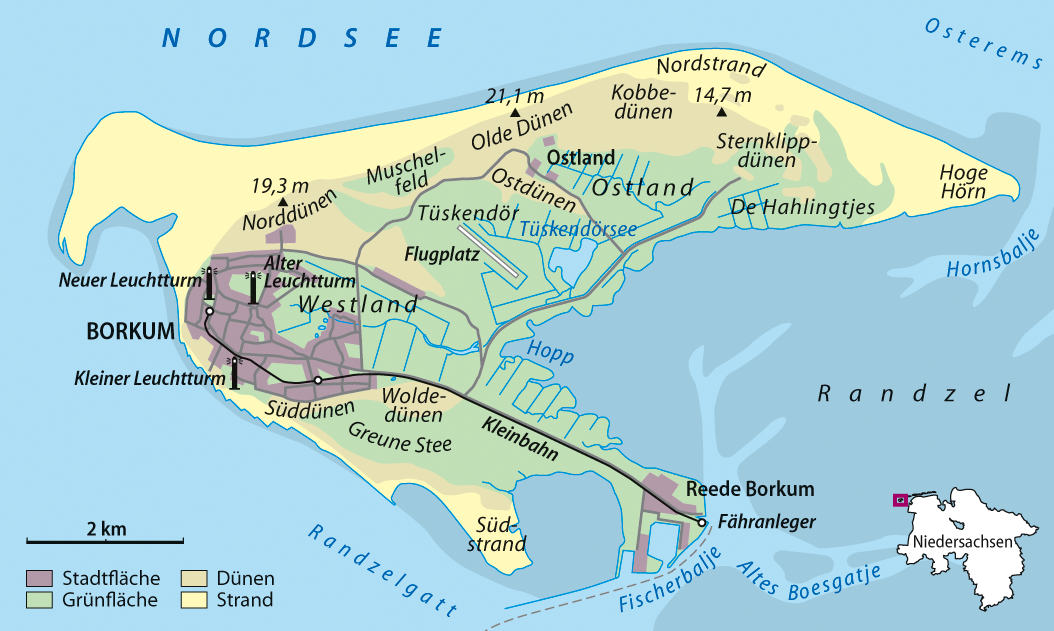
Übersichtskarte der Insel Borkum
----

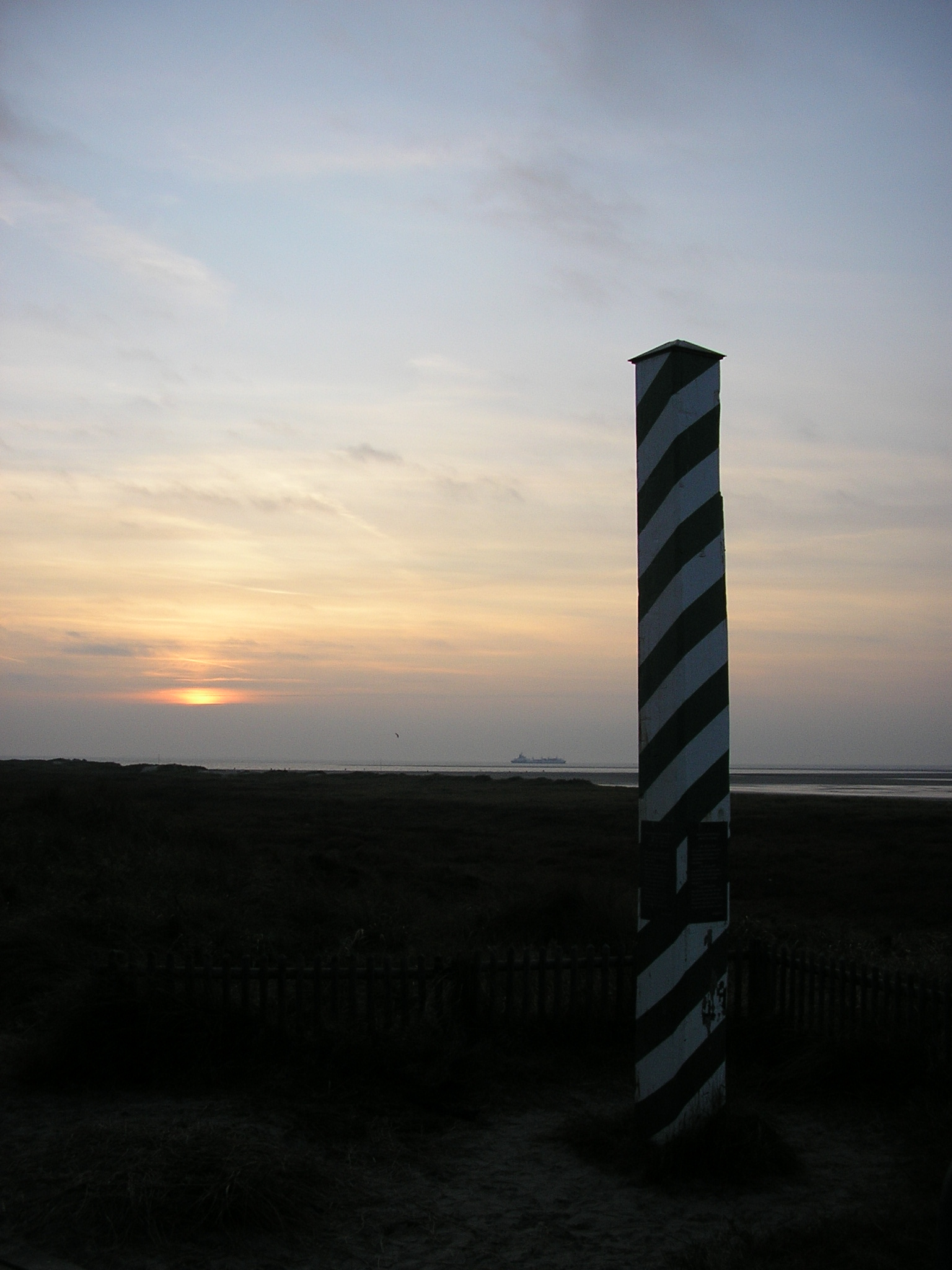
Borkumer Grenzmarkierung als „nordwestlichster Punkt“ Deutschlands

Borkum ist Teil der Ostfriesischen Inseln. Als westlichstes Eiland der Inselkette liegt Borkum zwischen den beiden Mündungsarmen der Ems. Insgesamt ist die Insel 31 Quadratkilometer groß, zehn Kilometer lang und maximal sieben Kilometer breit.:9
Östlich sind Juist, Memmert, Brauer- und Kachelotplate, auf der westlichen Seite das zu den westfriesischen Inseln gehörende niederländische Rottumeroog die Nachbarinseln. Zwischen Borkum und Rottumeroog verläuft das Emsfahrwasser.
Die Entfernung zur niederländischen Küste beträgt etwa zwölf Kilometer. Bis zum deutschen Festland sind es circa 20 Kilometer. Die Stadt Borkum hat ungefähr 5200 Einwohner und ist die am weitesten westlich liegende Stadt in Niedersachsen.
Durch die Meeresströmungen ändern sich Form und Lage der Insel. Diesen Veränderungen versucht der Mensch seit rund 130 Jahren durch bauliche Maßnahmen Einhalt zu gebieten. Insbesondere an der Westseite befinden sich umfangreiche Uferbefestigungen. Um die zerstörerischen Auswirkungen von Sturmfluten zu mindern, wurden 35 Buhnen gebaut, 1929 wurde eine Strandmauer errichtet.

### Anstieg des Meeresspiegels
Borkum liegt nur etwa sechs Meter über Normalhöhennull. Dadurch ist die Insel vom weltweiten Anstieg des Meeresspiegels infolge der globalen Erwärmung langfristig bedroht. Bisher war kein signifikanter Anstieg des Wasserstands zu erkennen; erwartet wird er ab der zweiten Hälfte des 21. Jahrhunderts. Das Land Niedersachsen richtet seine Küstenschutzstrategie im Nordseebereich darauf aus, dass der Meeresspiegel laut dem IPCC-Bericht des Weltklimarats von 2019 bis zum Jahr 2100 um 60 bis 110 cm steigen wird. In der Folge ist eine erosionsbedingte Gefährdung von Stränden und Vorstränden zu erwarten, was sich negativ auf den Tourismus auf der Insel auswirken würde. Zum Schutz soll die Umsetzung des 2010 erstellten „Generalplans Küstenschutz – Ostfriesische Inseln“ des Niedersächsischen Landesbetriebes für Wasserwirtschaft, Küsten- und Naturschutz (NLWKN) beitragen.

### Geologie und Gestalt der Insel

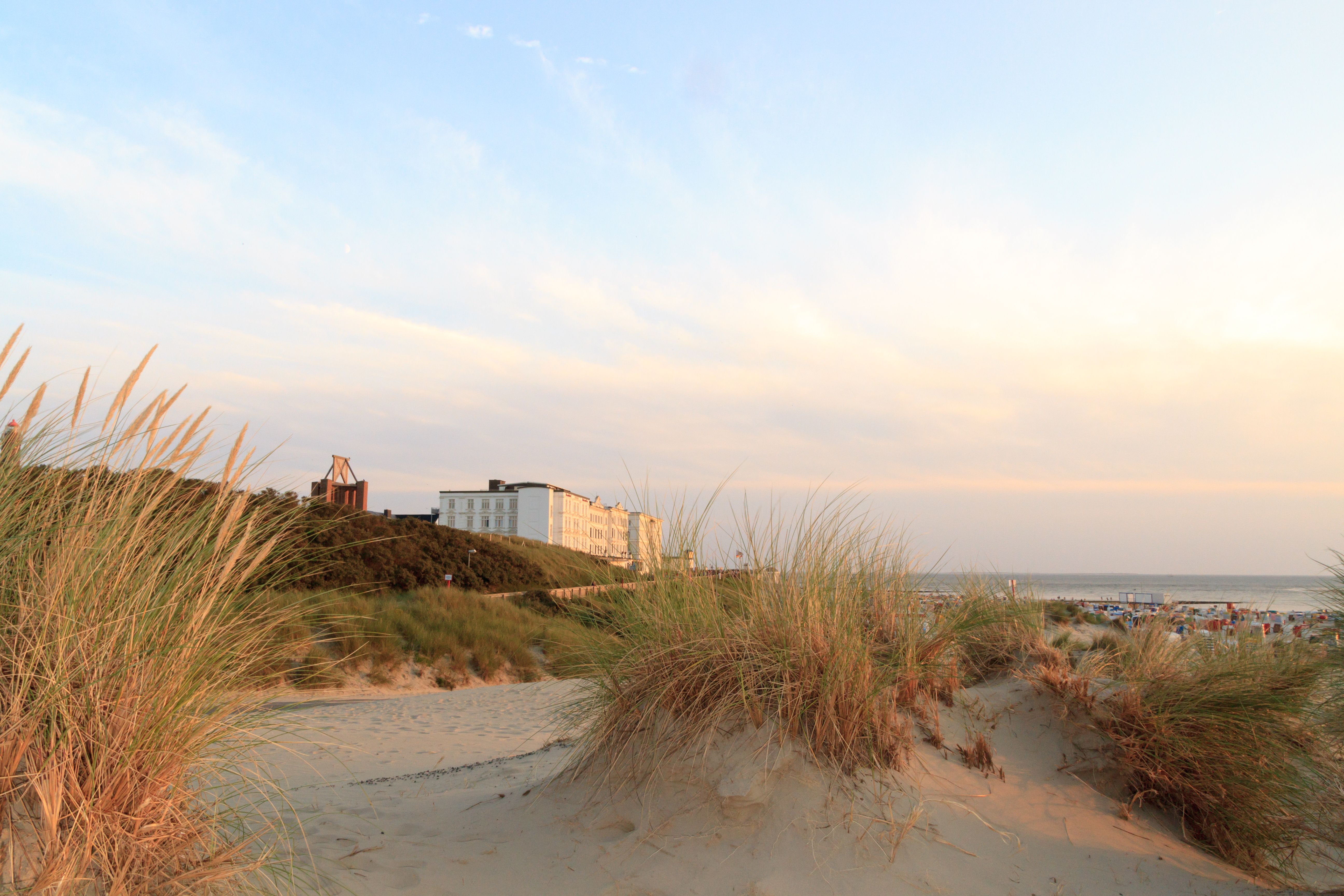
Dünen am Weststrand von Borkum

Borkum ist, wie die Ostfriesischen Inseln insgesamt, kein Fragment früheren Festlands und unterscheidet sich insofern etwa von den Nordfriesischen Inseln. Auch haben die Ostfriesischen Inseln nie eine geschlossene Kette gebildet. Dafür ist die Gezeitenströmung zwischen ihnen viel zu stark.
Während der Weichseleiszeit lag der Wasserspiegel etwa 120 Meter tiefer als heute. Damit lag ein Großteil der südlichen Nordsee einschließlich des Gebietes, auf dem sich heute die Insel Borkum erstreckt, trocken und war mit einer steppenartigen Vegetation bewachsen. Durch den Wind wurden im Laufe der Jahrhunderte Decksande herangeweht, die bis heute große Teile des Nordseebodens bedecken.:10
Mit dem Abschmelzen der Gletscher stieg der Meeresspiegel an. Gleichzeitig senkte sich das Land. Nach und nach wurde so der Bereich der heutigen südlichen Nordsee überflutet. Vor etwa 8000 Jahren erreichte die Küstenlinie den Bereich der Inselkette der Ostfriesischen Inseln.:10 Danach verlangsamte sich der Anstieg des Meeresspiegels und kehrte sich phasenweise sogar um. Am Rand des Flachwasserbereichs des Wattenmeeres lagerten sich danach durch den Gezeitenstrom und bei Ebbe durch den Einfluss des Windes Sand und Schlick über Erhebungen der ursprünglichen Geestlandschaft ab. So entstand zunächst eine hochwasserfreie Plate, auf der sich erste Dünenketten bildeten. Auf den durch sie geschützten Süd- und Südostseiten lagerte sich durch den Tidestrom weiterer Schlick ab und vergrößerte die Insel so stetig. Ihre im Vergleich zu den anderen eher länglichen ostfriesischen Inseln (Baltrum ist der Rest einer einstmals viel größeren Insel) ungewöhnliche Hufeisenform verdankt Borkum seiner Position zwischen den beiden Mündungsarmen der Ems mit ihren Sand an- und abtransportierenden Kräften. Diese sorgen auch dafür, dass die Insel relativ lagestabil ist.:10
Borkum liegt auf einem im Pleistozän und anschließend im Holozän gebildeten Sockel. Der Bereich der Insel war Teil des in der Saaleeiszeit gebildeten oldenburgisch-ostfriesischen Geestrückens, der sich heute unterseeisch bis Borkum-Riffgrund fortsetzt. Er besteht aus Moränenmaterial sowie daraus ausgewaschenen Geschieben und hebt sich deutlich vom Meeresboden ab. Diese ursprünglich aus Mooren und Wäldern bestehende Geestlandschaft liegt heute etwa im Bereich der Insel unter einer zehn Meter dicken Schicht aus Sand und Schlick.:10 Vorherrschende Bodentypen sind Regosol und Kleimarsch und zu einem geringen Teil auch Gley. Für die Trinkwassergewinnung sind die vegetationsarmen Dünenketten von größter Bedeutung: Sie bestehen aus holozänen Dünen- und Wattsedimenten. Dadurch kann das Regenwasser nahezu ungehindert versickern und in die Süßwasserlinse unter der Insel gelangen.
Noch 1863 bestand Borkum aus zwei separaten Inseln, Westland und Ostland, die durch einen Priel voneinander getrennt waren. Um die beiden Teile miteinander zu verbinden, wurde zwischen 1862 und 1864 der Tüskendörwall (heute „Hinterwall“ genannt) aufgeschüttet. Das Tüskendör („Zwischendurch“) zeigt die alte Trennlinie an. Die beiden Inselteile weisen deutlich die hufeisenförmige Gestalt der konzentrisch verlaufenden Dünenketten auf, die zum Randzel-Watt hin offen sind. Das Innere der Dünenbögen ist mit eingedeichten Marschen aus größtenteils Grünland und Salzwiesen vor dem Seedeich ausgefüllt. Im Westen der Insel liegt die Greune Stee („grüne Stelle“), ein ausgedehnter Sumpfwald, der an trockenen Stellen von Dünen durchzogen ist. Die Ostspitze der Insel ist das Hoge Hörn („erhöht liegende Ecke“), das mit den bei Sturmflut von Salzwasser überspülten Ostlagunen den Lebensraum für eine große Zahl von Brut- und Rastvögeln bietet.

### Stadtgliederung
Zur Stadt Borkum gehören der gleichnamige Ort im Westen der Insel sowie die kleineren Ortsteile Ostland (im Osten der Insel) und Reede (im Südosten am Hafen).

### Nachbargemeinden

Lage von Borkum am westlichen Ende der Ostfriesischen Inseln

Durch seine Insellage hat Borkum keine direkten Nachbargemeinden, wohl aber Nachbarinseln und benachbartes Festland. Die Nachbarinseln sind Rottumeroog (Niederlande) im Westen sowie Juist, Lütje Hörn, Memmert und die Kachelotplate im Osten. Die drei letztgenannten sind unbewohnte Inseln. Die Kachelotplate ist eine Sandbank, die nicht mehr regelmäßig von Wasser überspült wird und daher als im Entstehen begriffene Insel gesehen wird.
Die nächstgelegene Küste gehört zu den Niederlanden, per Fährschiff besteht eine Direktverbindung zum dortigen Seehafen Eemshaven. Auf deutscher Seite ist Emden der Fährhafen für Borkum. Da die Insel weit draußen in der Emsmündung liegt, ist die Fährzeit von Emden nach Borkum länger als zu jeder anderen bewohnten deutschen Nordseeinsel, ausgenommen Helgoland. Sie ist abhängig von den Gezeiten und der Fahrtrichtung: In Richtung Borkum nutzen die Fähren die Strömung der Ems, fahren also flussabwärts und sind somit schneller. Durch die Fahrwassertiefe in der Außenems ist – im Gegensatz zu manchen anderen Nordseeinseln – jederzeit eine tideunabhängige Verbindung gesichert. Die nächstgelegene Gemeinde auf dem deutschen Festland ist die Krummhörn im Landkreis Aurich, vom Greetsieler Hafen aus führte in vergangener Zeit ebenfalls eine Fährverbindung auf die Insel.

### Flächennutzung
| Nutzung                             | Fläche |
| ----------------------------------- | ------ |
| Gebäude- und Freiflächen            | 258    |
| davon Wohnflächen                   | 122    |
| davon Gewerbe- und Industrieflächen | 10     |
| Betriebsflächen                     | 9      |
| Erholungsflächen                    | 31     |
| davon Grünanlagen                   | 22     |
| Verkehrsflächen                     | 183    |
| davon Straßen, Wege, Plätze         | 86     |
| Landwirtschaftsflächen              | 667    |
| Wasserflächen                       | 162    |
| Waldflächen                         | 56     |
| Flächen anderer Nutzung             | 1730   |
| davon Friedhöfe                     | 2      |
| davon Unland                        | 1654   |
| Gesamtfläche                        | 3097   |

Die Flächennutzungstabelle rechts mit Daten aus dem Jahr 2011 zeigt, dass 53,4 % der Gesamtfläche Borkums „Unland“ ist: Gemeint sind damit die zahlreichen Dünen der Insel. Die Landwirtschaftsfläche macht mit 667 von 3097 Hektar zwar nur einen für Deutschland unterdurchschnittlichen Anteil von etwa 21,5 % aus. Der Anteil liegt aber höher als auf jeder anderen ostfriesischen Insel. Zurückzuführen ist dies auf die Marschen, die sich im von Sturmfluten geschützten Süden der Insel angesetzt haben. Der Waldanteil ist mit knapp zwei Prozent der Gesamtfläche (entspricht 56 Hektar) höher als auf den anderen Ostfriesischen Inseln.

### Klima
Der Klimaklassifikation von Wladimir Peter Köppen zufolge befindet sich Borkum in der Einteilung Cfb. Diese Einteilung nach Klimazone (C), Klimatyp (Cf) und Klimauntertyp (b) gibt für Borkum durch die vorherrschende zyklonale Westwindwetterlage ein warm- und feucht-gemäßigtes Klima mit warmen Sommern an.
In der Gesamtheit wird das Borkumer Klima von der mitteleuropäischen Westwindzone geprägt. Die vorherrschende Windrichtung ist Südwest und durch Tiefdruckgebiete über Island und Grönland bedingt. Im Frühjahr und Frühsommer behindert das kühle Nordseewetter die Bildung von Wolken. Dadurch gibt es in diesem Zeitraum den meisten Sonnenschein, während es im Herbst bei relativ warmen Wassertemperaturen zu verstärkter Wolkenbildung kommt.:16
Die Insel Borkum liegt im Bereich des gemäßigten, sommerkühlen und vom Golfstrom beeinflussten Seeklimas und damit im direkten Einfluss der Nordsee. Bei geringen Temperaturschwankungen herrscht hohe Luftfeuchtigkeit. Im Durchschnitt liegen die Temperaturen im Sommer unterhalb und im Winter oberhalb der auf dem Festland gemessenen Werte. Das aus den Werten der Jahre von 2006 bis 2015 errechnete durchschnittliche Jahrestemperaturmittel liegt bei 10,2 °C. Der kälteste Monat ist der Februar mit einer Durchschnittstemperatur von 3,0 °C, während der August mit einem Monatshöchsttemperaturmittel von 17,5 °C der wärmste Monat ist. Die jährliche mittlere Niederschlagsmenge liegt bei etwa 844 Millimetern, wobei die Monate Februar, März und April im langjährigen Mittel die trockensten sind,:16 während der August mit einer durchschnittlichen Niederschlagsmenge von 118 mm der nasseste Monat ist.
|                        | Jan  | Feb  | Mär  | Apr  | Mai  | Jun  | Jul   | Aug   | Sep  | Okt  | Nov  | Dez  |   |      |
| Mittl. Temperatur (°C) | 3,3  | 3,0  | 5,2  | 8,9  | 12,1 | 15,0 | 17,9  | 17,5  | 15,3 | 11,5 | 7,6  | 4,1  | ⌀ | 10,2 |
| Mittl. Tagesmax. (°C)  | 5,0  | 5,1  | 8,1  | 12,7 | 15,6 | 18,3 | 21,6  | 21,1  | 18,5 | 14,1 | 9,5  | 6,0  | ⌀ | 13   |
| Mittl. Tagesmin. (°C)  | 1,2  | 0,9  | 2,3  | 5,4  | 8,7  | 11,5 | 14,4  | 14,0  | 12,2 | 8,6  | 5,4  | 2,1  | ⌀ | 7,3  |
|                        |      |      |      |      |      |      |       |       |      |      |      |      |   |      |
| Niederschlag (mm)      | 70,0 | 45,0 | 47,0 | 29,0 | 59,0 | 61,0 | 101,0 | 118,0 | 66,0 | 91,0 | 73,0 | 84,0 | Σ | 844  |
|                        |      |      |      |      |      |      |       |       |      |      |      |      |   |      |
| Sonnenstunden (h/d)    | 1,51 | 2,36 | 4,87 | 7,13 | 7,74 | 7,67 | 7,67  | 6,41  | 5,00 | 3,29 | 1,80 | 1,41 | ⌀ | 4,7  |
|                        |      |      |      |      |      |      |       |       |      |      |      |      |   |      |
| Regentage (d)          | 20   | 17   | 15   | 12   | 14   | 14   | 17    | 19    | 16   | 19   | 20   | 22   | Σ | 205  |

| 1,2 |

| 0,9 |

| 2,3 |

| 5,4 |

| 8,7 |

| 11,5 |

| 14,4 |

| 14,0 |

| 12,2 |

| 8,6 |

| 5,4 |

| 2,1 |

| 1,2 |

| 0,9 |

| 2,3 |

| 5,4 |

| 8,7 |

| 11,5 |

| 14,4 |

| 14,0 |

| 12,2 |

| 8,6 |

| 5,4 |

| 2,1 |

## Flora und Fauna

### Flora und Fauna
| Verteilung der Biotoptypen auf Borkum     | Verteilung der Biotoptypen auf Borkum | Verteilung der Biotoptypen auf Borkum |
| Biotoptyp                                 | Fläche (ha)                           | Fläche (%)                            |
| ----------------------------------------- | ------------------------------------- | ------------------------------------- |
| Binsenquecken-Vordüne                     | 26                                    | 0,9                                   |
| Strandhafer-Weißdüne                      | 138                                   | 5,0                                   |
| Sanddorn-Holunder-Küstengebüsch           | 81                                    | 2,9                                   |
| Graudünen-Grasflur                        | 442                                   | 16,1                                  |
| Küstendünen-Heide                         | 6                                     | 0,2                                   |
| Küstendünen-Gebüsch                       | 248                                   | 9,0                                   |
| Feuchtes Dünental                         | 111                                   | 4,1                                   |
| Gehölz der feuchten Dünentäler            | 151                                   | 5,5                                   |
| Obere Salzwiese                           | 267                                   | 9,7                                   |
| Untere Salzwiese                          | 150                                   | 5,5                                   |
| Grünland                                  | 668                                   | 24,3                                  |
| Ruderal- und Halbruderalflur              | 6                                     | 0,2                                   |
| Standortfremdes, angepflanztes Gehölz (a) | 22                                    | 0,8                                   |
| Siedlungsbereiche                         | 398                                   | 14,5                                  |
| Gewässer                                  | 32                                    | 1,2                                   |
| Summe der Biotopfläche                    | 2747                                  | 100,0                                 |

Borkum weist aufgrund seiner Größe und der damit einhergehenden landschaftlichen Vielfalt von allen ostfriesischen Inseln den größten Artenreichtum auf. In den Dünengebieten gibt es alle Stadien von Primärdünen (niedrige Dünen zwischen der Wasserlinie und den höheren weißen Dünen) über Sekundärdünen (Weißdünen) bis hin zu den Tertiärdünen (Grau- und Braundünen). Zu den typischen Pflanzen gehören wie auf den anderen ostfriesischen Inseln der Strandhafer auf Weißdünen sowie Sanddorn auf Braundünen. Die Grau- und Braundünen sind teilweise mit Küstendünengebüsch bewachsen und vor allem in ihren Tälern bewaldet. Das größte Waldgebiet ist dabei die künstlich aufgeforstete, etwa 60 ha große Greune Stee mit ihren Moorbirken, Schwarzerlen und Weiden. Die Woldedünen sind die ältesten Dünen der Insel. Sie sind zum Teil mit Heide bewachsen. Auf der Ronden Plaat entwickelten sich Salzwiesen und Dünen-Übergangsbereiche. Größere Salzwiesen gibt es zudem noch östlich des Inselbahndammes und im Südosten der Insel. Grünland macht rund 25 Prozent der Inselfläche aus. Es liegt in vier eingedeichten und so ausgesüßten Gebieten, die in den Jahren um 1600 (Binnenwiesen), 1769 (Ostland), 1932 (Binnenweide), 1977/1978 (Flugplatz und Areal um den Tüskendörsee) entstanden.
Nachgewiesen wurden bisher 837 Farn- und Blütenpflanzen, 173 verschiedene Moose sowie 142 unterschiedliche Flechten. Auch bei der Fauna liegt Borkum mit rund 5000 nachgewiesenen Tierarten an der Spitze der Inselkette. Auf Borkum leben 27 Säugetierarten, von denen einige (ungarische Hasen, Kaninchen, Rehwild und Hirsche) ausgewildert oder unbeabsichtigt eingeschleppt (Igel, Spitz- und Wühlmausarten, Wanderratten) wurden. Wenige Arten, vor allem Fledermausarten und der Bisam, haben die Insel selbstständig vom Festland aus besiedelt. Auf der Insel konnten zudem 18 Süßwasserfischarten sowie 120 Brutvogelarten nachgewiesen werden.

### Schutzgebiete
Borkum liegt im Nationalpark Niedersächsisches Wattenmeer, der seit dem 26. Juni 2009 mit zum UNESCO-Welterbe gehört. Der Nationalpark erstreckt sich vom Dollart im Westen über die Emsmündung, die Ostfriesischen Inseln und den Jadebusen bis zur Elbmündung im Osten.
Die Insel Borkum ist mit Ausnahme der Siedlungs- und Infrastrukturgebiete sowie des Flugplatzes Teil des Nationalparks. Dabei wird die Insel in drei Schutzzonen aufgeteilt.
Große Teile der Insel, insbesondere im Osten gehören zur Schutzzone I (Ruhezone), die ganzjährig nur auf ausgewiesenen Wegen betreten werden darf. In der Schutzzone II (Zwischenzone) ist das Betreten außerhalb der Brutzeit erlaubt, der Artenschutz hat jedoch auch hier Vorrang. Zur Schutzzone III (Erholungszone) zählen insbesondere die Badestrandabschnitte im Süden, Westen und Norden der Insel.

## Geschichte

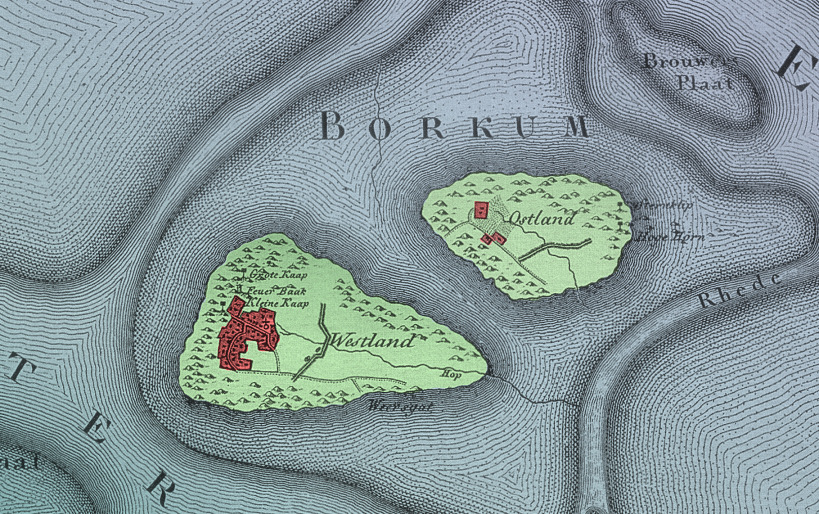
Die beiden Inselteile auf der Karte Borkums von Karl Ludwig von Le Coq, 1805

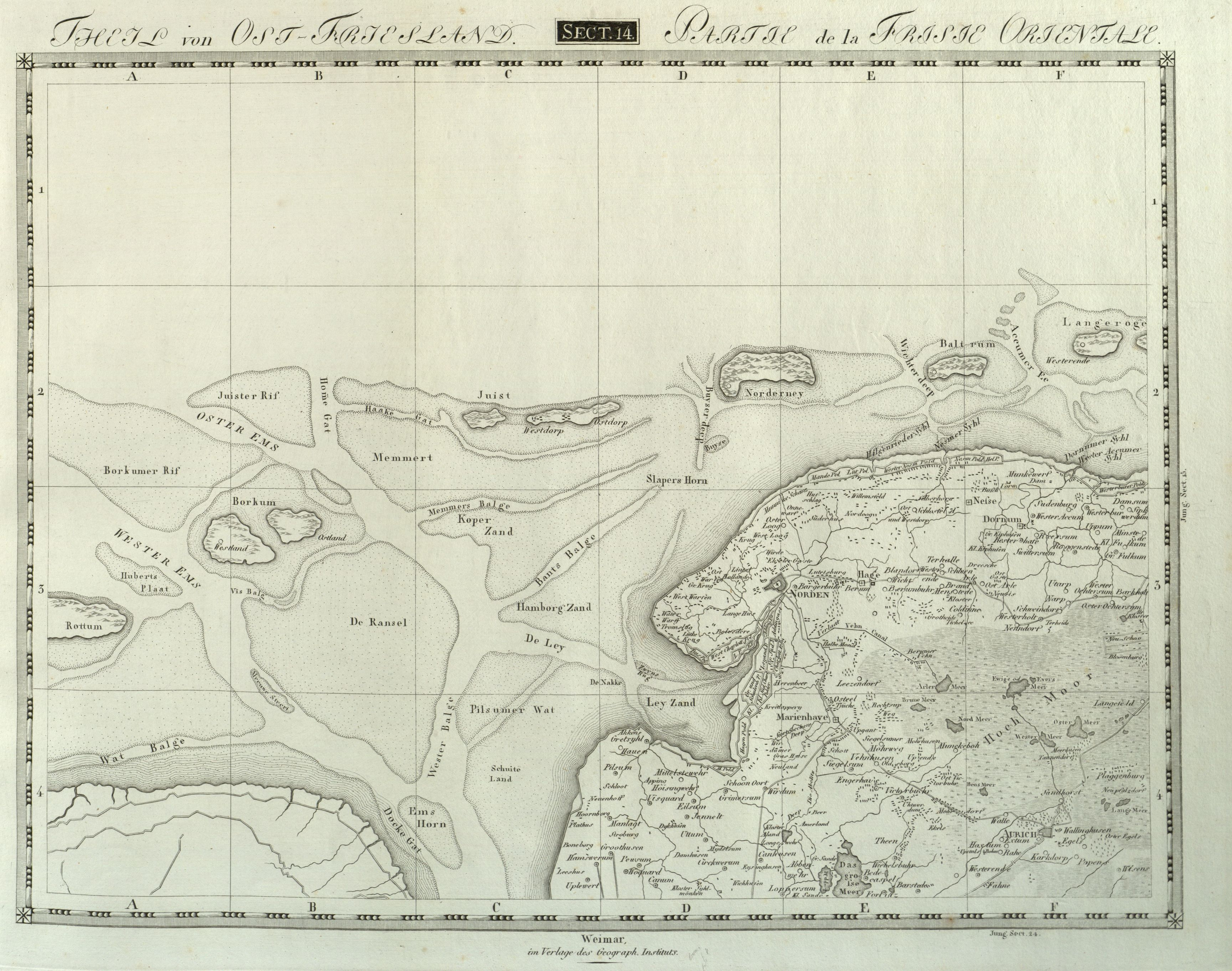
Topographisch-militairische Charte von Teutschland, Blatt 14

Die Ostfriesischen Inseln und damit auch Borkum entstanden vermutlich in der Zeit um Christi Geburt. Zunächst waren es einfache Hochsände, aus denen sich allmählich die heutigen Inseln entwickelten, die dann im Verlauf des Mittelalters besiedelt wurden. Funde aus früheren Perioden liegen bis dato nicht vor.
Die erste archäologische Ausgrabung war 2008 im Bereich des alten Borkumer Kirchhofes, dem Ortsmittelpunkt bis zur Aufgabe der Kirche.

### Entwicklung des Gemeindenamens
Der Inselname taucht erstmals bei Strabon (* etwa 63 v. Chr.; † nach 23 n. Chr.) auf. Er nennt in seiner Geographie eine unbestimmte Anzahl der ostfriesischen Küste vorgelagerter Inseln, von denen eine Byrchanis heiße. Plinius der Ältere erwähnt in seiner um 77 n. Chr. entstandenen Naturalis historia Inseln vor der Nordseeküste und unter deren bekanntesten („insulae nobilissimae“) an erster Stelle Burcana, über deren genaue Lage aber nichts weiter bekannt ist. Sie wird von der modernen Forschung mit der um 1743 untergegangenen Insel Bant in Verbindung gebracht.
Namentlich erwähnt wurde die heutige Insel erstmals 1227 als Borkna, dann 1398 als Borkyn, seit 1554 ist die Bezeichnung Borkum geläufig. Der Name hat sich vermutlich aus dem altnordischen burkn für Farnkraut (vgl. Isländisch: Burkni = Brombeergestrüpp) entwickelt, dem später noch die Endung -um für Heim angehängt wurde.

### Mittelalter
In den Jahren 1227 und 1270 ankerten Kreuzfahrerflotten vor der Insel, um dort auf besseres Wetter zu warten. Ob die Insel seinerzeit schon bewohnt war, ist unklar. Eine Bevölkerung wird erstmals um 1406 in einem Friedensvertrag mit der Hanse genannt.

### Von den Cirksena zu Preußen
Ab 1464 stand Borkum unter der Regentschaft der Grafen von Ostfriesland. Als Groningen 1594 den Sieben Niederlanden beitreten musste, entstand so die politische Teilung in ost- und westfriesische Inseln. Nach dem Tod von Fürst Carl Edzard, dem letzten männlichen Vertreter des Hauses Cirksena, fiel Ostfriesland, und damit Borkum, im Jahr 1744 auf Grund der 1694 von Kaiser Leopold I., dem Kurfürsten von Brandenburg Friedrich III., später König Friedrich I. von Preußen, erteilten Anwartschaft an das Königreich Preußen. Nach dem Frieden von Tilsit wurde Borkum von 1807 bis 1810 Teil des Königreichs Holland und bis 1813 Teil des Kaiserreichs Frankreich. Zu dieser Zeit wurde zur Durchsetzung der Kontinentalsperre eine französische Küstenbatterie errichtet. Mit dem Ende der Befreiungskriege 1813 fiel Borkum an Preußen zurück. Bereits 1815 wurde die Insel nach dem Wiener Kongress dem Königreich Hannover zugesprochen. Als der hannoversche König Georg V. nach dem Prager Frieden von 1866 entthront wurde, fiel Ostfriesland und damit Borkum wieder an Preußen.
Anfang des 18. Jahrhunderts entdeckte die Borkumer Inselbevölkerung die wirtschaftlichen Möglichkeiten des Walfangs für sich. In jedem Jahr fuhren zwischen 150 und 300 Männer hinaus auf See, um nahe Grönland und in der Davisstraße Jagd auf Wale zu machen. Für das Jahr 1747 sind zwölf Borkumer Kapitäne überliefert, für das Jahr 1782 etwa dreißig. Außerdem fuhren vom zwölfjährigen Schiffsjungen bis zum 70-jährigen erfahrenen Greis die Besatzungen auf Schiffen, die zumeist auf Rechnung von niederländischen, hamburgischen, Altonaer oder Emder Reedern unterwegs waren. An erster Stelle sind dabei niederländische Auftraggeber zu nennen, was in erster Linie auf die geografische Nähe zum Nachbarland, aber auch durch die gemeinsame Sprache zurückzuführen ist – wie im gesamten westlichen Ostfriesland war Niederländisch seinerzeit die Standardsprache der Borkumer.:89
Einen herben Rückschlag, der die Insel für Jahrzehnte wirtschaftlich zurückwarf und weite Teile der Bevölkerung in größte Armut versetzte, war der Ausbruch des Englisch-Niederländischen Seekrieges, der von 1780 bis 1784 dauerte. 1782 gerieten sämtliche Borkumer Grönlandfahrer für ein Jahr in britische Gefangenschaft, aus der sie ohne ihre Schiffe entlassen wurden. Außerdem verunglückten im selben Jahr drei Schiffe, deren Besatzungen größtenteils von der Insel stammten, so dass allein wegen dieser Unglücksfälle mehr als 50 Witwen und Waisen ohne den Haupternährer zurückblieben. Von diesen Schlägen hat sich der Borkumer Walfang nie erholt und wurde schließlich eingestellt. Viele der Walfänger wanderten nach Hamburg oder Altona aus, in der Hoffnung, unter deren neutralen Flaggen ihren Beruf weiterhin ausüben zu können.:89

### Verbindung der beiden Inselteile
Durch Sand- und Schlickanhäufung verengte sich ab 1830 der Priel Tüskendör („Zwischendurch“) zwischen den beiden Inselteilen Westland und Ostland. Zusätzlich wurden von der lokalen Bevölkerung Anstrengungen unternommen, diesen natürlichen Prozess durch Strohbündel und Anpflanzungen zu beschleunigen. Auf Initiative der zuständigen Regierung in Hannover gelang es schließlich in den Jahren 1863/1864, mit Hilfe zusätzlicher Arbeitskräfte vom Festland die Lücke durch Errichtung eines Damms zu schließen. Dieser Inselbereich „Interwall“ wurde später dann fälschlich zu „Hinterwall“.

### Entwicklung zum Seebad nach 1830
Nachdem Norderney bereits im Jahr 1797 zum Staatlichen Seebad geworden war und die Insel in der Folge einen wirtschaftlichen Aufschwung nahm, folgte Borkum als zweite der ostfriesischen Inseln diesem Trend. Zunächst noch sporadisch wurden Gäste mit den Fährschiffen auf die Insel gefahren, zumeist von Greetsiel aus, dem Amtssitz des Amtes Greetsiel, zu dem Borkum seinerzeit gehörte. 1843 wurde in Emden die Dampfschifffahrtsgesellschaft Concordia gegründet, die in der Folge einen regelmäßigen Fährbetrieb zwischen der Seehafenstadt, Delfzijl, Borkum und Norderney aufnahm. Die von Wind und Wetter abhängigen Inselfährleute mit ihren Segelbooten hatten den Dampfschiffen vor allem in puncto Zuverlässigkeit und Geschwindigkeit wenig entgegenzusetzen. Die Segel-Fährverbindung mit Greetsiel wurde eingestellt, seither ist Emden der deutsche Fährhafen für Borkum. Die Eröffnung der Hannoverschen Westbahn von Rheine nach Emden mit Anschlüssen nach Osnabrück und Hannover sowie nach Westfalen brachten dem aufstrebenden Tourismusgeschäft zusätzliche Impulse.:100
Gesundheitliche Gründe führten den Ornithologen Ferdinand von Droste zu Hülshoff zwischen 1863 und 1868 mehrmals auf die Insel. Während dieser Erholungsaufenthalte entstand seine 1869 erschienene Beschreibung der Vogelwelt von Borkum, die er im Selbstverlag herausbrachte und die die Insel und ihre Vogelwelt über die Grenzen Deutschlands hinaus bekannt machte.

### Kaiserzeit und Erster Weltkrieg

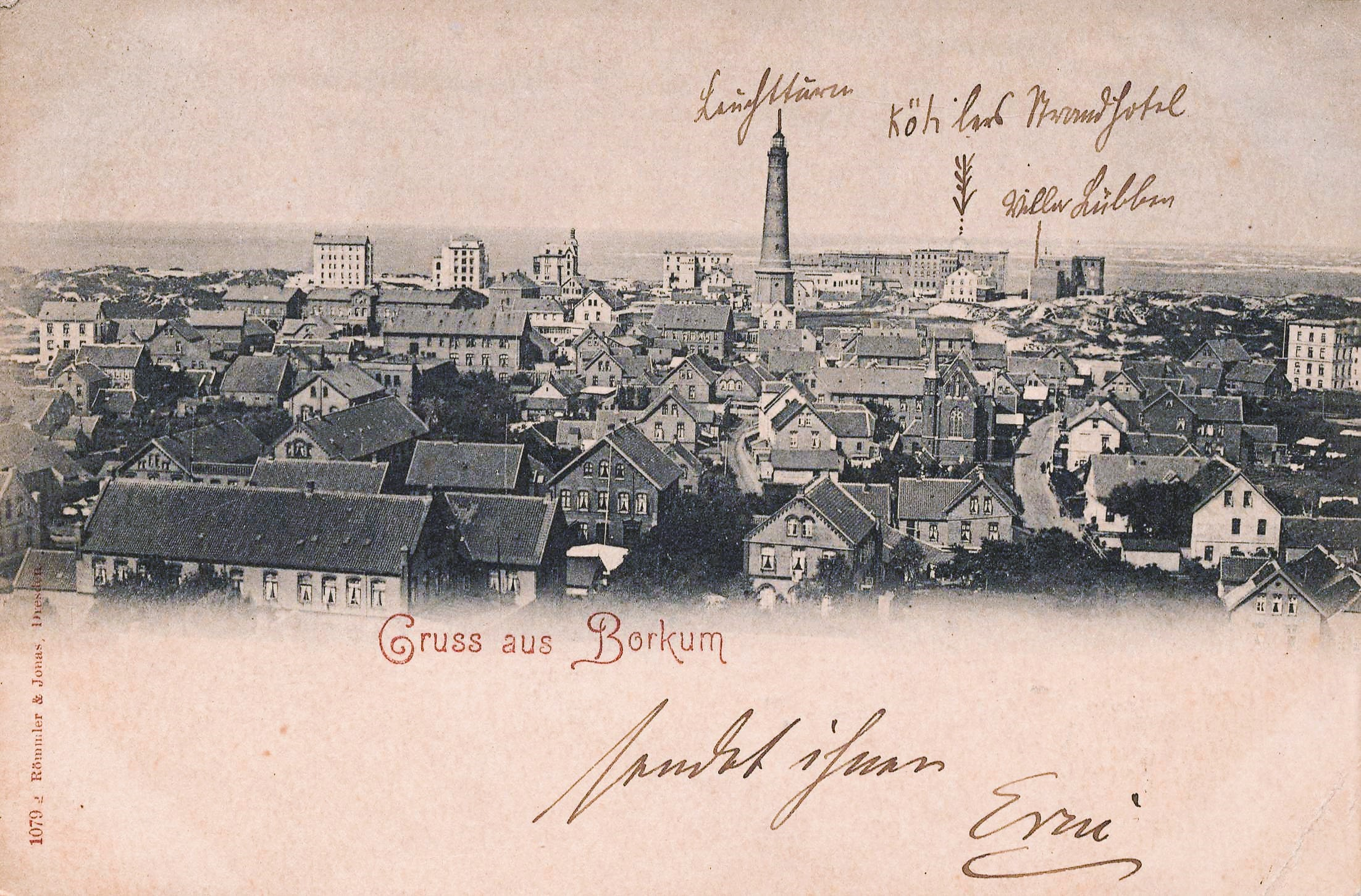
Um 1900: Stadtansicht auf einer nummerierten Ansichtskarte von Römmler & Jonas

Am 15. Juni 1888 nahmen die Borkumer Kleinbahn und der neue Hafen den Betrieb auf. Erst diese bequeme Anbindung ermöglichte es Borkum, zu einem bedeutenden Seebad aufzusteigen.
Im Jahr 1900 erfolgte mit der Küstenfunkstelle Borkum die Errichtung der ersten amtlich betriebenen Küstenfunkstelle der Welt. Betrieben wurde sie von der Reichspost. Die erste Kommunikationsübertragung erfolgte zwischen der Küstenfunkstelle und dem Passagierdampfer des Norddeutschen Lloyd Kaiser Wilhelm der Große. Die übertragenen Seefunktelegramme wurden über das vor Borkum liegende Feuerschiff Borkumriff zur Funkstation auf der Insel Borkum übermittelt. Anschließend erfolgte die Weitervermittlung in das Festlandnetz.
Im Jahr 1902 wurde Borkum durch Kaiser Wilhelm II. wegen der exponierten Lage der Status einer Seefestung verliehen. Die Insel wurde mit Geschützstellungen und Bunkern versehen und eine eigene Marinebahn, die Ostlandbahn an die Borkumer Kleinbahn angeschlossen. Die Streckenlänge auf der Insel wuchs so im Laufe der Zeit auf über 40 Kilometer an, die Stammstrecke der Borkumer Kleinbahn wurde zweigleisig ausgebaut. Sie ist die einzige Schmalspurbahn mit zweigleisigem Betrieb in Niedersachsen. Nach Beginn des Ersten Weltkrieges im August 1914 verließen 575 Einwohner die Insel, teils aus eigenem Antrieb, teils auf militärische Anweisung, weil der Befehlshaber eine mögliche Begünstigung britischer Landungsoperationen fürchtete.

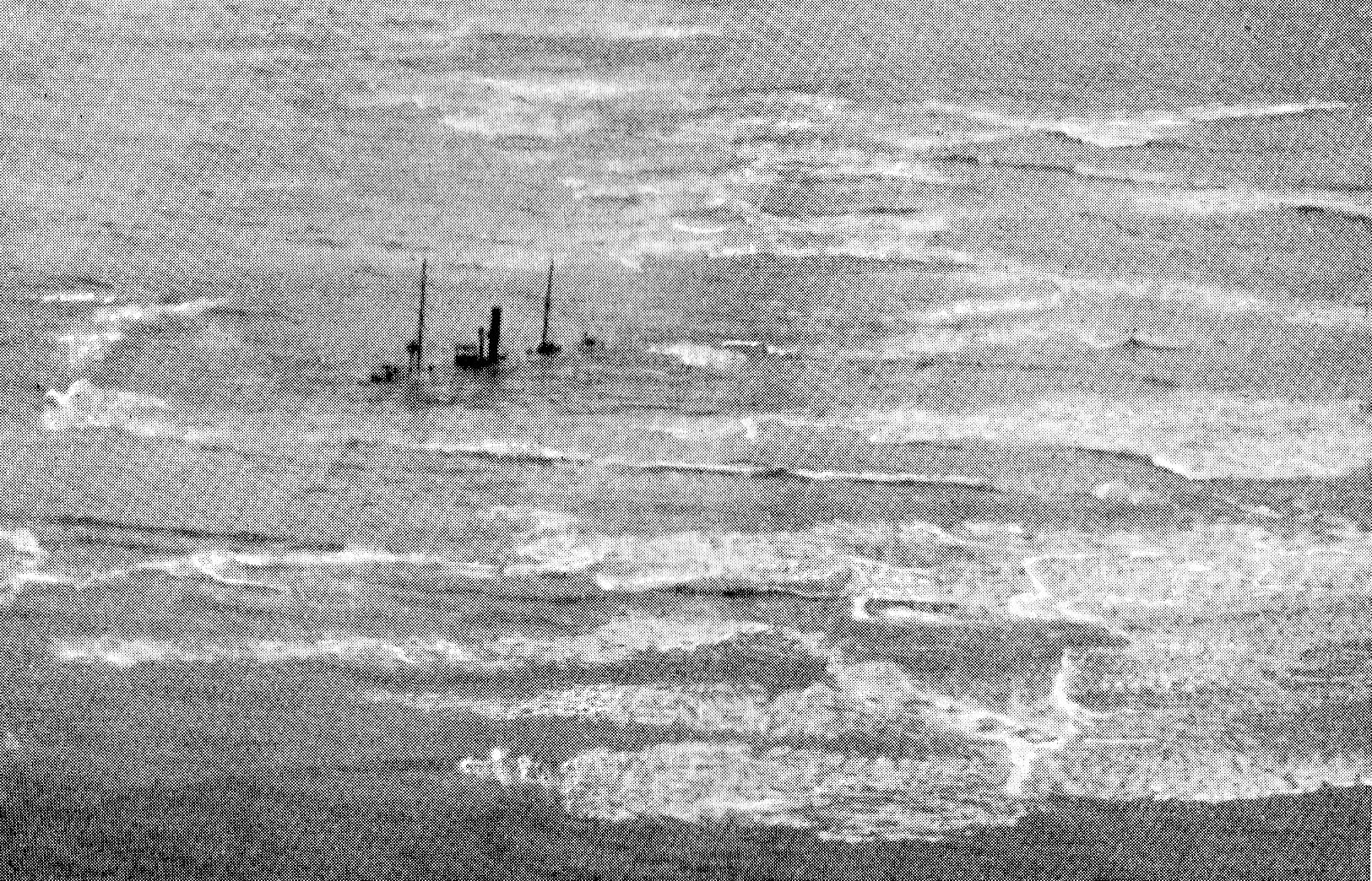
Auf Borkumriff 1918 gestrandetes Vorpostenboot

Am 7. Januar 1918 strandeten aufgrund eines starken Sturms und mangelnder Navigationshilfen fünf Vorpostenboote der heimkehrenden Ems-Flottille auf dem Borkumriff. Drei der Boote kamen wieder frei, während die Bürgermeister Pauli und die Lister Tief auf dem Riff verblieben. Aufgrund der heftigen Brandung konnte das Borkumer Rettungsboot Otto Hass nicht zu den beiden Booten vordringen, so dass schließlich das niederländische Motorrettungsboot C. N. de Tex zum Einsatz kam. Trotzdem starben 21 Besatzungsmitglieder beider Boote. Während das Wrack der Lister Tief später vor Ort abgebrochen wurde, ist ein ähnlicher Vorgang von der Bürgermeister Pauli nicht überliefert.

### Antisemitismus auf Borkum

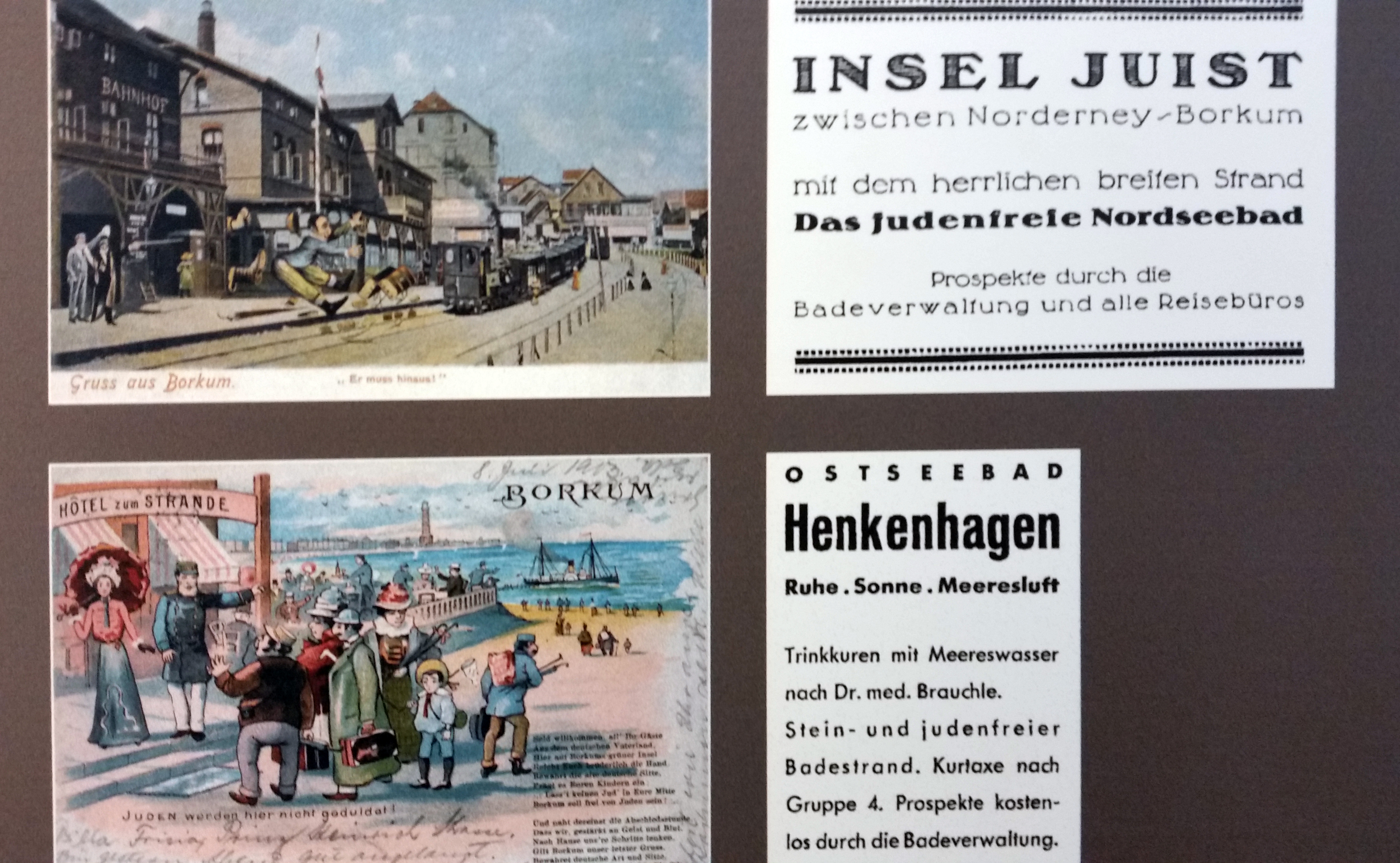
Antisemitische Grußpostkarten aus Borkum (links)

Schon frühzeitig und im Rahmen des Bäder-Antisemitismus erwarb sich Borkum mit dem Prädikat „judenfrei“ eine besondere Stellung. Grußpostkarten hoben die Ablehnung von Juden hervor.
Im Inselführer für Borkum aus dem Jahr 1897 warb man damit, „judenfrei“ zu sein. Man ersann das „Borkumlied“, das täglich von der Kurkapelle gespielt und von den Gästen gesungen wurde. Darin heißt es:

„An Borkums Strand nur Deutschtum gilt, nur deutsch ist das Panier. Wir halten rein den Ehrenschild Germania für und für! Doch wer dir naht mit platten Füßen, mit Nasen krumm und Haaren kraus, der soll nicht deinen Strand genießen, der muß hinaus, der muß hinaus!“

Borkum war als Hochburg der Antisemiten bekannt. An Hotels hingen Schilder mit der Aufschrift „Juden und Hunde dürfen hier nicht herein!“, innen gab es einen „Fahrplan zwischen Borkum und Jerusalem (Retourkarten werden nicht ausgegeben)“. Ein 1910 erschienener Reiseführer über die Nordseebäder riet „Israeliten“ vor allem vom Besuch Borkums ab, „da sie sonst gewärtig sein müssen, von den zum Teil sehr antisemitischen Besuchern in rücksichtslosester Weise belästigt zu werden.“
Im Rahmen vereinzelter Versuche, dem offenen Antisemitismus Einhalt zu gebieten, verbot die Bezirksregierung in Aurich 1924 das Spielen des „Borkumliedes“. Man setzte Polizei ein, um dieses Verbot auch durchzusetzen. Doch das Amtsgericht Emden und danach auch das preußische Oberverwaltungsgericht hoben das Spielverbot wieder auf. Da sich das polizeiliche Verbot gegen die Kurkapelle richtete und die Melodie auch als Grundlage für andere Texte diente, bringe das instrumentale Abspielen des Liedes keine Verantwortung für den Inhalt des Borkumliedes mit sich.

### Weimarer Republik

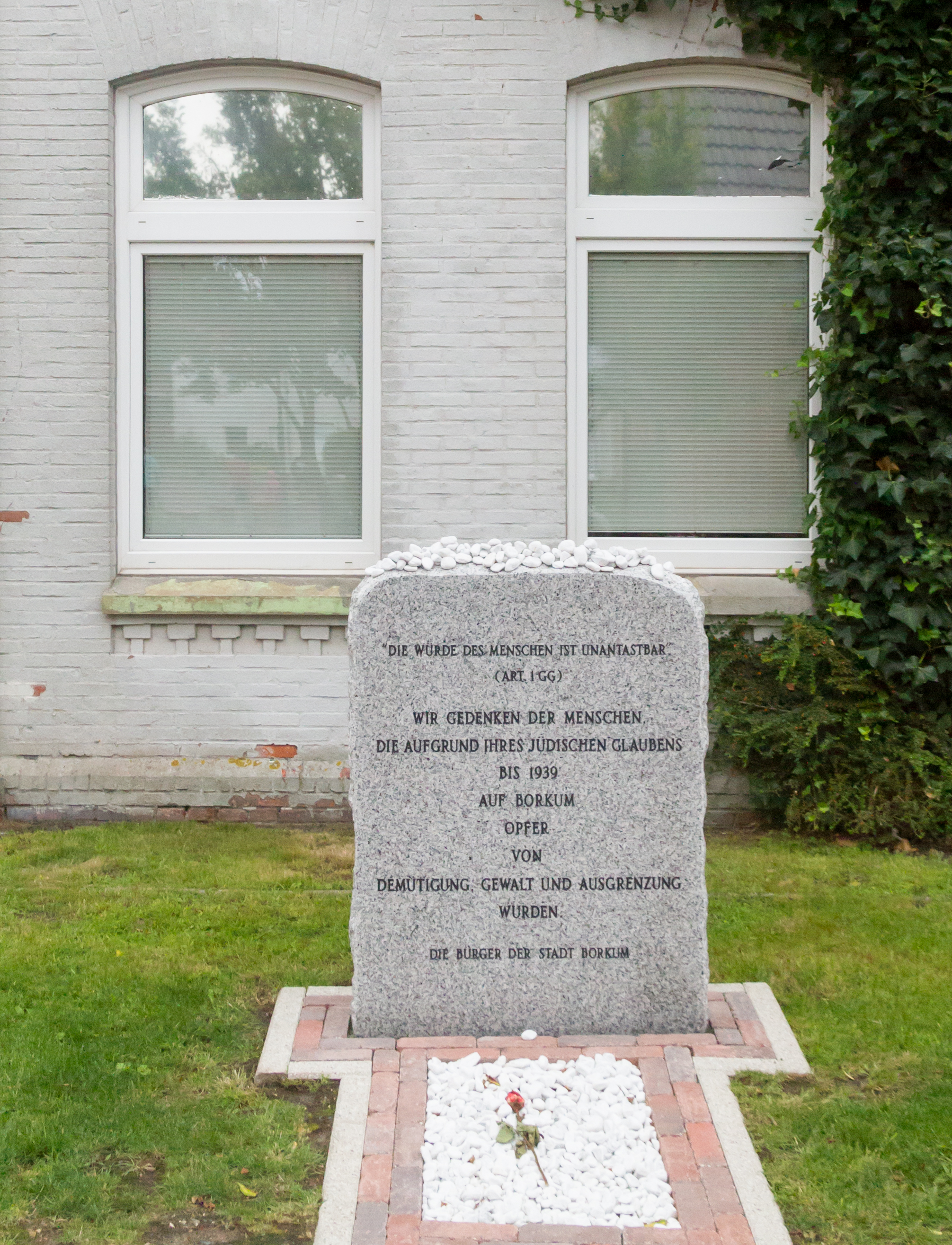
Mahnmal zur Judenverfolgung auf der Insel

Auch in dieser Zeit wurde das Borkumlied gespielt, in dem es nun unter anderem hieß:

„Borkum, der Nordsee schönste Zier, bleib du von Juden rein, laß Rosenthal und Levinsohn in Norderney allein.“

Während das Borkumlied vor dem Ersten Weltkrieg vor allem antisemitische Klischees ohne direkte Erwähnung von Juden verwendete, wurden die Versionen nun direkter und hetzten offen gegen Juden und verkündeten Borkum als „judenfrei“. Mit dem offen zur Schau getragenen Antisemitismus gewann Borkum „völkisch-nationale“ Gäste und setzte Rassenhetze im Konkurrenzkampf gegen das Seebad Norderney ein. Antisemitische Zwischenfälle häuften sich, als von 1920 an der „Borkum-Pastor“ und spätere „Reichsredner der NSDAP“ Ludwig Münchmeyer mit aggressiven Hetzreden auftrat.
Im Zuge der preußischen Kreisreform 1932 wurde die Insel Borkum am 1. Oktober 1932 aus dem aufgelösten Kreis Emden ausgegliedert. Überlegungen, die Insel dem Landkreis Leer oder dem Landkreis Norden anzugliedern, endeten mit dem Anschluss an Leer. Ausschlaggebend dafür war, dass die Verbindung von Borkum per Schiff nach Emden und anschließend weiter per Bahn in die Kreisstädte für das etwas näher gelegene Leer sprach. Borkum und Lütje Hörn sind die einzigen Inseln im Landkreis Leer, der ansonsten nur aus Festlandsgemeinden besteht und zudem wenig Küstenstreifen aufweist.

### Nationalsozialismus und Zweiter Weltkrieg
Am 19./20. Dezember 1934 wurden zwei Exemplare der A2-Rakete, genannt „Max“ und „Moritz“, in der Nähe der Ostbake gestartet. Die vom Raketenpionier Wernher von Braun entwickelten Flüssigkeitsraketentriebwerke waren weltweit die ersten, die eine Höhe von über zwei Kilometern erreichten und den Grundstein für die späteren Großraketen legten. Nach den erfolgreichen Borkumer Tests wurde die deutsche Raketenforschung in Peenemünde fortgesetzt.

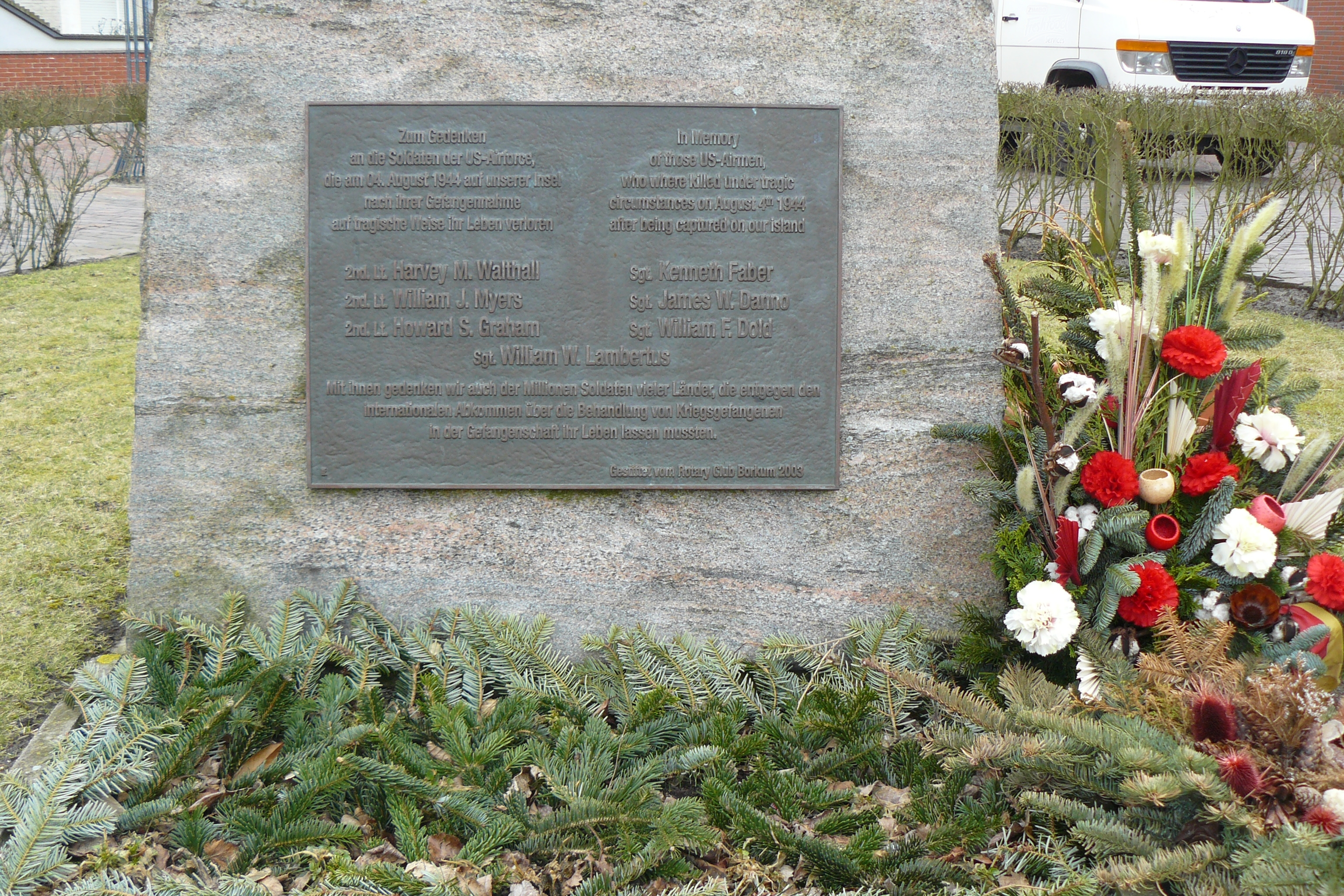
Gedenktafel für die Besatzung der B-17

Am 4. August 1944 musste ein US-amerikanischer Bomber vom Typ Boeing B 17 G („Flying Fortress“) der 486. Bombardement Group am Nordstrand von Borkum notlanden. Die sieben an Bord verbliebenen US-amerikanischen Besatzungsmitglieder wurden unmittelbar nach der geglückten Notlandung gefangen genommen. Entgegen den internationalen Abkommen über die Behandlung von Kriegsgefangenen in der Gefangenschaft wurden die US-Soldaten zunächst schwer misshandelt und dann durch einen zufällig anwesenden Soldaten des Heeres auf Borkum ermordet (siehe: Fliegermorde (Borkum)). Die deutsche Wachmannschaft der US-Soldaten half den ihrer Obhut unterstehenden Kriegsgefangenen nicht. Anfang 1946 wurde 15 beteiligten Personen wegen Kriegsverbrechen in Ludwigsburg der Prozess gemacht und mehrere Todesurteile sowie Haftstrafen verhängt. Am 4. August 2003 wurde auf dem Platz mit dem Kriegerdenkmal für die Gefallenen des Ersten und Zweiten Weltkrieges der Insel Borkum ein zusätzlicher Gedenkstein zum Gedenken an die sieben getöteten Mitglieder der Bomberbesatzung enthüllt.
Auf dem nordwestlichen Teil des Hafengeländes, in Höhe der heutigen Bahngleisüberführung, befand sich das Kriegsgefangenenlager Reede 2. In der Holzbaracke waren 80 Personen französischer, russischer, serbischer und ukrainischer Nationalität inhaftiert. Im April 1944 waren dort 18 Personen und im Januar 1945 noch 16 Personen mit serbischer Nationalität registriert und inhaftiert. Am Oppermannspad auf dem Gelände der Wasser- und Schifffahrtsverwaltung befand sich das Kriegsgefangenen- und Arbeitslager Bauhof Oppermannspad der nationalsozialistischen Organisation Todt. In der Holzbaracke waren 80 bis 150 Personen belgischer, baltischer, niederländischer, polnischer, russischer und ukrainischer Nationalität sowie ab Mitte 1944 450 Personen aus Amersfoort mit niederländischer Nationalität zur Arbeitserziehung inhaftiert. Augenzeugenberichten zufolge gab es weitere Kriegsgefangenen- und Arbeitslager auf der Insel Borkum, eines dieser Lager lag am Nebengleis von der Kiebitzdelle-Heide zum Schrottplatz, in Höhe des Bauhofes der Stadt Borkum, gegenüber dem abgerissenen Kinderheim Muehe am Jakob-van-Dyken-Weg. Dass die inhaftierten Kriegsgefangenen zur Verrichtung von Zwangsarbeit gezwungen wurden, war ein weiteres Kriegsverbrechen.

### Nach 1945

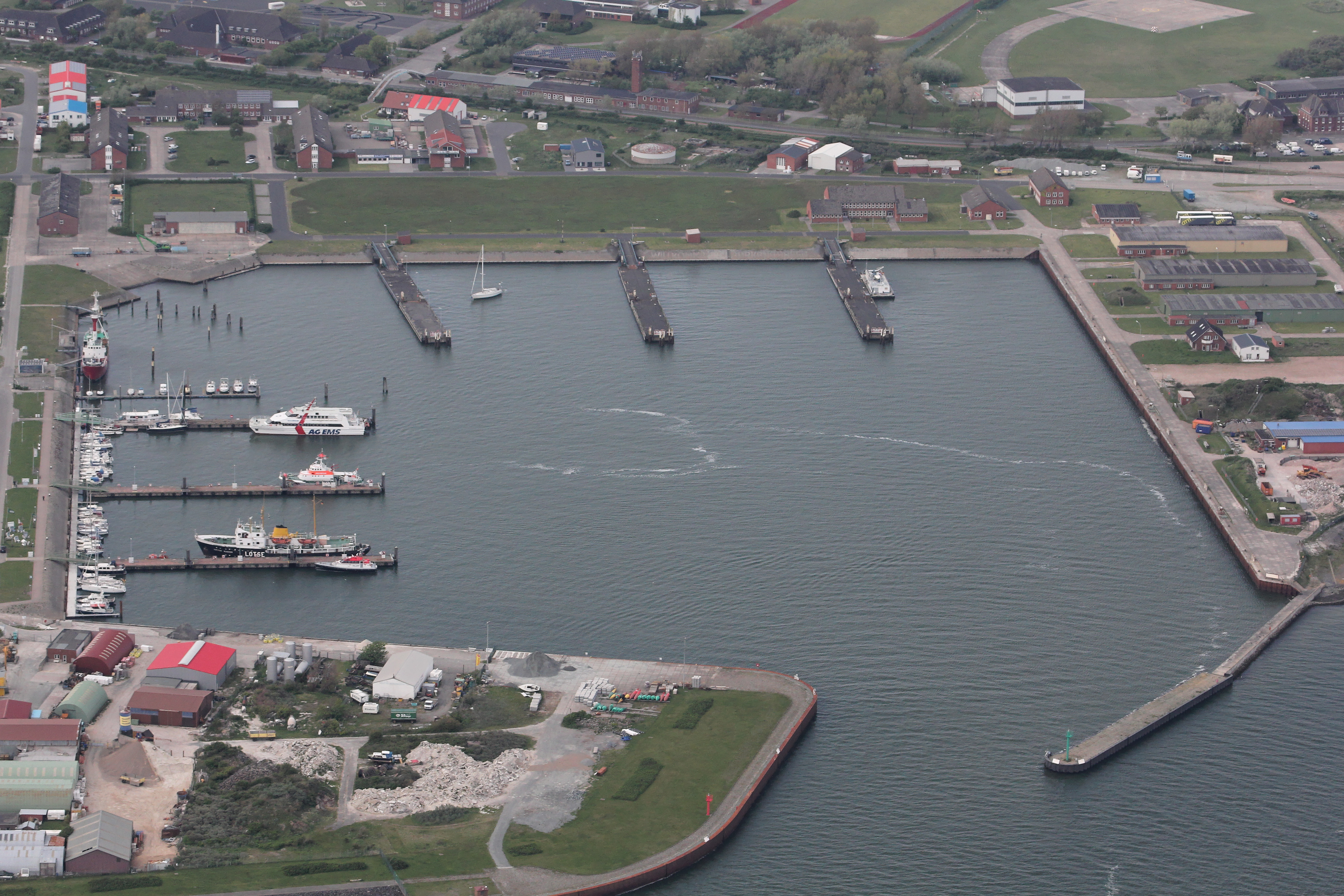
Der Hafen von Borkum mit den drei ehemaligen Marinepiers am oberen Bildrand und dahinter liegenden zugehörigen Gebäuden

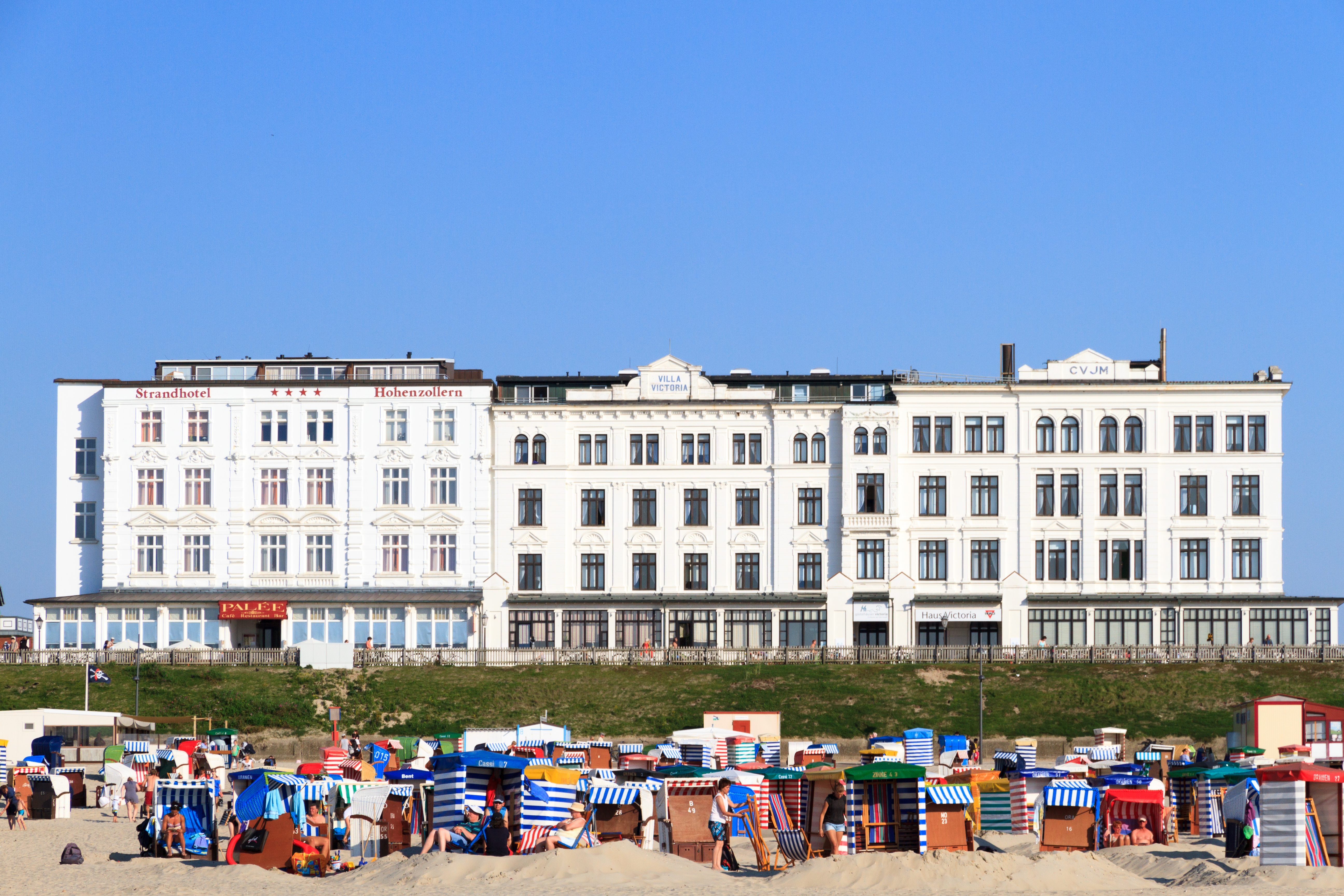
Hauptbadestrand und Promenade im Jahr 2015

Die alliierten Besatzungstruppen schleiften nach Kriegsende die zahlreichen Bunkeranlagen der Insel, woraus sich für die nun zumeist ohne Broterwerb dastehenden Insulaner die Möglichkeit ergab, die Rohstoffe der Bunkerbauten auszuschlachten. Sie entfernten in mühevoller Handarbeit die Armierungen aus dem Stahlbeton und das Kupfer aus Kommunikationsleitungen, und auch der Kies der Zufahrtswege wurde abtransportiert und aufs Festland gebracht. Reste dieser Bunker waren jedoch noch mehr als zwanzig Jahre nach dem Kriegsende sichtbar und wurden erst später beseitigt.
Nach dem Zweiten Weltkrieg begehrten die Niederlande als Kriegsentschädigung die gesamte Emsmündung inklusive der Insel Borkum. Der Hafen von Emden sollte im Zuge dieser Annexion ausgetrocknet werden. Die Pläne scheiterten an den Westalliierten, die im Angesicht des beginnenden Kalten Krieges Westdeutschland nicht weiter schwächen wollten.
Die neu ernannte Gemeindevertretung der Insel sprach sich am 28. März 1946 dafür aus, die 1932 erfolgte Eingliederung Borkums in den Landkreis Leer rückgängig zu machen. Die Distanz zwischen der Insel und der Kreisstadt Leer sei zu groß, der Besuch des Kreishauses in Leer sei eine Angelegenheit von zwei Tagen für die Borkumer: per Schiff nach Emden und von dort per Bahn nach Leer und retour am nächsten Tag. Vielmehr solle die Insel der Stadt Emden angegliedert werden, ihrem Fährhafen. Der Wunsch stieß in Emden auf offene Ohren. Kommunalrechtliche Bedenken, eine Gemeinde einer Kreisstadt anzugliedern, wurden in Emden dahingehend beantwortet, dass die Verwaltung nach dem Krieg ohnehin reformiert werde und somit eine Gemeinde auch Teil einer kreisfreien Stadt werden könnte. Der Leeraner Kreistag sprach sich jedoch mit knapper Mehrheit gegen den Wunsch der Borkumer aus. Die Insel ist somit ein Teil des Landkreises Leer geblieben und gehört seit 1946 zum damals neu gegründeten Bundesland Niedersachsen. Das Stadtrecht erhielt die Gemeinde Borkum 1954.
Da die Insel im Krieg nur sehr wenige Zerstörungen zu verzeichnen hatte, nahm Borkum nach 1945 viele Ostvertriebene auf. 1946 waren von den insgesamt 6120 Einwohnern 1093 Personen (entspricht 17,9 %) Flüchtlinge. Die Zahl wuchs bis 1950 jedoch noch deutlich: Damals waren von 6215 Einwohnern 1404 Flüchtlinge, die Quote stieg auf 22,6 %. Eine Besonderheit Borkums lag im hohen Anteil von katholischen Flüchtlingen, die zumeist aus Schlesien stammten. Auf Borkum überstieg die Zahl der katholischen Flüchtlinge diejenige der evangelischen Flüchtlinge um das Sechsfache. Diese Ballung geht vermutlich auf das Betreiben des Flüchtlingspfarrers Leo Christoph in Aurich zurück, der die katholischen Flüchtlinge in der stark protestantisch geprägten Diaspora Ostfriesland möglichst an wenigen Orten konzentrieren wollte, um die Seelsorge zu gewährleisten. Dies war in anderen Regionen Ostfrieslands wegen deren Verkehrsferne oft nicht möglich.
Die ersten Badegäste kamen erst 1947 wieder auf die Insel. Wie überall in Deutschland vor der Währungsreform 1948 bezahlten sie ihren Aufenthalt nicht mit Bargeld, sondern in Naturalien: „Für Kartoffeln oder Gemüse, Fleisch oder Eier gibt es Urlaubstage in frischer Seeluft.“
Ab 1958 war die Insel erneut Standort der Marine: Zwei Jahre nach Aufstellung der Bundeswehr zogen die ersten Einheiten auf den neu gebauten Marinestützpunkt Borkum ein. Die meisten Einheiten gehörten der Amphibischen Gruppe an. Als letzte Einheit zog 1996 die Seemannschaftslehrgruppe ab, seitdem ist Borkum nur noch ein kleiner Marinestandort. Doch für den SAR-Einsatz wird der Hubschrauberlandeplatz, welchen das Marinefliegergeschwader 5 mit Hauptstandort in Nordholz auf dem verbliebenen Marinegelände betreibt, noch genutzt.
In die Schlagzeilen geriet Borkum im November 2024, weil der bislang weitgehend vor der Öffentlichkeit verborgene Brauch, beim Klaasohm-Fest Frauen zu jagen und mit Kuhhörnern auf den Hintern zu hauen, deutschlandweit medial aufgegriffen wurde.

### Einwohnerstatistik
Im 18. Jahrhundert stieg die Einwohnerzahl Borkums kontinuierlich an, da der Walfang vielen Borkumern Wohlstand brachte. Im 19. Jahrhundert ließ der Walfang zunächst nach und wurde auf Grund des Holländisch-Englischen Seekriegs endgültig eingestellt. In der Folge setzte auf der Insel Armut ein und viele Einwohner verließen ihre Heimat. Die Einwohnerzahl erreichte gegen 1811 einen Tiefstand von 406 Personen. Nach der Ausrichtung Borkums als Badeort stieg die Einwohnerzahl ab 1850 wieder an. Die Einwohnerzahl erreichte 1975 einen Höchststand von 8495 Einwohnern. Der starke Rückgang zwischen 1980 und 1990 erklärt sich durch die unterschiedliche Zählweise vor allem bei Zweitwohnungsbesitzern.
| Jahr          | 1821 | 1848 | 1871 | 1885 | 1905 | 1925 | 1933 | 1939 | 1946 | 1950 | 1956 | 1961 | 1970 | 1980 | 1990 | 2000 | 2005 | 2010 | 2015 | 2020   |
| Einwohnerzahl | 485  | 421  | 573  | 898  | 2258 | 4950 | 3977 | 5499 | 5976 | 6215 | 5199 | 5784 | 6051 | 8185 | 5714 | 5650 | 5513 | 5158 | 5473 | 5002   |
| Quelle        |      |      |      |      |      |      |      |      |      |      |      |      |      |      |      |      |      |      |      | [ 65 ] |

## Religion

### Konfessionsstatistik
Gemäß Zensus 2022 waren von den 4468 Einwohnern (Stand Mai 2022) 40,8 % (1825) Mitglied der evangelischen Kirche Deutschland, 13,6 % (606) Mitglied der katholischen Kirche, und 45,6 % (2037) gehörten anderen oder keiner öffentlich-rechtlichen Religionsgemeinschaft an. Der Anteil der Protestanten und Katholiken an der Gesamtbevölkerung sinkt jährlich.

### Christentum

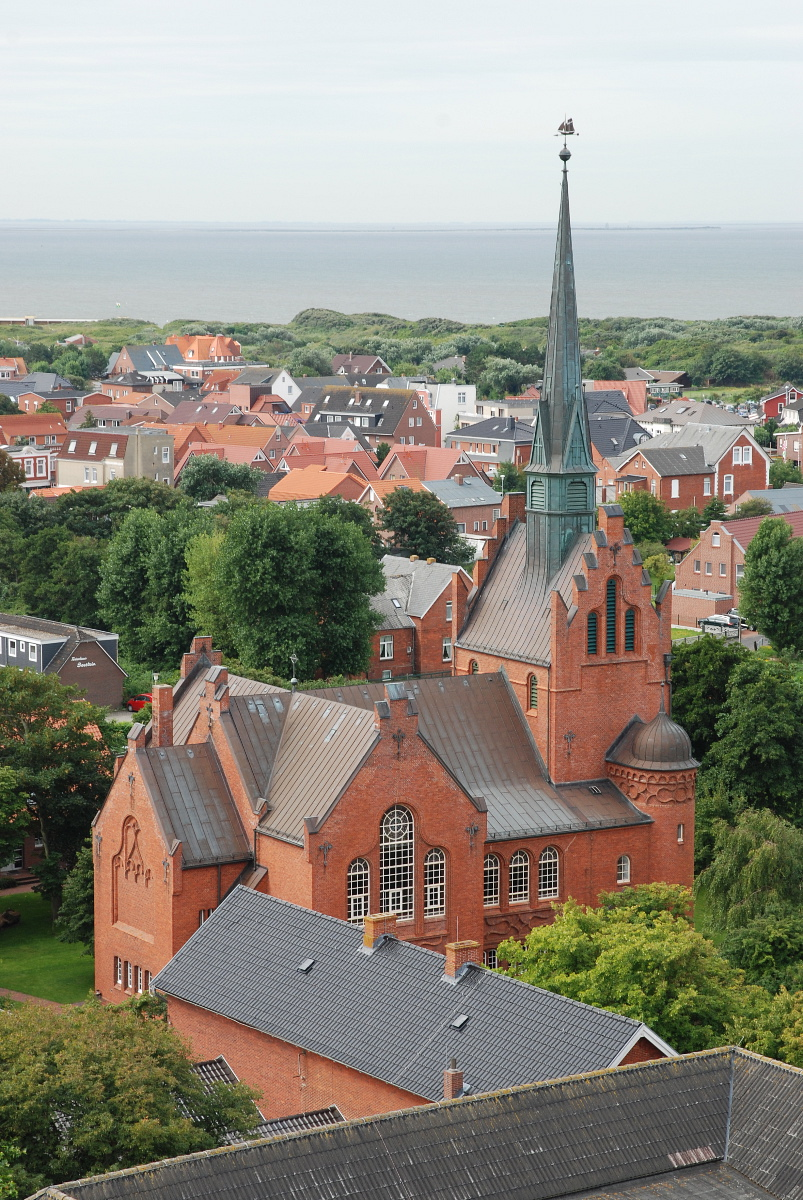
Reformierte Kirche

Die Borkumer Bevölkerung war unter dem politischen und kulturellen Einfluss der Niederlande seit der Reformation vorwiegend evangelisch-reformiert. Das erste evangelische Gotteshaus wurde 1550 errichtet. Anders als auf dem Festland galt auf der Insel das landesherrliche Patronatsrecht. Die heutige Reformierte Kirche im Stil der Neugotik datiert von 1896/1897 und bietet 800 Besuchern Platz. Regelmäßig finden Konzerte auf der Schuke-Orgel statt. Sie ist die einzige reformierte Inselkirche in Ostfriesland. Die Gemeinde gehört zum Synodalverband Nördliches Ostfriesland innerhalb der Evangelisch-reformierten Kirche.
Erst durch den im 19. Jahrhundert einsetzenden Bädertourismus kam es zum Zuzug von evangelisch-lutherischen und katholischen Bevölkerungsgruppen. Die Betreuung der evangelisch-lutherischen Bevölkerung erfolgte zunächst durch den ortsansässigen reformierten Pfarrer. Erst am 1. Oktober 1903 wurde die evangelisch-lutherische Christuskirchengemeinde gegründet, die 1908 die erste Pfarrstelle einrichtete und im Jahr 1899 nach nur elf Wochen Bauzeit die Christuskirche fertigstellte. Die Gemeinde ist Teil des lutherischen Kirchenkreises Emden-Leer innerhalb der Evangelisch-lutherischen Landeskirche Hannovers und hat ungefähr 1.200 Mitglieder.
Neben den beiden protestantischen Gemeinden gibt es die römisch-katholische Kirche. Maria Meeresstern wurde 1880 bis 1882 als neugotische Kapelle errichtet, erfuhr aber drei Erweiterungsumbauten, sodass sie nun über 450 Plätze verfügt. Die Gemeinde bildet seit 2014 mit der Gemeinde „Christ König“ in Emden eine Pfarreiengemeinschaft, die zum Dekanat Ostfriesland im Bistum Osnabrück gehört. Sie hatte 606 Mitglieder (Stand Mai 2022).
Die drei Gemeinden pflegen eine aktive Ökumene.
Daneben gibt es auf Borkum eine Neuapostolische Kirche, den 1976 eingeweihten Königreichssaal der Zeugen Jehovas und einen Versammlungsraum der Brüderbewegung.

Kirchen- und Gemeindeversammlungsgebäude auf Borkum
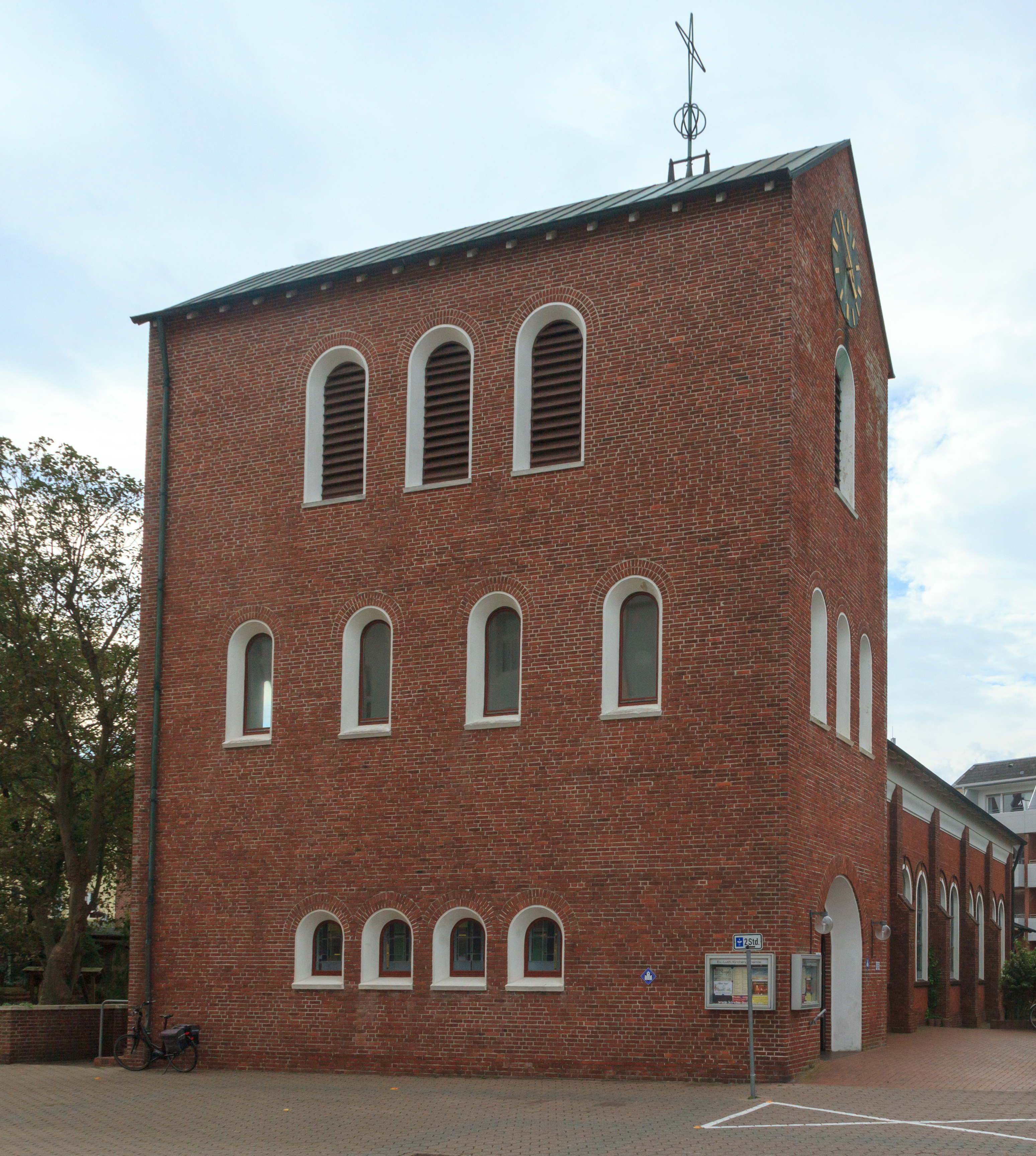
Evangelisch-lutherische Kirche
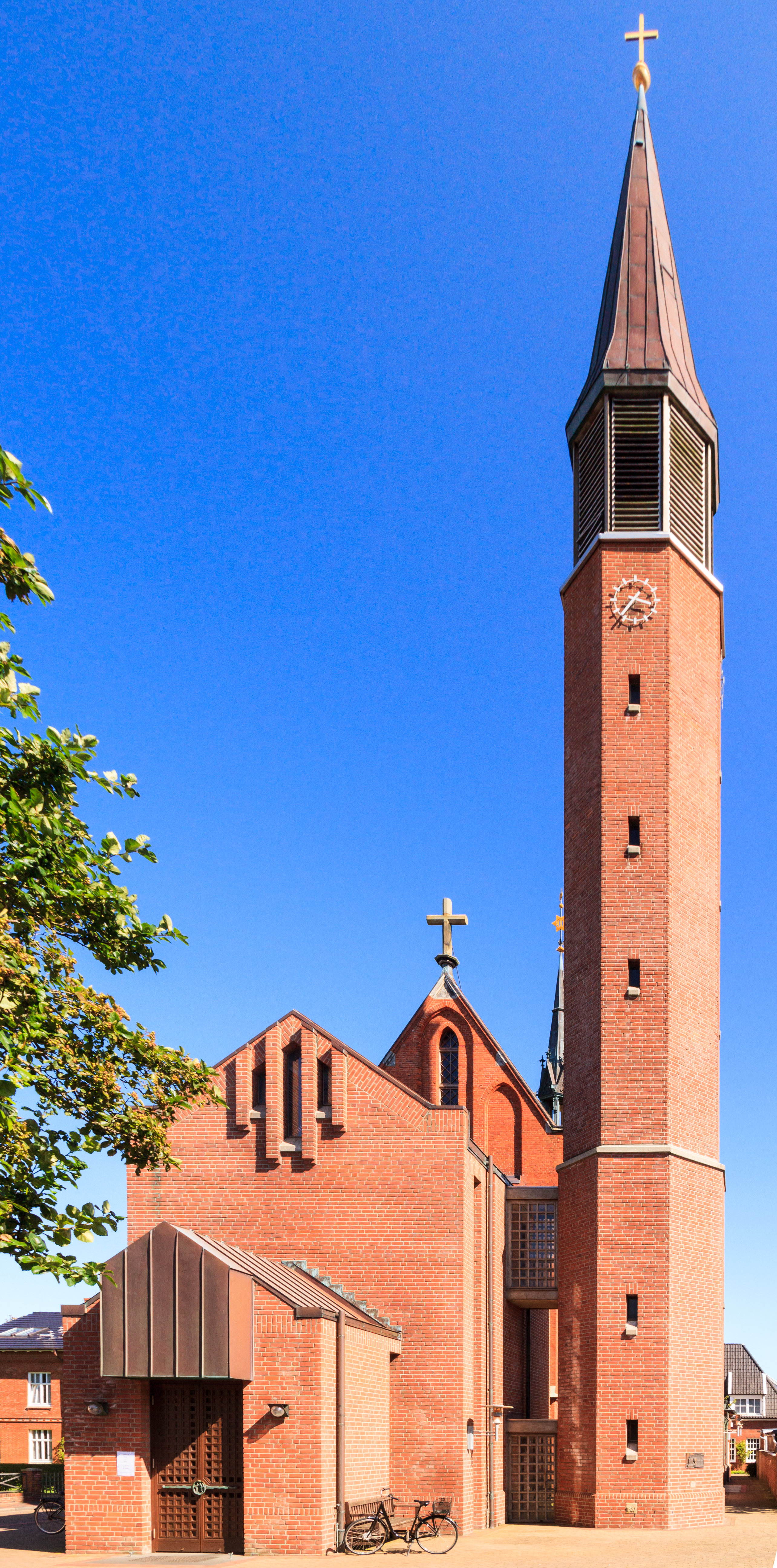
Katholische Kirche
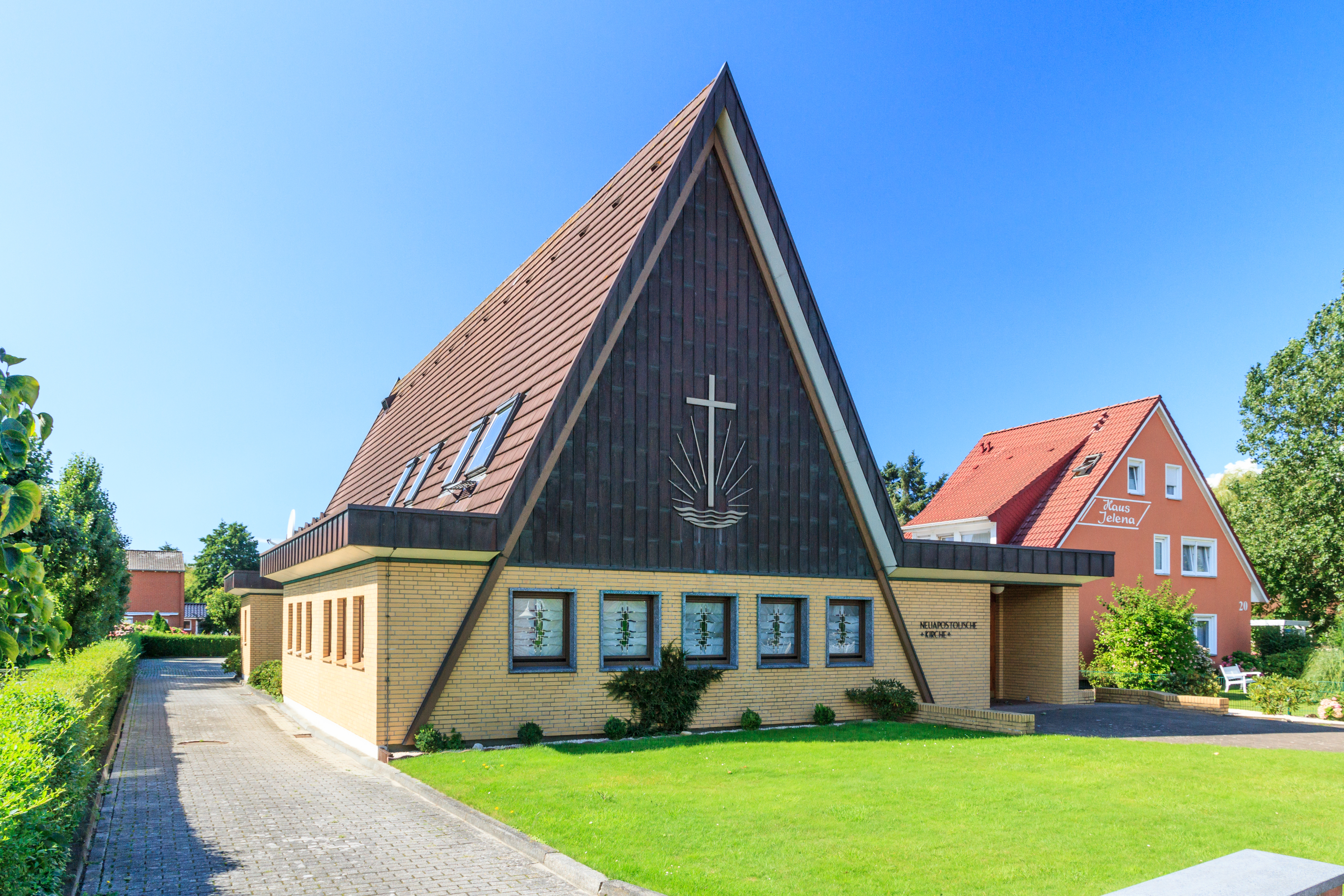
Neuapostolische Kirche
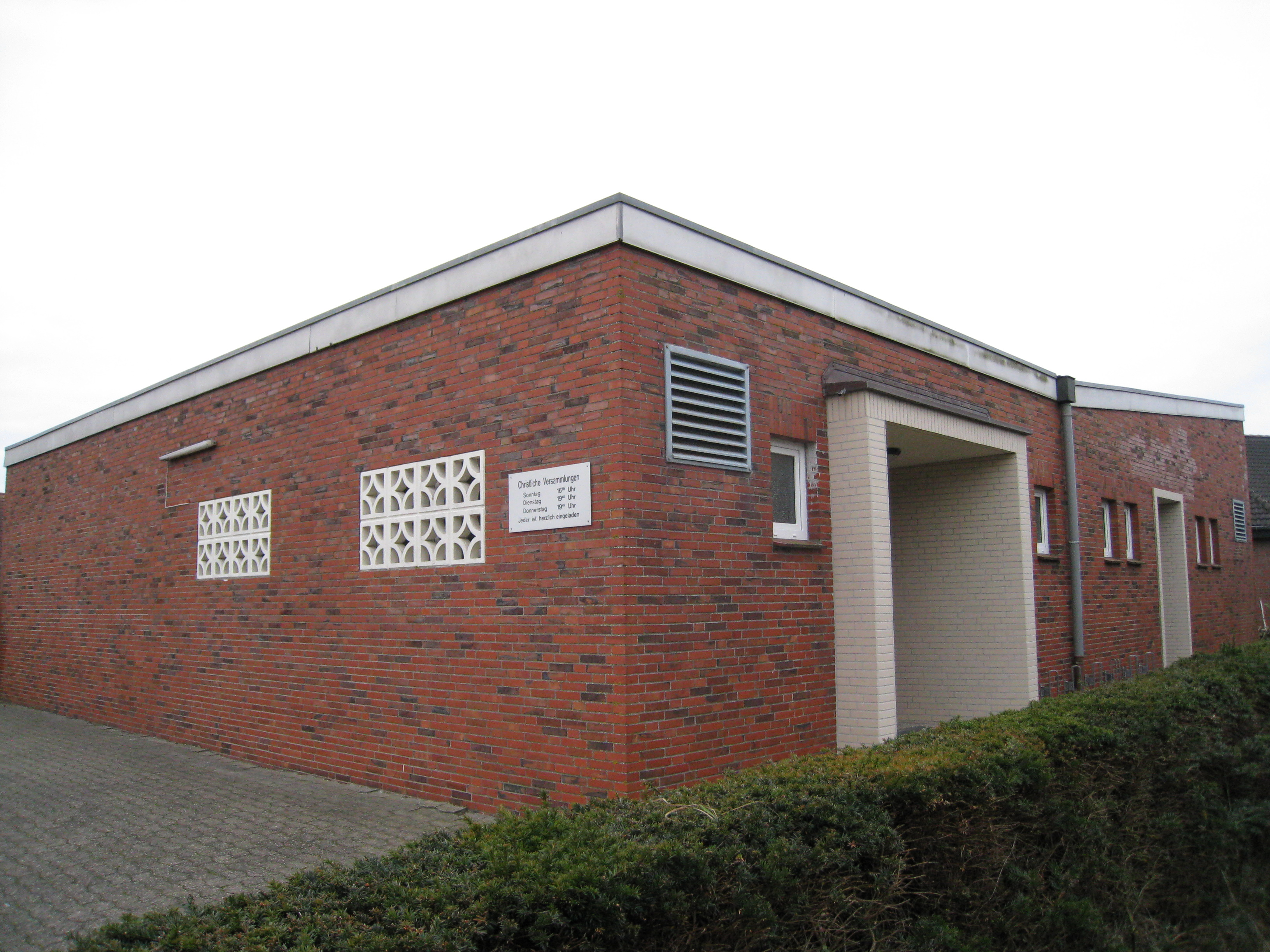
Versammlungsraum der Brüderbewegung
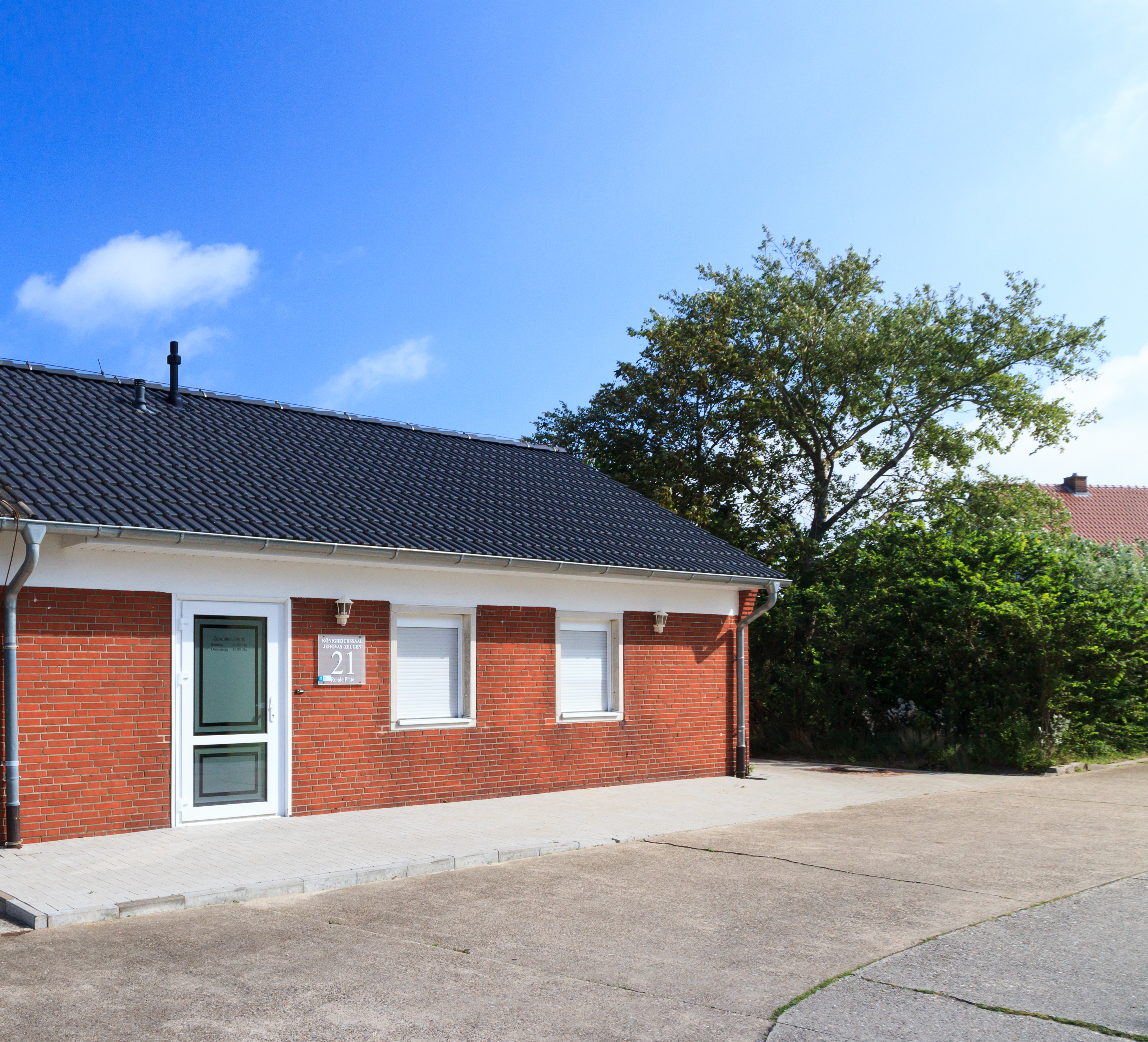
Königreichssaal der Zeugen Jehovas

## Politik

### Stadtrat
Der Rat der Stadt Borkum besteht aus 16 Ratsfrauen und Ratsherren. Dies ist die festgelegte Anzahl für eine Stadt mit einer Einwohnerzahl zwischen 5001 und 6000 Einwohnern. Die 16 Ratsmitglieder werden durch eine Kommunalwahl für jeweils fünf Jahre gewählt. Die aktuelle Amtszeit begann am 1. November 2021 und endet am 31. Oktober 2026.
| Wahlergebnis der Kommunalwahl vom 12. September 2021 | Wahlergebnis der Kommunalwahl vom 12. September 2021                                                            |
| --- | --- |
| Wahlergebnis 2021Wahlbeteiligung: 53,75 % 403020100 23,1327,8536,3112,72 SPDCDUBfLcGrüneGewinne und Verlusteim Vergleich zu 2016 %p 25 20 15 10 5 0 −5−10−15−13,90−8,54+20,79+1,66SPDCDUBfLGrüneAnmerkungen:c Borkums freie Liste | Sitzverteilung 2021Insgesamt 16 Sitze - SPD (–2): 4 - Grüne (±0): 2 - Borkums freie Liste (+4): 6 - CDU (–2): 4 |

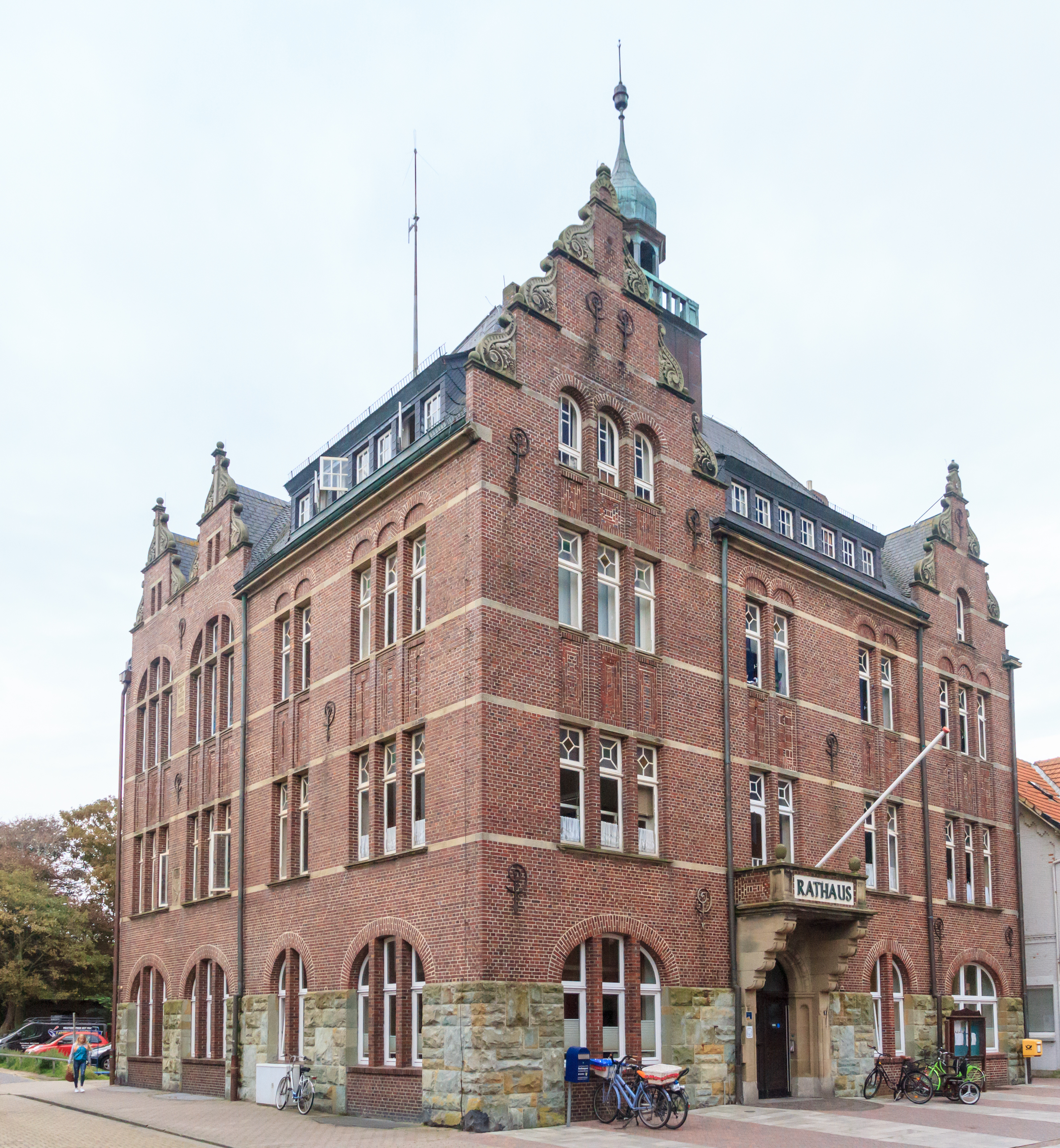
Das Rathaus von Borkum

Stimmberechtigt im Rat ist außerdem der hauptamtliche Bürgermeister Jürgen Tönjes Akkermann (parteilos).

### Bürgermeister
Hauptamtlicher Bürgermeister von Borkum ist Jürgen Tönjes Akkermann (parteilos). Bei der letzten Bürgermeisterwahl 2019 gewann er mit 54,5 Prozent der Stimmen im ersten Wahlgang gegen Markus Stanggassinger (SPD, 23,5 %), Derk Michels Steemann (parteilos, 21,4 %) und Ziegler (parteilos, 0,65 %). Jürgen Akkermann löste damit den bisherigen Amtsinhaber Georg Lübben (parteilos) ab.
Ehemalige Amtsinhaber
- 2005–2011: Kristin Mahlitz (SPD)
- 2011–2019: Georg Lübben (parteilos)

### Vertreter im Land- und Bundestag
Borkum zählt zum Landtagswahlkreis Leer/Borkum. Er umfasst die Städte Borkum, Weener die Gemeinden Bunde, Jemgum, Moormerland und Westoverledingen sowie das gemeindefreie Gebiet Insel Lütje Hörn. Bei der letzten Landtagswahl in Niedersachsen vom 9. Oktober 2022 gewann Nico Bloem (SPD) das Direktmandat mit 42,7 % der Stimmen. Über die Landesliste von Bündnis 90/Die Grünen zog Meta Janssen-Kucz erneut in den Landtag ein, dem sie angehörte, bis sie im Dezember 2024 ihr Mandat niederlegte.
Die Stadt Borkum gehört zum Bundestagswahlkreis Unterems (Wahlkreis 25), der aus dem Landkreis Leer und dem nördlichen Teil des Landkreises Emsland besteht. Der Wahlkreis wurde zur Bundestagswahl 1980 neu zugeschnitten und ist seitdem unverändert. Bislang setzten sich in diesem Wahlkreis ausschließlich CDU-Kandidaten durch. Bei der Bundestagswahl 2025 wurde die CDU-Abgeordnete Gitta Connemann aus Leer erneut direkt gewählt. Über Listenplätze der Parteien zogen Anja Troff-Schaffarzyk (SPD) und Martina Uhr (AfD) aus dem Wahlkreis in den Bundestag ein.

### Wappen, Stadtflagge und Dienstsiegel
| Wappen von Borkum | Blasonierung: „Gespalten von Grün und Silber und mit einem goldenen Fadenbord versehen; vorne übereinander zwei silberne Wale, hinten auf blauen und silbernen Wellen ein roter Leuchtturm; über dem Schild bogenförmig ein goldenes Spruchband mit den Worten „MEDIIS TRANQUILLUS IN UNDIS“ in schwarzen Versalien. Dieser lateinische Wahlspruch ist dem alten Kirchensiegel Borkums entnommen und bedeutet ruhig inmitten der Wogen.“ |
| Wappen von Borkum | Wappenbegründung: Das Wappen wurde 1951 verliehen. Die Wale sollen den früher bedeutenden Fang der Tiere symbolisieren. Der Leuchtturm geht auf ein altes Kirchensiegel zurück, das in die Borkumer Flagge aufgenommen wurde. Die Farben sind der Stadtflagge entnommen, die bereits 20 Jahre vor dem Wappen festgelegt wurde. |

Stadtflagge

Die Flagge zeigt in Grün ein weißes Balkenkreuz, dessen Arme die Breite von 3/13 der Flaggenhöhe haben. In der Gösch befinden sich drei waagerechte Streifen in den ostfriesischen Farben Schwarz-Rot-Blau, auf dem Schnittpunkt der Kreuzarme das alte Kirchensiegel in vereinfachter Ausführung. Es zeigt eine kreisförmige blaue Scheibe mit einem Durchmesser von etwa der halben Flaggenhöhe, darauf ein roter Leuchtturm, von dem beiderseits gelbe Leuchtbündel ausgehen. Der Turm steht auf einem schwebenden grünen Hügel, mit weißem Wellenbalken darunter. Auf breitem weißem Scheibenrand in Schwarz die Devise MEDIIS TRANQUILLUS IN UNDIS („Ruhig inmitten der Wellen“). Die Flagge wurde am 28. September 1929 festgelegt und am 31. Juli 1930 erstmals am Borkumer Strand gehisst. Sie wurde vom Lehrer Jakob Everts Teerling entworfen. Die grüne Farbe des Tuches symbolisiert die „Grüne Insel“, wie Borkum um 1930 noch genannt wurde. Das weiße Kreuz deutet auf die Reinheit des weißen Strandes und der gesunden Luft hin. Das Dienstsiegel enthält das Wappen und die Umschrift: Stadt Borkum – Landkreis Leer.

### Partnergemeinde
Borkum hat seit 1989 eine Städtepartnerschaft mit der niederländischen Gemeinde Warffum (Teil von Eemsmond, 2019 zu Het Hogeland zusammengeführt). Kontakte bestehen jedoch bereits seit 1985. Seitdem fanden mehrere gegenseitige Besuche von Delegationen statt. Gemeindevertreter besiegelten die Zusammenarbeit schließlich im November 1989 auf halbem Wege zwischen Eemshaven und Borkum während einer Fahrt auf dem Feuerschiff „Borkumriff“ mit Unterzeichnung der Partnerschaftsurkunde. Die Verbindung wird vor allem von Sportvereinen, Tanzgruppen und den Freiwilligen Feuerwehren gepflegt.

## Kultur und Sehenswürdigkeiten
Auf Borkum haben sich, wie auf den benachbarten Westfriesischen Inseln Texel, Vlieland, Terschelling, Ameland und Schiermonnikoog, einige uralte Traditionen erhalten, von denen angenommen wird, dass sie auf vorchristliche Zeiten zurückgehen. Während diese sich auf den anderen Nordseeinseln oft zu Touristenattraktionen gewandelt haben, konnte auf den genannten Inseln ein Großteil des Brauchtums von äußeren Einflüssen abgeschirmt werden. Dies wird auf die jahrhundertelange Isolation der Inseln von der Außenwelt zurückgeführt.

### Regelmäßige Veranstaltungen

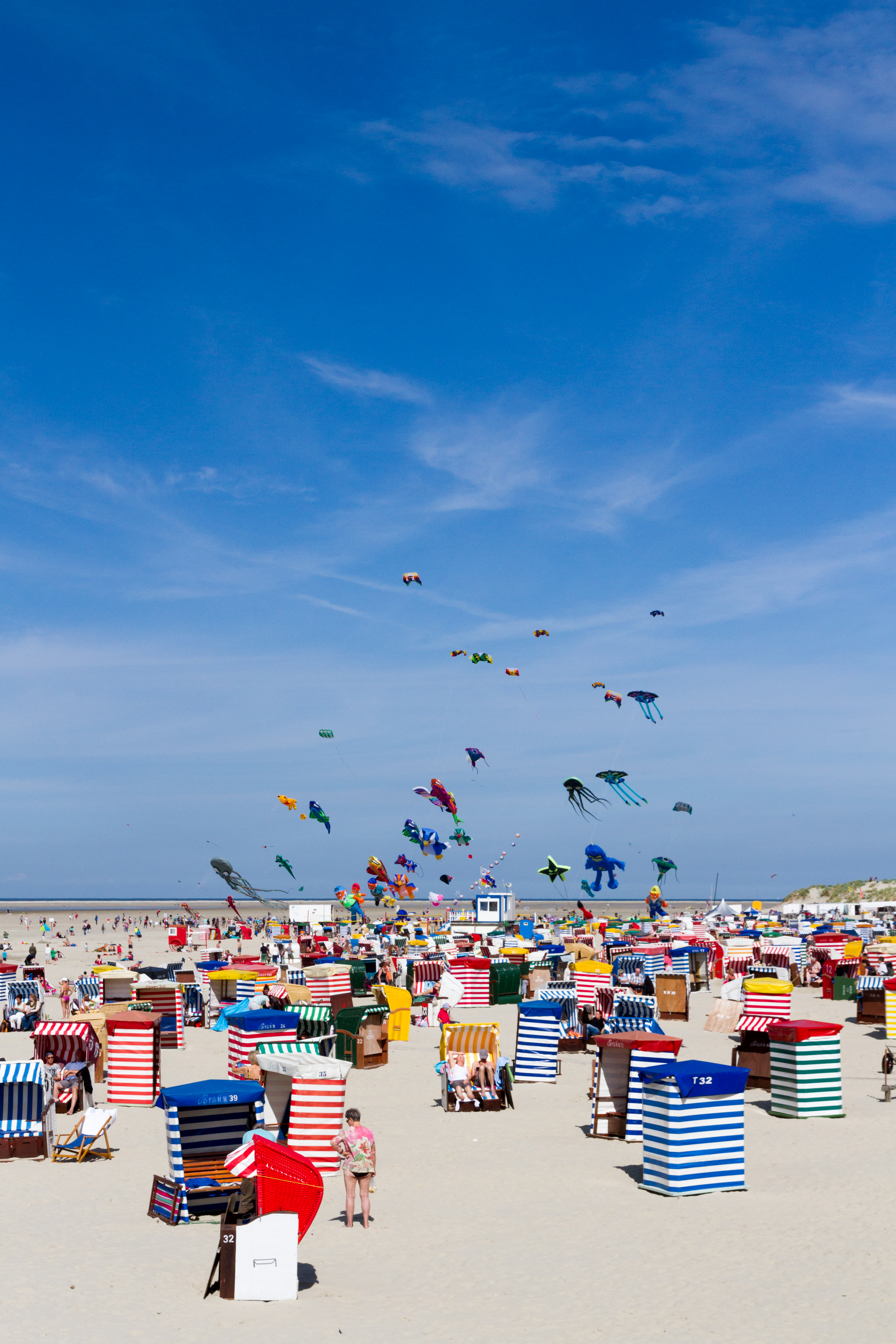
Das Drachenfest im August 2015

Zum traditionellen Brauchtum der Insel gehören das Osterfür oder Paaskefür am Abend vor Ostersonntag, die Aufstellung des Maiboom am Abend vor Pfingstsonntag auf dem Platz an der Süderstraße und -pfad von Mitgliedern des Vereins Borkumer Jungens mit Tanz der Trachtengruppe sowie Klaasohm am Abend vor Nikolaus. Dabei werden Frauen gejagt und geschlagen. Journalisten, die darüber berichten wollten, wurden mehrfach unter Androhung von Gewalt an ihrer Arbeit gehindert.
Vermutlich vorchristlichen Ursprungs ist der Brauch, zu Ostern auf die Paaskedelle (= Osterwiese) zu gehen, um dort mit Ostereiern zu spielen. Beim Kullern und das Schleudern ist dabei das Ziel, die Eier möglichst lange unbeschädigt zu lassen. Ein weiterer Osterbrauch ist das Verbrennen des durch eine Strohpuppe symbolisierten Winters.

#### Pinkster-Fest
Am Samstag vor Pfingsten wird in Borkum das Pinkster-Fest gefeiert, an dem (nicht wie andernorts in Ostfriesland in der Nacht zum 1. Mai) der Mai- oder Pfingstbaum aufgestellt wird. In seiner ursprünglichen Form war er „ein Mast mit weit ausladenden Rahen [und] mit allerlei weiterem Schiffszubehör ausgestattet, es fehlte allerdings jegliches Grün an ihm, da zu früheren Zeiten auf der Insel keine oder nur wenige Bäume wuchsen“. Inzwischen wird er jedoch mit grünen Zweigen geschmückt und sieht seitdem wie ein Mast mit geblähtem Segel aus. Traditionsgemäß wird an dem Baum ein Korb mit einem gestohlenen Hahn befestigt, der den Insulanern bei Sonnenaufgang mit seinem Krähen einen fruchtbaren Sommer voraussagen soll.
Zu den jüngeren Veranstaltungen zählen das Anschwimmen, mit dem die örtliche DLRG am letzten Samstag im April die Badesaison eröffnet, das inselübergreifende Jazzfestival zu Pfingsten, das Drachenfest im August, der Borkumer Meilenlauf am ersten Septemberwochenende und die Borkumer Bluesnight zum Jahresausklang.

#### Klaasohm
Vor allem der Nikolausbrauch weicht auf Borkum stark von den Traditionen des Festlandes ab. In der Nacht vom 5. auf den 6. Dezember wird auf der Insel Klaasohm (= Ohm (Onkel) Klaas (Klaus)) gefeiert. Ein Brauch, der wahrscheinlich auf die Zeit der Walfänger zurückgeht. Beim nächtlichen Geschehen gehen sechs als Klaasohm verkleidete junge Männer vom Verein Borkumer Jungens – jeweils zwei kleine, mittlere und große sowie ein weiterer in der Rolle des Wiefke, der den großen Klaasohm begleitet – auf der Insel um. Die Klaasohms tragen dabei bis zu einem Meter hohe, tonnenförmige Helme, die mit Schafspelz bezogen und mit Federn und Möwenflügeln beklebt sind. Nachdem die Klaasohms der drei Gruppen an verschiedenen Orten eingekleidet wurden, ziehen sie unter großem Lärmen mit ihren Begleitern zur großen Betriebshalle der Borkumer Kleinbahn. Dort ist eine Bühne aufgebaut, auf der unter Ausschluss von Frauen und Fremden (Zutritt haben nur auf Borkum geborene Männer) in ritualisierten Kämpfen entschieden wird, wer für dieses Jahr die Führung übernimmt. Die dabei festgelegte Rollenverteilung wird bis zum Abschluss des Festes nicht mehr verändert. Anschließend beginnt unter großer Anteilnahme der Bevölkerung der Zug über die Insel. Hierbei werden junge Frauen, teils gegen ihren Willen, eingefangen, festgehalten und von den Klaasohms mit einem Kuhhorn auf das Hinterteil geschlagen. Dies führt oft zu großflächigen Hämatomen und teilweise zu Schreien oder Weinen der misshandelten Frauen. Der Umzug endet traditionell in der Ortsmitte, auf einem seiner Form nach D genannten Platz, der das Zentrum einer Kreuzung darstellt. Auf diesem Platz befindet sich eine vereinseigene Säule, von deren ebener Spitze sich zum Abschluss des Festes alle „Klaasohms“ sowie zuletzt das „Wiefke“ in die unten versammelte Menschenmenge stürzen, wo sie stets von vielen Armen aufgefangen werden. Vor ihrem Sprung in die Menschenmenge werden die einzelnen Klaasohms und meist in besonderem Maße das Wiefke vom Publikum gefeiert.

### Begrüßung
Junge Borkumer begrüßen sich mit dem Ruf „Öy“. Der herkömmliche Gruß ist aber das tageszeitunabhängige Moin. Das einfache Öy wird ebenfalls auf den anderen ostfriesischen Inseln gebraucht.

### Sehenswürdigkeiten und Bauwerke

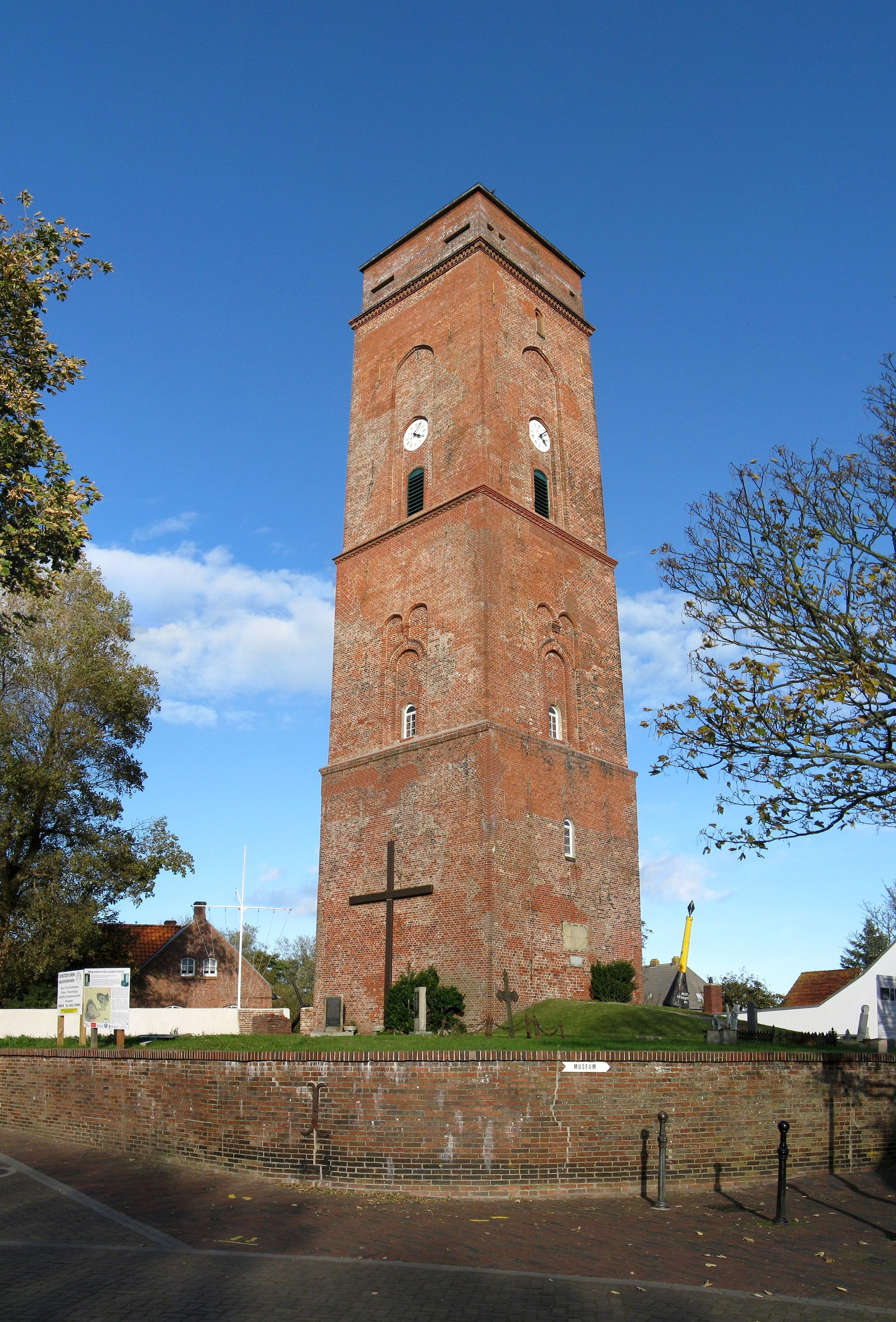
Alter Leuchtturm

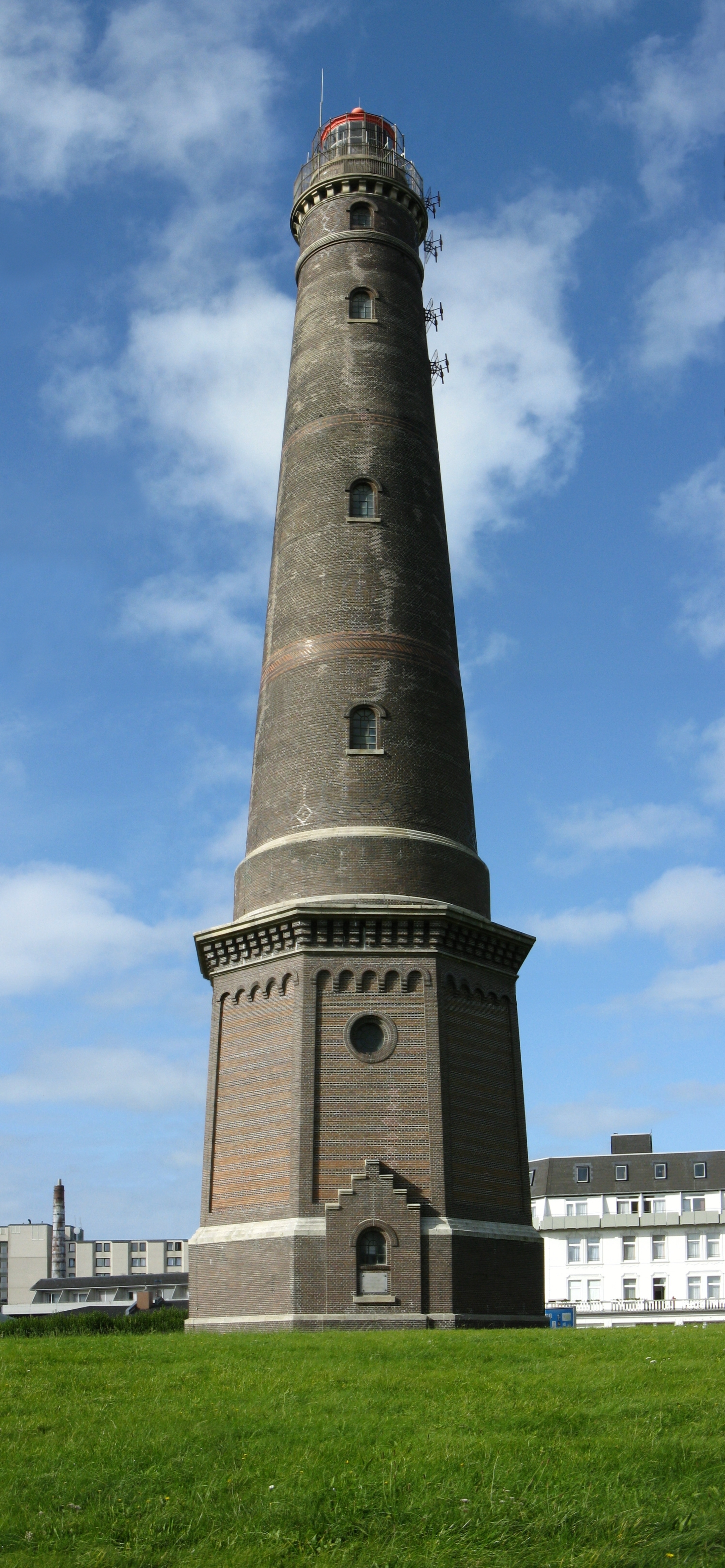
Neuer Leuchtturm

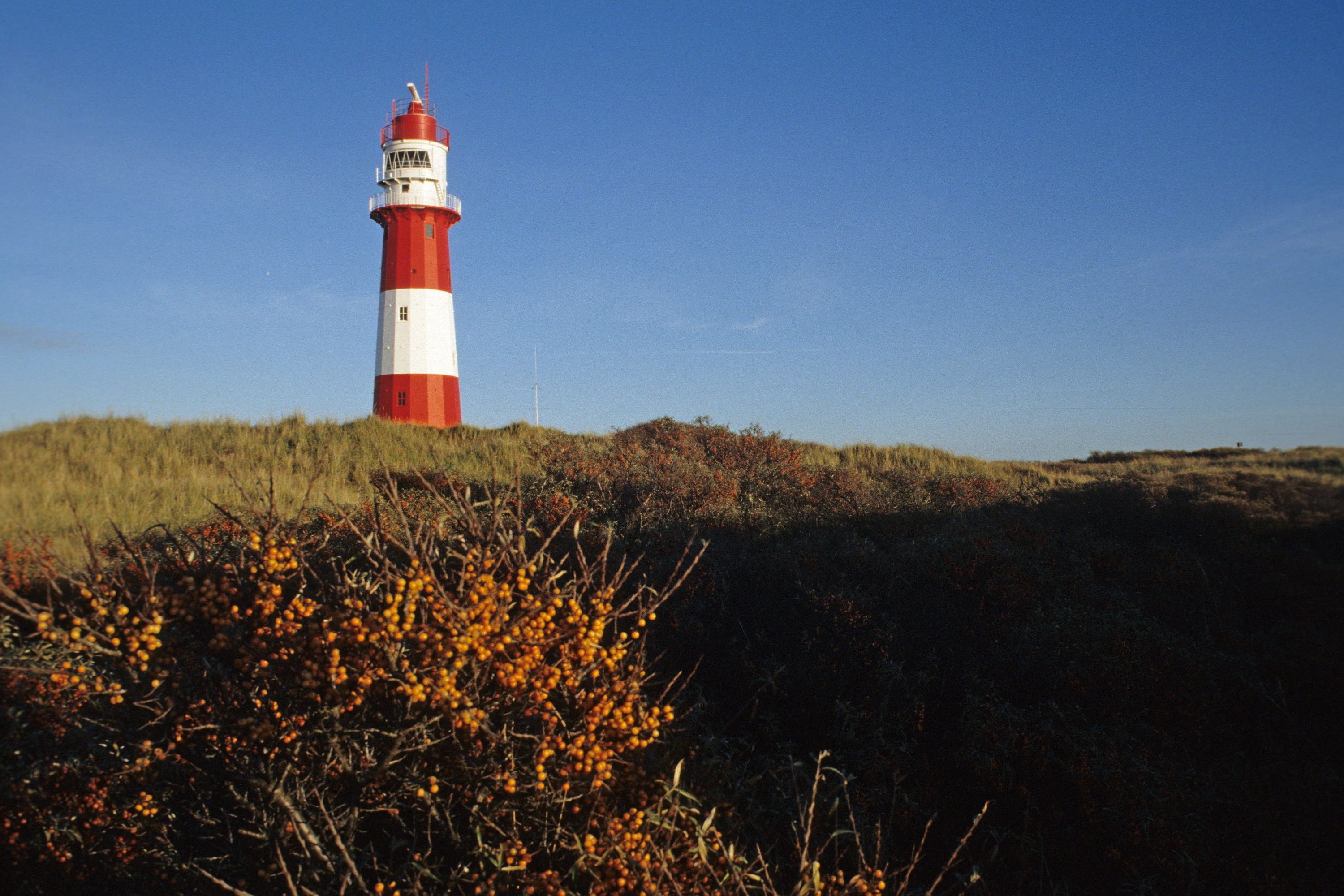
Kleiner (elektrischer) Leuchtturm

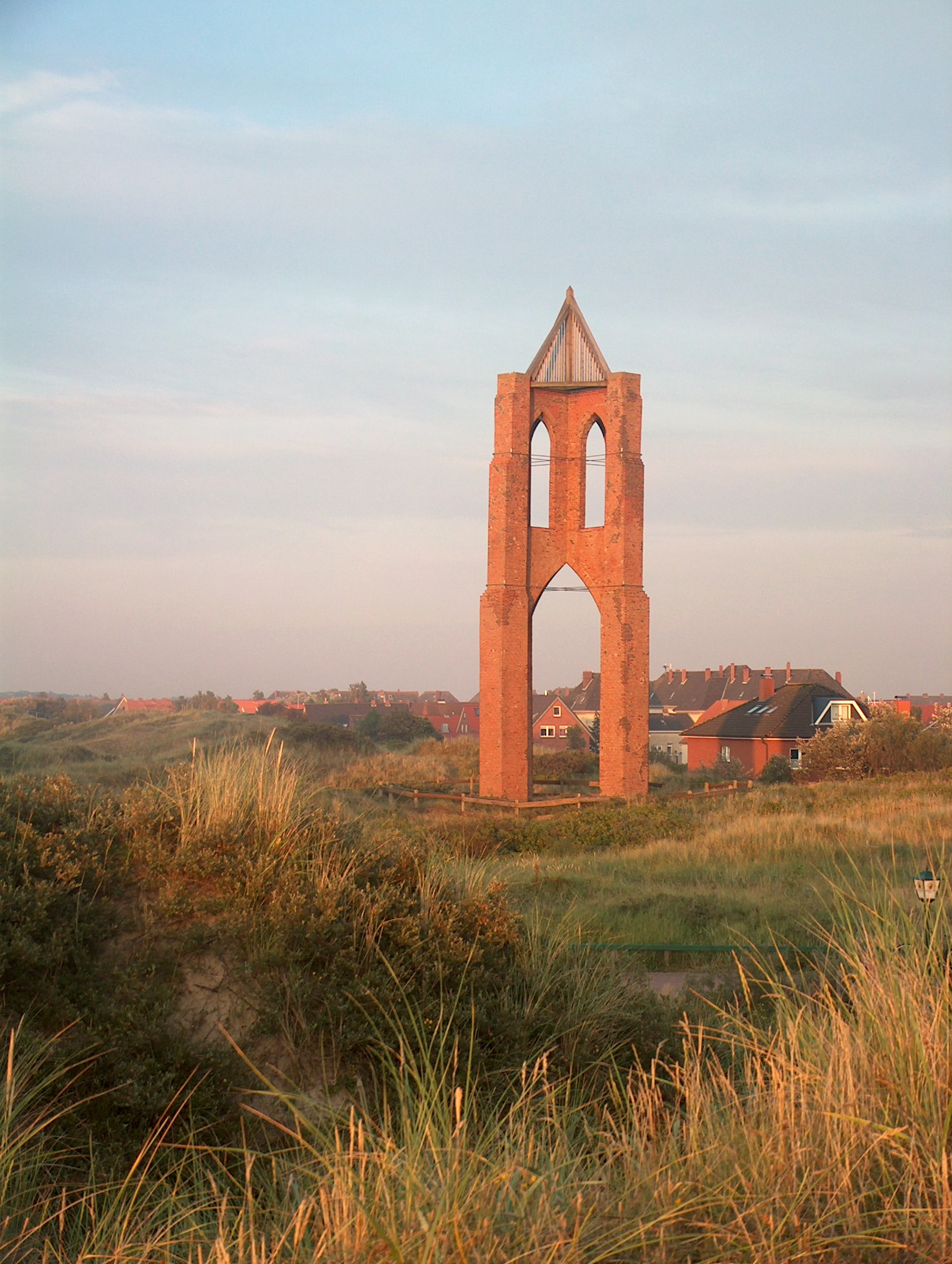
Historisches Seezeichen „Großes Kaap“

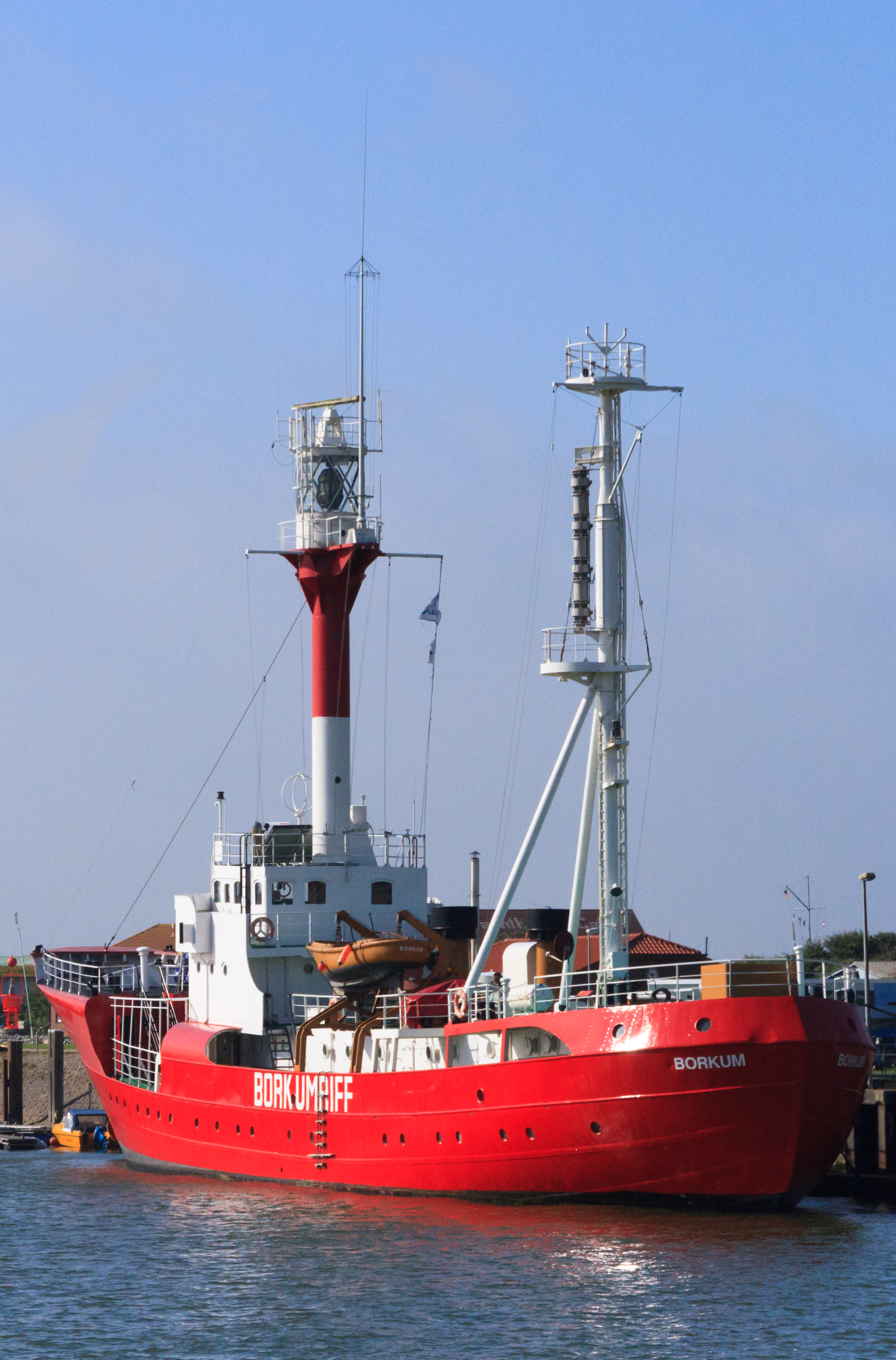
Feuerschiff Borkumriff

Aufgrund seiner Lage zwischen den beiden Mündungsarmen der Ems wurden auf Borkum bereits frühzeitig Seezeichen zur Kennzeichnung des Emsfahrwassers errichtet. Es befinden sich drei Leuchttürme und weitere Peileinrichtungen auf der Insel.
Im Jahr 1576 wurde der Alte Leuchtturm erbaut. Er ist damit das älteste Gebäude der Insel und ihr Wahrzeichen. Der 45 Meter hohe, rechteckige Turm entstand auf dem Fundament des alten Borkumer Kirchturms und diente anfangs nur als Tagesmarke. Erst 1817 erhielt der „Alte Leuchtturm“ eine Leuchtquelle, die mit Hilfe von Parabolspiegeln und 27 Öllampen betrieben wurde. Im Februar 1879 wurde das Leuchtfeuer des Leuchtturms durch einen Brand im Turm zerstört. Dank seiner soliden Bauart konnte der Turm erhalten werden und diente als Aussichtsturm, bis er um 2016 aufgrund fehlenden Brandschutzes geschlossen werden musste.
Der Neue Leuchtturm Borkum befindet sich an der Westseite der Insel und entstand 1879 in der Rekordzeit von nur sechs Monaten nach dem Brand des alten Leuchtturms. Der immer noch aktive Leuchtturm dient seit dem 15. November 1879 der Orientierung vor der Emsmündung. Gleichzeitig trägt der Leuchtturm seit dem 1. Oktober 1891 ein Quermarkenfeuer mit dem Namen Westerems, das einen Kurswechsel für die in der Außenems fahrenden Schiffe vom Westeremsfahrwasser in das Randzelgat anzeigt. Beim Bau des 60,3 Meter hohen runden Turms wurden rund 1,5 Millionen schwarzbraune Ziegelsteine verbaut. Bis zu seiner Spitze führen 319 Treppenstufen. Bei seiner Inbetriebnahme erhielt der Leuchtturm eine drei Meter hohe Drehlinsenleuchte. Nach einer Umrüstung im Jahr 2004 besitzt er sechs große Linsenfelder, die drei Strahlenpaare mit einer Lichtstärke von 2 Millionen Candela pro Strahl erzeugen. Die Nennreichweite beträgt 24,4 Seemeilen (= 40 Kilometer). Trotz der beeindruckenden Werte wird das Leuchtfeuer lediglich mit einer einzelnen 400-Watt-Halogen-Metalldampflampe betrieben. Der Leuchtturm ist während der Saison täglich geöffnet und kann besichtigt werden.
Neben dem Neuen Leuchtturm befindet sich das Berliner-Mauer-Denkmal mit der Aufschrift Berlin 1961–1989. Das Datum des Aufstellens ist unbekannt, allerdings gibt es Fotos vom Besuch von Willy Brandt am 4. August 1965 mit der Mauer im Hintergrund.
Der Kleine Leuchtturm Borkum am Südstrand ist der dritte Leuchtturm auf Borkum und wurde 1888/1889 als Leitfeuer für die beiden Ansteuerungsfahrwasser der Ems, das Hubertgat und die Westerems, errichtet. Der rotweiße Leuchtturm entstand als Prototyp einer Reihe von insgesamt neun in Deutschland gebauten Leuchttürmen in Fertigbauweise, ist aus einzelnen, 27 Millimeter starken Segmenten aus Gusseisen, sogenannten Tübbingen zusammengesetzt und hat eine Höhe von 27,9 Metern. Den Beinamen „der Elektrische“ erhielt er, weil es der erste für den elektrischen Betrieb gebaute Leuchtturm in Deutschland war. Seit 1970 dient er als Antennenträger für das Verkehrssicherungssystem Ems, das in deutsch-niederländischer Kooperation betrieben wird. Er wurde im Sommer 2003 außer Dienst gestellt, da sich die Fahrwasser im Bereich der Emsmündung durch Sedimentverlagerungen verändert hatten.
Etwa 220 Meter neben dem Kleinen Leuchtturm steht das 1928 errichtete Quermarkenfeuer Düne.
Drei weitere Peileinrichtungen für die Schifffahrt entstanden 1872 nach dem Deutsch-Französischen Krieg. Das Große Kaap und das Kleine Kaap oder Westkaap befinden sich auf dem Westland und sind historische Baken aus roten Klinkern, die mit hölzernen Toppzeichen ausgerüstet sind. Sie sind 23,4 Meter und 11,7 Meter hoch. Die Baken mussten im Dreipunktverfahren angesteuert werden, so dass die Ansteuerungstonne Osterems auf der Linie „Großes Kaap – Alter Leuchtturm“ und die Ansteuerungstonne Westerems auf der Linie „Kleines Kaap – Alter Leuchtturm“ liegen musste. Am Nordostende der Insel steht eine weitere steinerne Bake, die Ostbake, auf einer 7,5 Meter hohen Düne in den Ostlanddünen und ist 19 Meter hoch.
Auf der Insel gibt es drei Kirchen, alle wurden zwischen 1882 und 1899 erbaut. Die katholische Kirche Maria Meeresstern ist eine neugotische Backstein-Hallenkirche mit Querhaus, die 1882 fertiggestellt und in den Jahren 1905, 1954 und 1987/1988 erweitert wurde. Die Langseiten mit großen spitzbogigen Fenstern werden durch Strebepfeiler gegliedert und die Giebel durch Blenden verziert. Beherrscht wird der Bau von einem hohen oktogonalen Glockenturm. Die Reformierte Kirche (1896/97) weist bereits Kennzeichen des Jugendstils auf, insbesondere in der Fenstergestaltung. 1973 schuf Karl Schuke die Orgel mit 18 Stimmen hinter einem siebenachsigen Prospekt. Entsprechend reformierter Tradition ist der Innenraum auf die Kanzel ausgerichtet. Vorne steht ein 1781 gestiftetes Votivschiff. Die lutherische Christuskirche aus dem Jahr 1899 ist ein Einraumsaal mit rundbogigen Buntglasfenstern und flachem Satteldach. Im Jahr 1958 wurde quer zum Schiff ein Kirchturm angebaut, der unten mit kleinen Fenstern und oben mit den Schallarkaden die Rundbogenform aufgreift. Auf der Westempore baute Rudolf Janke 1980 eine Orgel mit 16 Registern.
Das im Kern um 1600 erbaute Haus Teerling am Wiesenweg 1 gilt als das älteste erhaltene Insulanerhaus von Borkum. 1792 wurde Geertje Tjarks Haan, die später 42 Jahre lang als Irrsinnige meist nackt im Armenhaus der Insel angekettet wurde, in dem Haus geboren.
Im Jahr 1886 wurde auf einem Privatgrundstück an der Süderstraße das Achilleion erbaut. Bauherr war der Mediziner Alexander Freiherr von Exterde, der auf dem ummauerten Gartengelände eine Vielzahl unterschiedlicher Nadelhölzer anpflanzte. 1909 wurde das Anwesen verkauft und von seinen neuen Besitzern nach dem griechischen Landsitz Achilleion benannt. In den 1930er Jahren sowie in der Nachkriegszeit bis 1967 war der städtische Kindergarten im Achilleion untergebracht. Das Anwesen befindet sich inzwischen wieder in Privatbesitz. Das denkmalgeschützte Hotel Bodeewes stammt aus dem Jahr 1892.
Seit 1917 befindet sich im Inselinnern das Emmich-Denkmal für den 1915 verstorbenen General der Infanterie Otto von Emmich.
Seit 1989 liegt das ehemalige Feuerschiff Borkumriff im Borkumer Schutzhafen. Es wurde am 15. Juli 1988 als letztes deutsches Feuerschiff außer Dienst gestellt und dient seitdem als Informationseinrichtung für den Nationalpark Niedersächsisches Wattenmeer. Die technische Betreuung des Nationalparkschiffes erfolgt durch den Förderverein Borkumriff. Das Schiff ist ganzjährig für Besucher geöffnet.
Das Heimatmuseum Dykhus (= Deichhaus) liegt in unmittelbarer Nähe des Alten Leuchtturmes. Der Zugang zum Heimatmuseum führt durch ein Tor, das durch zwei hoch aufgerichteten Kinnladen eines Wales gebildet wird. Die Walknochen erinnern an die frühere Tradition der Borkumer als Walfänger. Das Museum zeigt verschiedene Abteilungen und Zimmer, in denen die Geschichte Borkums in zahlreichen Exponaten ausstellt sind. Das Museum wird durch den Heimatverein der Insel Borkum betreut und betrieben.

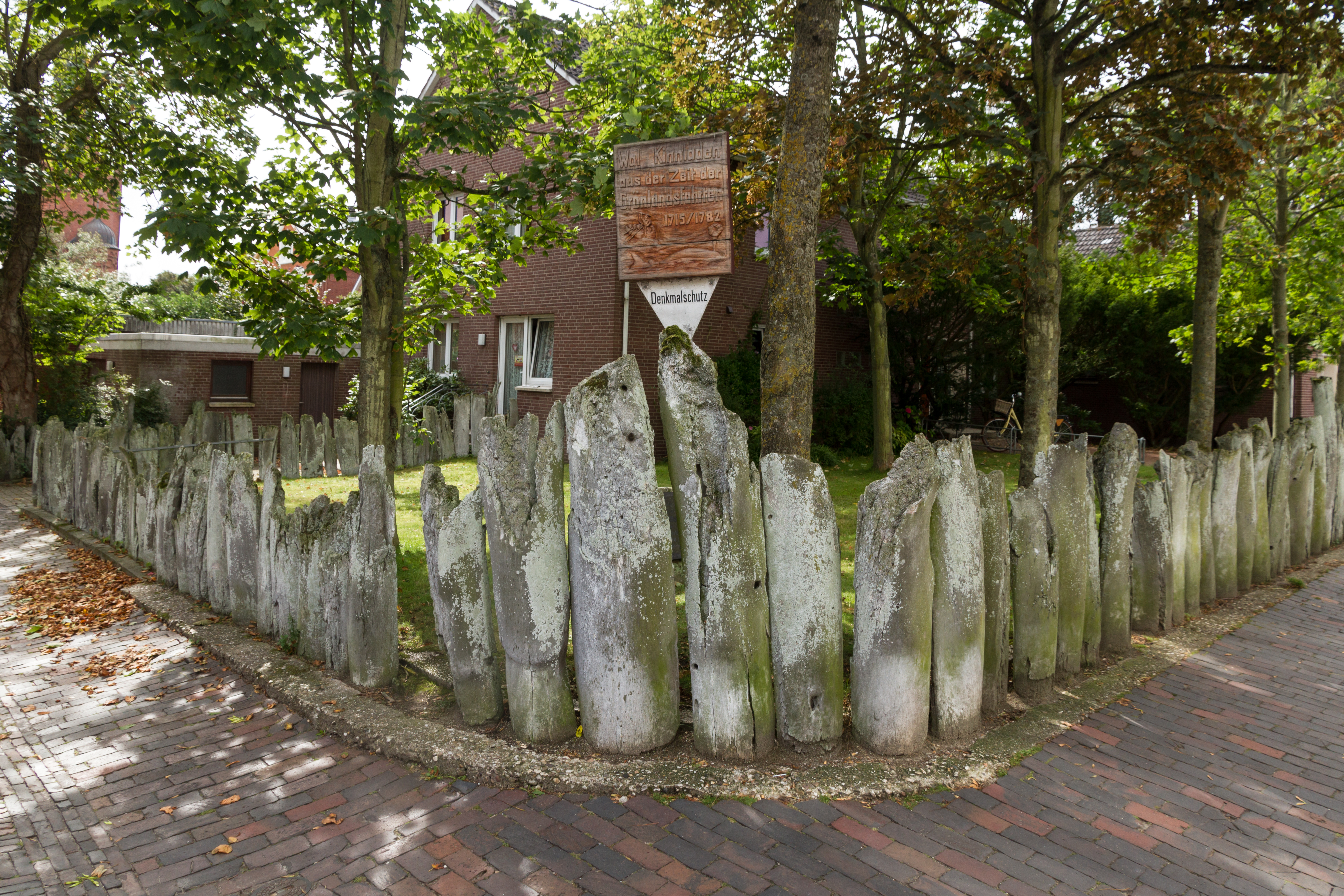
Der Zaun an der Wilhelm-Bakker-Straße ist einer von zwei auf der Insel erhaltenen Zäunen aus Walknochen.

Auf Borkum zeugen Zäune aus Walkinnladenknochen vom Walfang. In der Wilhelm-Bakker-Straße befindet sich das ehemalige Haus des erfolgreichsten Borkumer Walfängerkapitäns Roelof Gerritz Meyer. Sein Grundstück ist mit einem Zaun aus Walkinnladen umgeben, die er von seinen Walfangfahrten 1715–1782 mitbrachte. Die Überbleibsel verwittern langsam, deshalb setzt sich der Borkumer Heimatverein seit einigen Jahren für den Erhalt der Kinnladen ein.
Seit 2009 erinnert ein Denkmal an den Drinkeldodenkarkhoff, einen ehemaligen Friedhof der Heimatlosen.
In den Gebäuden der ehemaligen Marine-Seemannschaftslehrgruppe der Bundeswehr, die bis in die 1990er Jahre ein bedeutender Marinestützpunkt und größter Arbeitgeber der Insel war, betreibt das Deutsche Jugendherbergswerk seit Oktober 1996 die Jugendherberge „Am Wattenmeer“ mit 770 Betten. Mit einem rund 20 Hektar großen Gelände ist sie flächenmäßig die größte ihrer Art in Europa.
Das Schwimmbad Gezeitenland war zu seiner Einweihung das größte Meerwasser-Wellen-Hallenbad in Europa. Seit seinem Umbau und der Wiedereröffnung im Sommer 2005 wird es als modernes „Freizeitbad“ genutzt. Eine Wellenfunktion gibt es seitdem nicht mehr.
An der Strandpromenade zwischen dem Nordbad und dem Jugendbad liegt der nordwestlichste Landpunkt Deutschlands. Er ist durch einen symbolischen Grenzpfosten markiert und mit Informationstafeln versehen.

### Sport
Der Turn- und Sportverein Borkum von 1890 e. V. (TuS Borkum) ist mit knapp 800 Mitgliedern der größte Verein der Insel. Der Verein betreibt 17 verschiedene Sportabteilungen. Als Besonderheit zeichnet ihn aus, dass der TuS Borkum zugleich Betreiber von Sportferien-Einrichtungen ist. Organisatorisch ist der Verein (wie andere Sportvereine auf der Insel auch) aus geografischen Gründen dem Stadtsportbund Emden und nicht dem Kreissportbund Leer angegliedert. Die Fußballer beispielsweise sind im Fußballkreis Emden vertreten.

## Wirtschaft und Infrastruktur
Die Insel galt während der Hansezeit als Fluchtort von Piraten. Von dem bekannten Seeräuber Klaus Störtebeker heißt es in der Literatur, er habe südlich der Insel einen Schatz vergraben. Mit den Grafen von Ostfriesland lagen die Inselbewohner im ständigen Streit in Bezug auf die Zahlung von Anteilen an Strandungsgütern, die zu dieser Zeit nahezu die einzige Einnahmequelle der Borkumer darstellten.
Im 18. Jahrhundert brachte der Walfang vielen Borkumern, die meistens auf niederländischen Walfangschiffen als erfolgreiche Kapitäne und Harpuniere tätig waren, einen gewissen Wohlstand ein. Viele Straßennamen auf Borkum, aber auch aus Walkiefern hergestellte Zäune (der imposanteste „Walfischzaun“ umfasst das ehemalige Haus von Roelof Gerritsz Meyer, der mit seiner Mannschaft auf 42 Fahrten rund 270 Wale erlegte) und ähnliche Relikte zeugen von dieser Zeit. Im 18. Jahrhundert jedoch ließ der Walfang zunächst nach und wurde auf Grund des Englisch-Niederländischen Seekriegs endgültig eingestellt. In der Folge setzte auf der Insel Armut ein, und viele Einwohner verließen ihre Heimat. Die Einwohnerzahl erreichte gegen 1811 einen Tiefstand von rund 400 Personen.

### Militär
Ab Anfang des 20. Jahrhunderts war Borkum ein bedeutender Militärstützpunkt. 1902 erhielt die Insel den Status einer Seefestung. Die Marine erweiterte für ihren Materialtransport auch den Umfang der Borkumer Kleinbahn mit mehreren Querverbindungen auf der Insel. 1934 begann Wernher von Braun mit Raketenversuchen auf Borkum, die später in Peenemünde fortgesetzt wurden.
Im Jahre 1957 richtete die neugegründete Bundesmarine den Marinestützpunkt Borkum ein, der in den nächsten Jahren vor allem Landungsboote beheimatete. Außerdem gab es mehrere Landtruppenteile der Marine, darunter ab 1969 die Seemannschaftslehrgruppe. In der Folge entstanden zahlreiche Arbeitsplätze bei der Bundeswehr, die über 20 Prozent der sozialversicherungspflichtigen Dauerarbeitsverhältnisse der Insel ausmachten. 1996 wurde die Seemannschaftslehrgruppe aufgelöst und sämtliche Arbeitsplätze bei der Bundesmarine gingen verloren. Die militärischen Schulungsaufgaben wurden hauptsächlich nach Stralsund verlegt; dorthin zogen auch viele Borkumer Bundeswehrangehörige.

### Tourismus

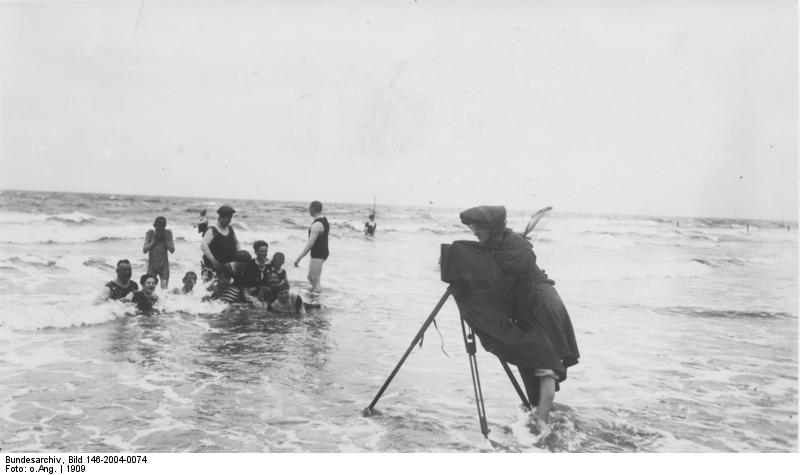
Borkum 1909, Strandfotografie

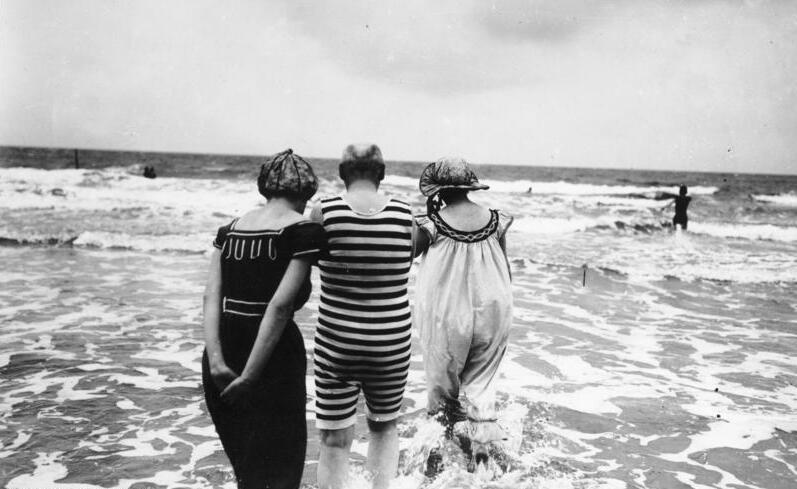
Borkum 1909, Badegäste

Nach dem kurzen Intermezzo der napoleonischen Herrschaft in der Zeit von 1810 bis 1813 kamen ab 1834 die ersten Urlauber, hauptsächlich begüterte Bürger aus Emden, auf die Insel. Zehn Jahre später, 1844, entstanden die ersten Badeeinrichtungen, und der Tourismus wurde als Einnahmequelle entdeckt. Seitdem ist die Zahl der Touristen, die Borkum als Urlaubs-, Erholungs- und Kurziel wählen, kontinuierlich angestiegen. Während 1850, als die Registrierung der Urlauber begann, erst 252 Besucher gezählt wurden, kamen zum Ende des 20. Jahrhunderts weit über 200.000 Menschen.
Während des Zweiten Weltkrieges gab es Einschränkungen für Erholungssuchende, da die Insel an der nordwestdeutschen Grenze eine wichtige militärisch-strategische Bedeutung hatte. Nach Kriegsende mussten zunächst zahlreiche Hinterlassenschaften beseitigt werden. Alte Bunker behinderten noch jahrzehntelang die Nutzung des Sandstrandes. Die Beseitigung war mit erheblichen Kosten verbunden. Durch die Lage an einer Hauptschifffahrtsstraße und ihre Größe hatte die Insel trotz der langen Anreise für viele Urlauber insbesondere aus dem Ruhrgebiet eine Anziehungskraft. Die klimatischen Verhältnisse erlaubten den Betrieb von Kureinrichtungen, die maßgeblich die Wirtschaftskraft der Insel stärkten. Im Jahr 2018 kamen 311.786 Urlauber, es wurden 2.565.570 Übernachtungen gezählt. Durchschnittlich verbrachten die Gäste 8,23 Tage auf der Insel.
Im Jahre 2009 erhielt die Stadt Borkum nach einer umfangreichen Risikobewertung durch die International Life Saving Federation das Banner „Lifeguarded Beach/Bewachter Badestrand“ für ihre vier Badestrände. Die Insel ist damit die erste Gemeinde an der deutschen Nordseeküste, die dieses Zertifikat verliehen bekam.
Borkum war zur touristischen Vermarktung der Insel der Marketingorganisation „Die Nordsee“ in Schortens beigetreten. Das Unternehmen vertrat die sieben Ostfriesischen Inseln sowie 15 niedersächsische Küstenorte. Es war verantwortlich für die gemeinsame Pressearbeit, das Marketing, die Durchführung von Messen und Veranstaltungen, die Erstellung von Printmedien sowie die Klassifizierung von privaten Ferienunterkünften.
Mit dem Lückenschluss am Loopdeelenweg auf dem Dünenkamm an der Ronden Plate ist es seit April 2021 möglich, die Insel einmal vollständig zu umrunden und dabei Ausblicke in verschiedenste Naturräume zu genießen. Der Erstellung des 655 Meter langen bisher fehlenden Laufdielenweges wurde aus dem Fördertopf „Landschaftswerte“ des Landes Niedersachsen mit 40.000,- € unterstützt.

### Medien

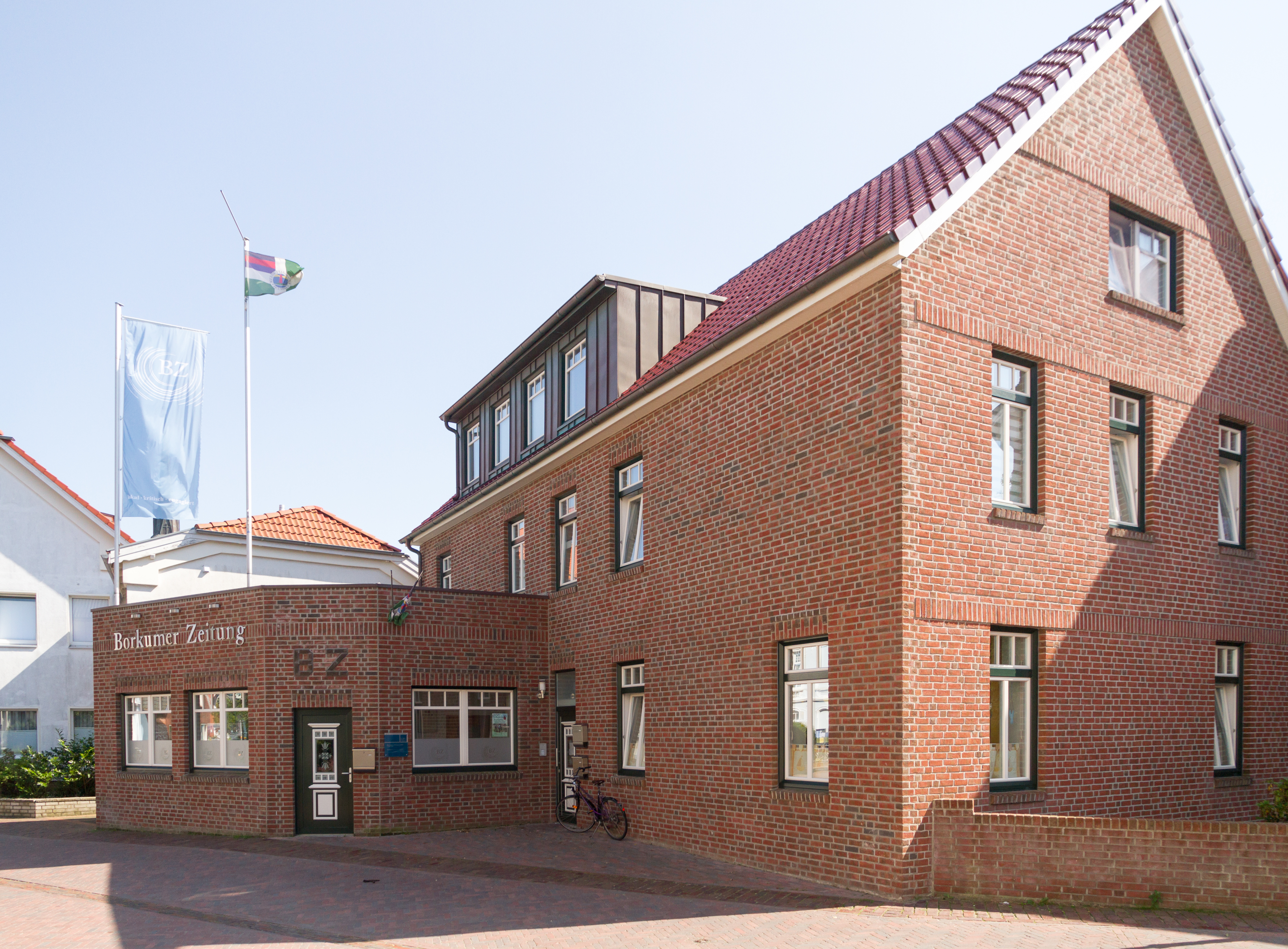
Das ehemalige Verlagsgebäude der Borkumer Zeitung (bis 2021)

Auf Borkum erscheint die zur Zeitungsgruppe Ostfriesland gehörende Borkumer Zeitung, eine kleine, traditionsreiche Tageszeitung. Weitere Medien auf der Insel sind das elfmal im Jahr erscheinende Heft Borkum Aktuell sowie die wöchentliche Zeitschrift Borkumerleben im Verlag Borkumer Werbe-Service. Im Burkana Verlag erscheint außerdem sechsmal jährlich das Burkana Magazin. Borkum liegt außerdem im Verbreitungsgebiet der einzigen regionsweit erscheinenden Tageszeitung Ostfrieslands, der Ostfriesen-Zeitung. Aufgrund der verkehrlichen Anbindung an Emden ist darüber hinaus die Emder Zeitung von Interesse. Sie berichtet ebenfalls über wichtige Angelegenheiten auf der Insel und wird daher auch auf Borkum gelesen.
Am 14. Juni 2012 ging das Inselradio Borkum IRaBo auf Sendung. Neben Musik und stündlichen Nachrichten informiert es über Wetter, Gezeiten und Veranstaltungen auf der Insel.

### Gesundheitswesen
Die Insel hat sechs Fachkliniken und ein Krankenhaus. Das Inselkrankenhaus Borkum zählt zu den vier Krankenhäusern im Landkreis Leer.
Das Fachklinikum Borkum ist mit 301 Betten die größte Rehabilitationsfachklinik der Insel. Sie hat eine Klinik für Erwachsene und eine für Kinder und Eltern. Fachliche Indikationen sind Allergologie, Dermatologie, Pädiatrie und Pneumologie.
Die Knappschafts-Klinik Borkum ist eine Einrichtung für Rehabilitation mit 150 Betten. Ihre Trägerin ist die Deutsche Rentenversicherung Knappschaft-Bahn-See. Die behandelten Krankheiten zählen zu den Gebieten Innere Medizin und Gynäkologie-Onkologie.
Die Nordseeklinik Borkum ist eine Klinik für Rehabilitation mit 185 Einzelzimmern. Ihre Trägerin ist die Deutsche Rentenversicherung Rheinland. Fachliche Schwerpunkte sind Krankheiten der Haut und des Atmungssystems. Sie wird am 31. März 2024 geschlossen.
Das Reha-Zentrum Borkum Klinik Borkum Riff ist eine Klinik für Rehabilitation mit 190 Betten. Fachliche Indikationen sind Dermatologie und Innere Pulmologie. Ihre Trägerin ist die Deutsche Rentenversicherung Bund.
Des Weiteren gibt es die Fachklinik „Helena am Meer“ und die Mutter-Kind-Fachklinik „Sancta Maria“.
Das Inselkrankenhaus Borkum ist ein Plankrankenhaus mit Fachabteilung für Innere Medizin. Es sind acht Betten aufgestellt. Eigentümerin ist die Klinikum Leer gGmbH.

### Kinder-, Jugendeinrichtungen und Schulen
Die „Börkumer Kinnertune“ ist der Kindergarten der Insel Borkum, daneben gibt es noch den Förderverein „Lüttje Kanuetjes“ für die Borkumer Kinder. Für die Jugendlichen ist das Jugendhaus bei der Feuerwehr Ansprechpartner.
Die Grundschule liegt in unmittelbarer Nähe zum alten Leuchtturm und die Inselschule Borkum, als Oberschule mit gymnasialem Angebot und Förderzentrum, ist in der Upholmstraße zu finden. Die einzige eigenständige Berufsschule auf einer deutschen Nordseeinsel sind die beruflichen Schulen Borkum (BBS Borkum) in der Deichstraße. Sie bildet in insgesamt 16 kaufmännischen und handwerklichen Berufen aus.

### Verkehr
Neben dem Luftverkehr bestehen überregionale Verkehrsverbindungen per Zug und Schiff. Zwischen dem Bahnhof Emden Außenhafen, der sich unmittelbar neben dem Fähranleger in Emden befindet, und dem Hauptbahnhof in Emden verkehren Busse, Fern- und Nahverkehrszüge. Außerdem besteht eine Schiffsverbindung von und nach Eemshaven in den Niederlanden. Durch die Anbindung an das Intercity-Netz in Emden und den Einsatz schneller Katamarane konnte die Reisezeit nach Borkum im Laufe der Zeit wesentlich verkürzt werden. So beträgt die reine Fahrzeit etwa zwischen Bremen und Borkum heutzutage nur noch drei Stunden.

#### Schiffsverkehr

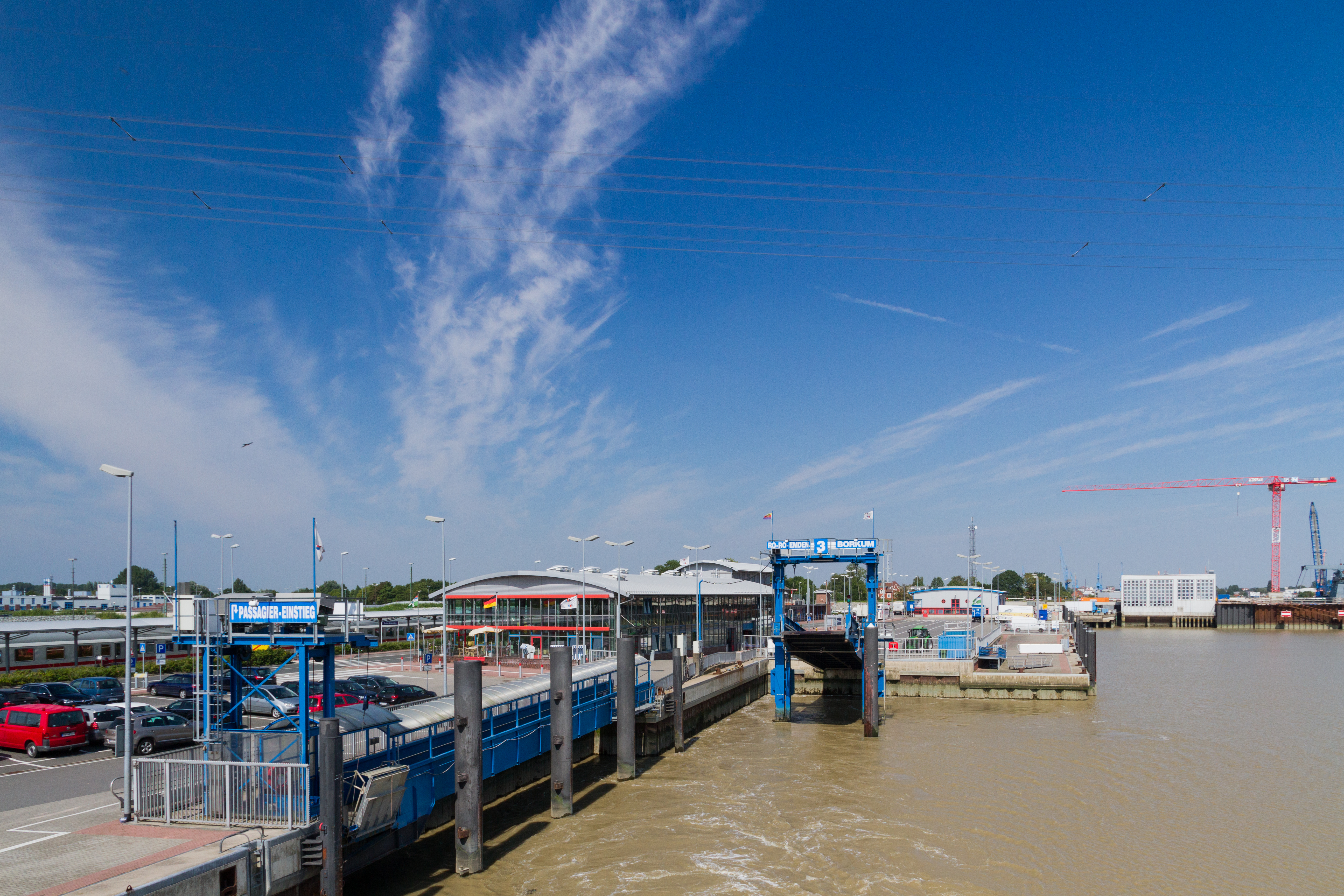
Der Anlegeplatz der Borkumfähren im Emder Hafen

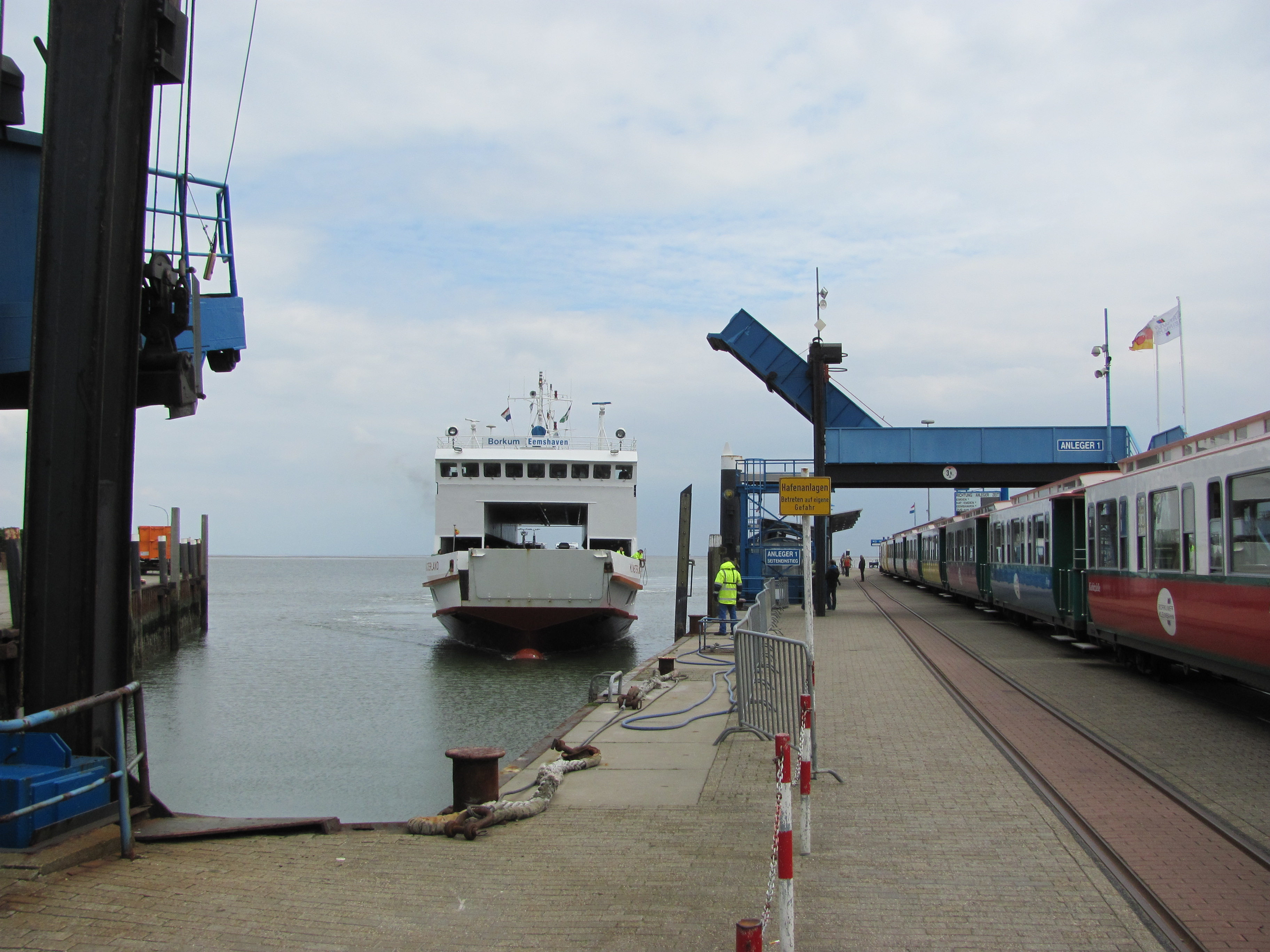
Der Hafen von Borkum: Hier können die Reisenden zwischen Schiff und Borkumer Kleinbahn umsteigen.

Nördlich der Insel befindet sich eine internationale Route der Seeschifffahrt. Dementsprechend können von der Insel aus Schiffe unterschiedlicher Größe beobachtet werden.
Der Verkehr zum niedersächsischen Festland nach Emden Außenhafen erfolgt über Autofähren. Die Fahrzeit beträgt etwa zwei Stunden. Daneben gibt es Katamarane als reine Passagierfähren, mit denen dieselbe Strecke in etwa einer Stunde zurückgelegt wird. Im Bahnhof Emden Außenhafen haben die Fähren Anschluss an Züge über Emden Hbf in Richtung Rheine oder Bremen. Das niederländische Eemshaven wird ebenfalls durch Autofähren angesteuert, vom dortigen Bahnhof Eemshaven gegenüber dem Terminal gibt es Anschlusszüge nach Groningen.
Alle diese Fahrten werden von der Reederei AG Ems durchgeführt. Die Fahrpläne sind tideunabhängig, das heißt, die Abfahrtzeiten sind nicht vom Wasserstand beeinflusst (die Fahrtdauer und somit die Ankunftszeiten allerdings schon). Daneben gibt es auf Borkum mehrere Schiffe, die für Ausflugsfahrten, beispielsweise zu den Nachbarinseln, genutzt werden. Von Mai bis Ende Oktober wird Borkum sonntags auch mit einem Ausflugsschiff von Ditzum aus angelaufen, die Rückfahrt von Borkum nach Ditzum findet spätnachmittags statt.
Die Emslotsen der Lotsenbrüderschaft Emden betreiben eine Lotsenstation auf Borkum, von der aus sie mit den Lotsenbooten Frya und Fresena auf der Außenems für Lotsaufgaben eingesetzt werden.

#### Kfz-Verkehr
Die Insel ist neben Norderney die einzige ostfriesische Insel, auf der private Kraftfahrzeuge gefahren werden dürfen. Jedoch wird der private Kfz-Verkehr während der Sommersaison stark reglementiert. Hierzu sind innerorts zwei Zonen eingerichtet: Der Ortskern als rote Zone ist für den privaten Autoverkehr vollständig gesperrt. Der übrige Bereich darf zur Nachtzeit zwischen 21 und 7 Uhr nicht mit privaten Kraftfahrzeugen befahren werden.

#### Bahn- und Busverkehr

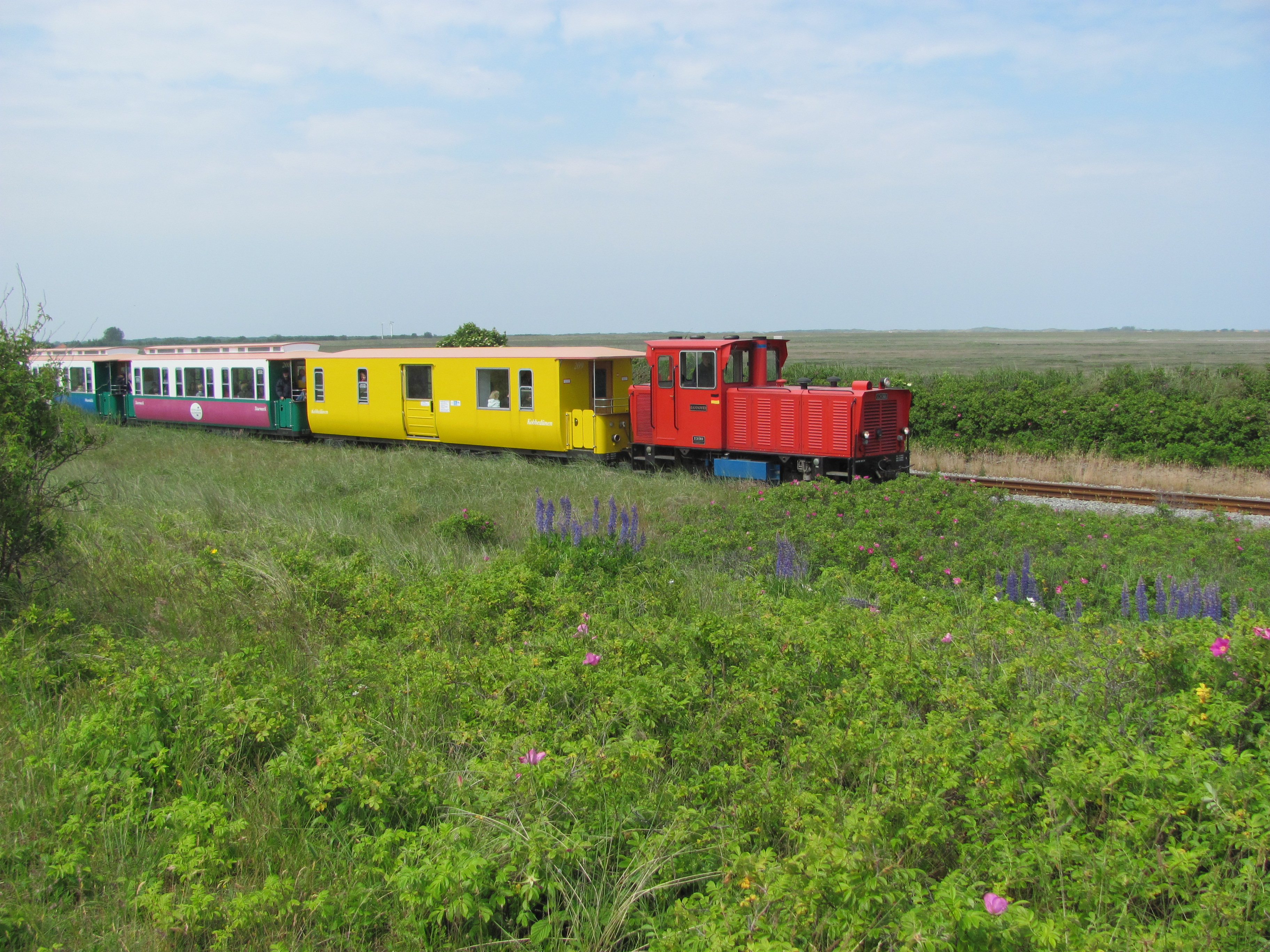
Borkumer Kleinbahn

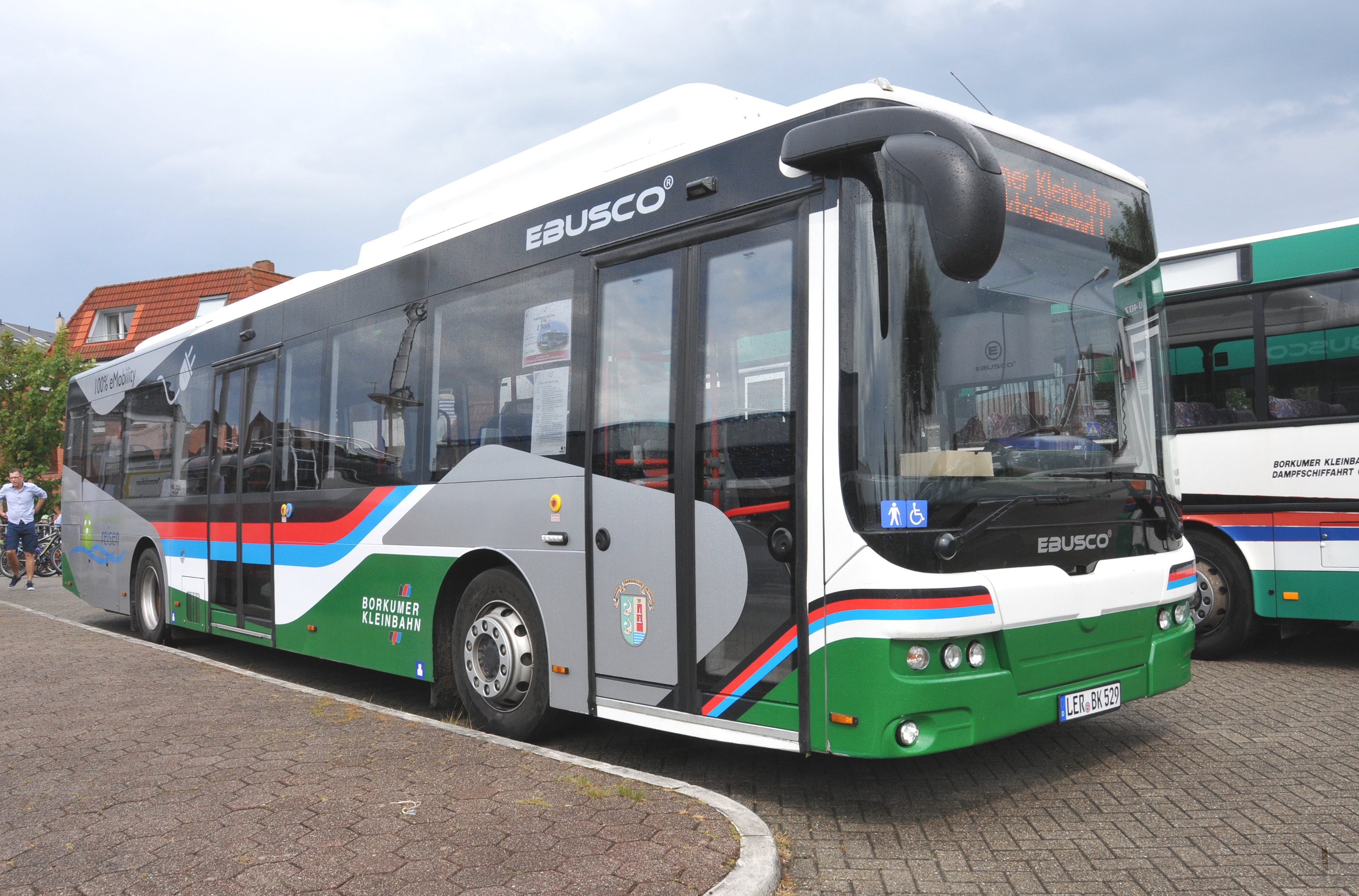
E-Bus der Borkumer Kleinbahn

Die sieben Kilometer lange, zumeist zweigleisige Inselbahnstrecke mit einer Spurweite von 900 Millimetern wurde 1888 fertiggestellt und verbindet den Ort mit den Stationen „Borkum“ und „Jakob-van-Dyken-Weg“ mit dem Bahnhof „Borkum-Reede“ am Fähranleger. Sie ist die einzige noch betriebene zweigleisige Schmalspurbahn in Niedersachsen. Neben der genannten „Hauptbahn“ gab es ein zeitweise umfangreicheres Netz an Bahnen, die als Marinebahn fungierten und eine Verbindung mit verschiedenen Festungsanlagen herstellten. Dazu gehörte auch die Ostlandbahn, von der die ersten Meter am Stadtbahnhof noch zu sehen sind, und die in das sogenannte Ostland führte.
In den 1970er Jahren geriet die Kleinbahn in wirtschaftliche Turbulenzen, jedoch nahm ihre Bedeutung infolge des immer stärker werdenden Tourismus so zu, dass in den 1990er Jahren zahlreiche Neuanschaffungen für den Fuhrpark getätigt wurden. Die Borkumer Kleinbahn verfügt über vier Lokomotiven mit Verbrennungsmotoren, die mit Rapsöl betrieben werden. Daneben gibt es einen Busverkehr annähernd parallel zur Kleinbahnstrecke, mit unvertakteten etwa stündlich angebotenen Fahrten. Einige Busse verkehren bis zum Ortsteil Ostland.

#### Luftverkehr

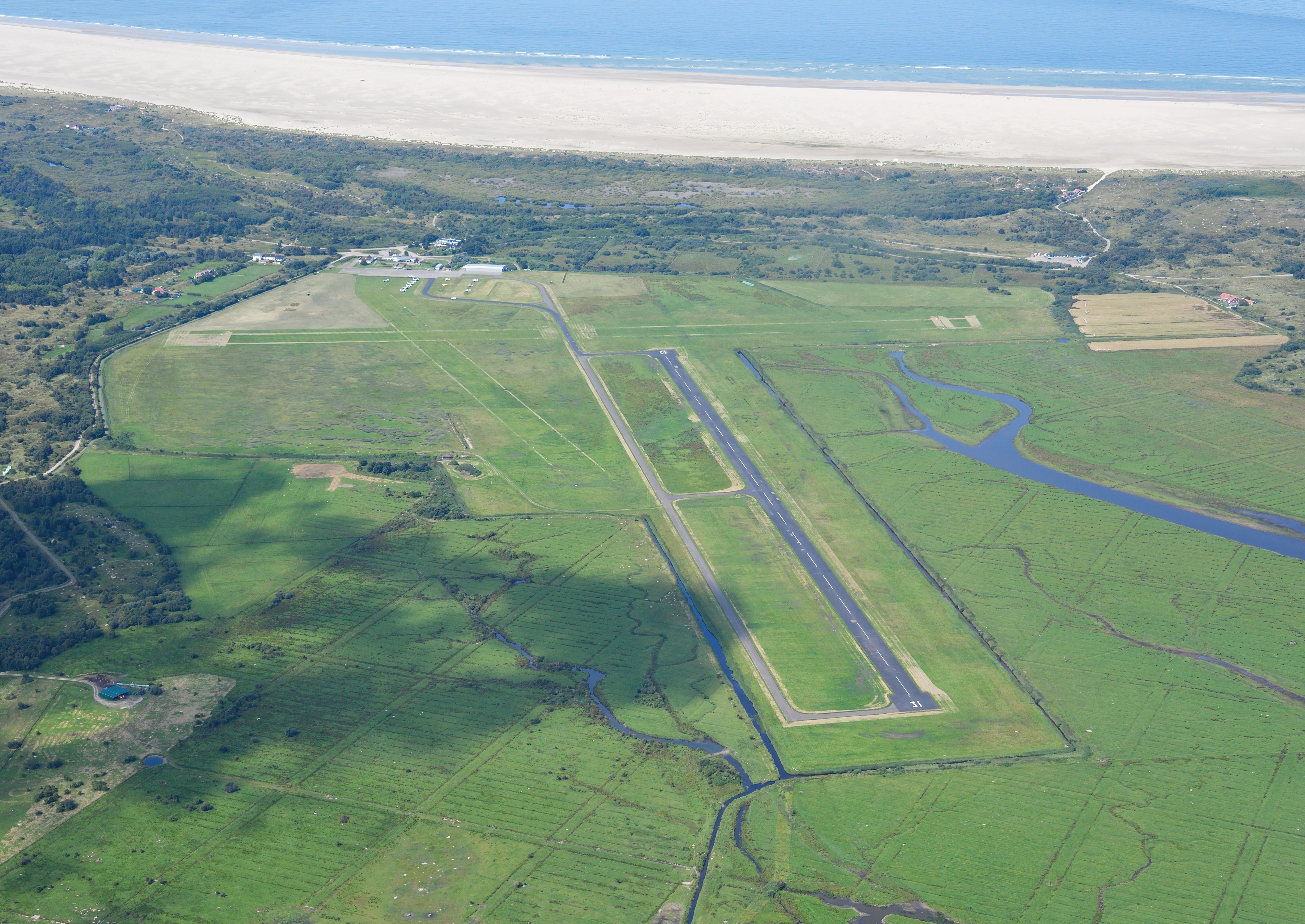
Flugplatz Borkum

Östlich der Stadt befindet sich der Flugplatz Borkum, der im Linien- und Charterverkehr zum Beispiel von Emden und Hamburg aus angeflogen wird. Die Flugzeit von Emden beträgt etwa 15 Minuten. Außerdem wird der Flughafen von Privatflugzeugen benutzt.

### Rettungsstation der DGzRS
Die Deutsche Gesellschaft zur Rettung Schiffbrüchiger (DGzRS) ist seit 1868 mit einer Rettungsstation für die Seenotrettung auf Borkum präsent. Für die Seenotrettung hat die Gesellschaft im Hafen einen Seenotkreuzer stationiert.

### Energieversorgung

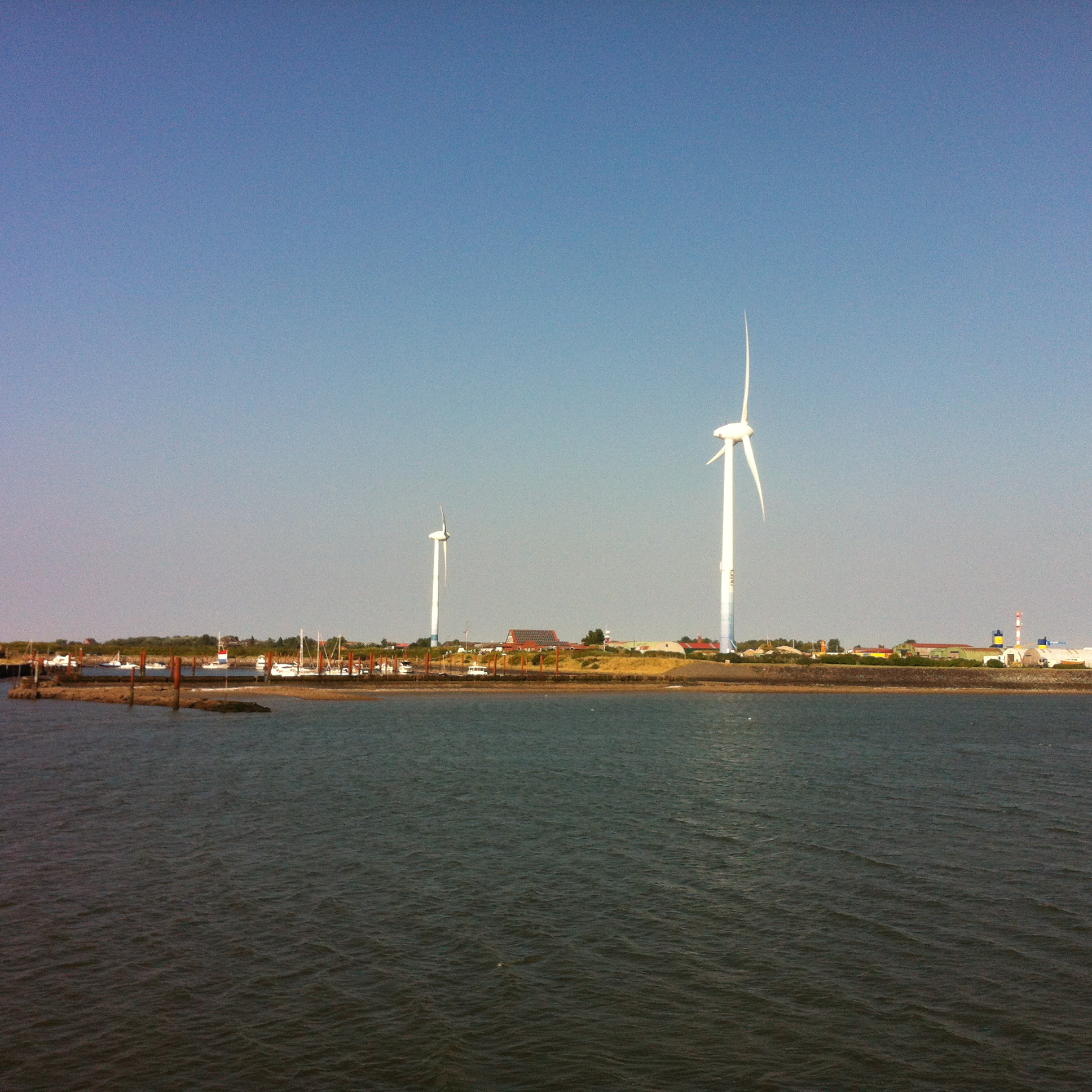
Windenergieanlagen am Hafen

Zur Deckung des eigenen Energiebedarfs bezieht Borkum Strom, Gas und Kraftstoffe vom Festland. Die Anbindung an das Stromnetz zum Festland erfolgt über drei 24 Kilometer lange Seekabel in eine Transformatorenstation in der Nähe der Jugendherberge. Zuständig für das Verteilnetz sind die Stadtwerke Borkum, ein Eigenbetrieb der Stadt Borkum. Für die Versorgung mit Erdgas ist die EWE Netz zuständig. Der Energieverbrauch belief sich 2017 auf 170 Gigawattstunden, davon 30 GWh Strom und 140 GWh Gas.
Im Jahr 2030 will Borkum eine möglichst emissionslose Insel sein und die Klimaneutralität wird angestrebt.
Bereits 2002 wurden zwei Windkraftanlagee des Typs Enercon E-66 am Hafen errichtet. Sie werden von den Stadtwerken Borkum und Münster betrieben und erzeugen etwa 6,8 Mio. Kilowattstunden. Die Türme tragen über dem Fundament farblich abgestufte blaue Ringe. An Land sind die Ringe bei Enercon üblicherweise grün. Eine Photovoltaik-Freiflächenanlage mit einer Leistung von ca. 1,4 MWp ging 2011 in Betrieb.
Der Offshore-Windpark Riffgat mit 30 Windenergieanlagen liegt rund 15 Kilometer nordwestlich von Borkum und ist von der Insel aus am Horizont zu erkennen. Der Windpark ging 2014 in Betrieb und speist den Strom in Emden ein.
Für die Wärmewende wurde u. a. eine Großwärmepumpe errichtet, die ihre Wärmeenergie aus dem Meer bezieht und bei Betriebsaufnahme im Jahr 2025 zunächst 115 Wohnungen versorgte. Zukünftig sollen weitere Wohngebiete auf die gleiche Weise beheizt werden. Auch Geothermie soll zum Einsatz kommen.

### Küstenfunkstelle

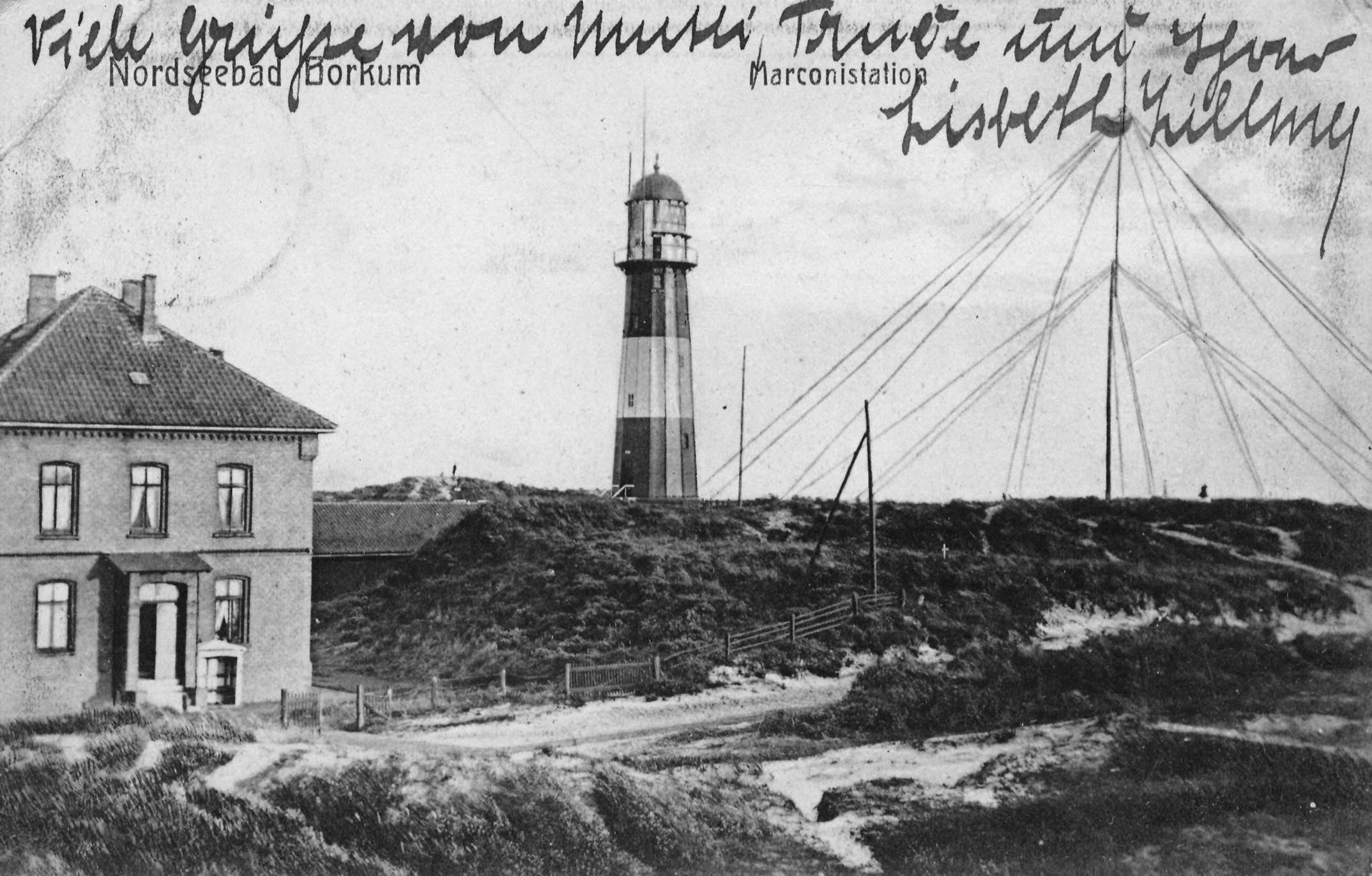
Leuchtturm und Sendemast im Jahr 1909

Auf Initiative und auf Kosten des Norddeutschen Lloyds wurde auf Borkum zum ersten Mal in Deutschland und damit weltweit die Funktechnik kommerziell eingesetzt. Die am 15. Mai 1900 in Betrieb genommene Küstenfunkstelle Borkum bestand aus einer drahtlosen Verbindung zwischen dem Feuerschiff Borkumriff und dem kleinen Leuchtturm auf Borkum. Die Übertragung und deren kabelgebundene Weiterleitung nach Bremerhaven diente der Meldung von gesichteten Lloyd-Schiffen, um deren Ankunft im Zielhafen genauer abschätzen zu können.
Der kleine Leuchtturm Borkum wurde 1966 zur Radarstation umgebaut. Der neben dem Leuchtturm stehende Sendemast dient der Richtfunkverbindung zur Übermittlung der Radardaten an die Verkehrszentrale Ems in Emden.

## Besonderheiten
Auf Borkum gelten, wie auch auf anderen Ferieninseln der Nordsee, veränderte Ferienzeiten. Die Sommerferien sind auf vier Wochen verkürzt, die Herbstferien auf vier Wochen verlängert. Grund für diese Sonderregelung ist es, die im Tourismus tätigen Eltern von schulpflichtigen Kindern in der Hochsaison durch kürzere Ferien zu entlasten.

## Persönlichkeiten

### Söhne und Töchter der Insel
Folgende Personen sind auf der Insel geboren:
- Geertje Tjarks Haan (* 2. November 1792; † 28. Juli 1866), auch bekannt als: Malle Geertje (=verrückte Geertje) war als Irrsinnige 42 Jahre lang meist unbekleidet im Armenhaus der Insel angekettet.
- August Dierks (* 19. Mai 1899; † 16. März 1983), Hauptgeschäftsführer der Industrie- und Handelskammer Bremerhaven
- Enno Heyken (* 17. Februar 1906; † 19. Oktober 1987), deutscher lutherischer Geistlicher und Regionalhistoriker
- Wolfgang Ontijd (* 8. März 1937), deutscher Politiker (CDU)
- Hermann Janßen (* 23. Oktober 1937), von 1974 bis 2000 Kurdirektor von Titisee-Neustadt[135]

### Ehrenbürger
Das Ehrenbürgerrecht ist die höchste Würdigung der Stadt Borkum. Die Stadt hat zehn Personen damit ausgezeichnet:
- Rudolf Bensch (Arzt)
- Wilhelm Feldhoff (Wohltäter)
- Franz Habich senior (Ingenieur)
- Paul von Hindenburg (* 2. Oktober 1847; † 2. August 1934), Generalfeldmarschall und Reichspräsident
- Tönjes Kieviet (Gemeindevorsteher)
- Fritz Klennert (Bürgermeister)
- Georg Köhler (Hotelier)
- A. C. Meyer (Wohltäter)
- Berend de Vries (* 31. Dezember 1883; † 25. November 1959), Schriftsteller, Verdienstkreuz am Bande (1958), Verleihung der Ehrenbürgerschaft im Jahr 1958[136]

### Ansonsten mit Borkum verbunden
- Carl Böddinghaus (* 25. Oktober 1835; † 17. April 1903), Katholischer Priester, wirkte dort
- Ferdinand von Droste zu Hülshoff (* 16. Februar 1841; † 21. Juli 1874), Ornithologe, Verfasser eines Werkes über die Vogelwelt von Borkum
- Ludwig Münchmeyer (* 2. Juni 1885; † 24. Juli 1947), Evangelischer Pastor, wirkte dort
- Ulrich Kessler (* 3. November 1894; † 27. März 1983), General, ist dort bestattet
- Johannes Linke (* 24. Juni 1905; † 1975), Geograph, Lehrer und Heimatforscher, Chronist der Insel